# Mariahilfkapelle am Birkenberg

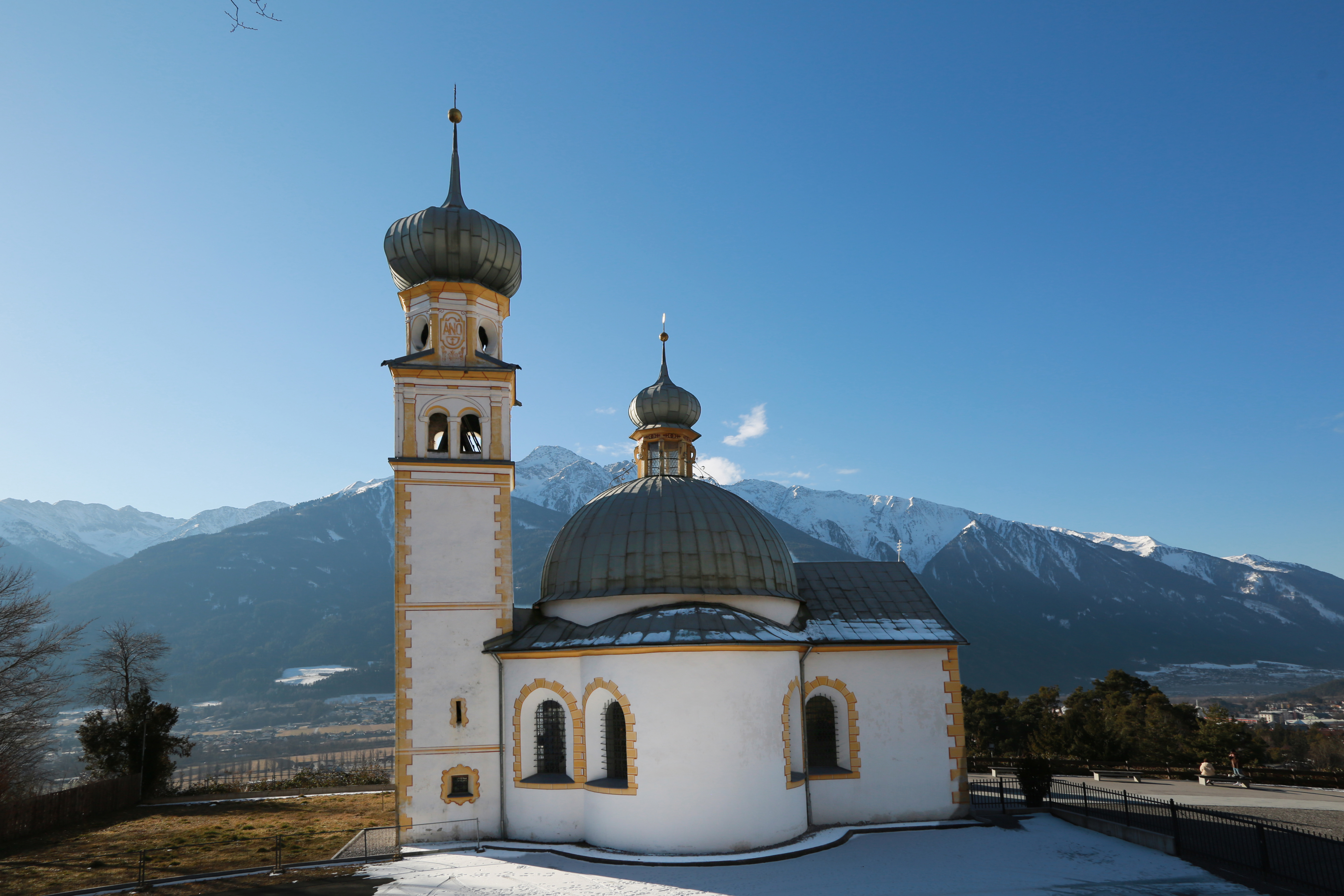
Mariahilfkapelle von Norden

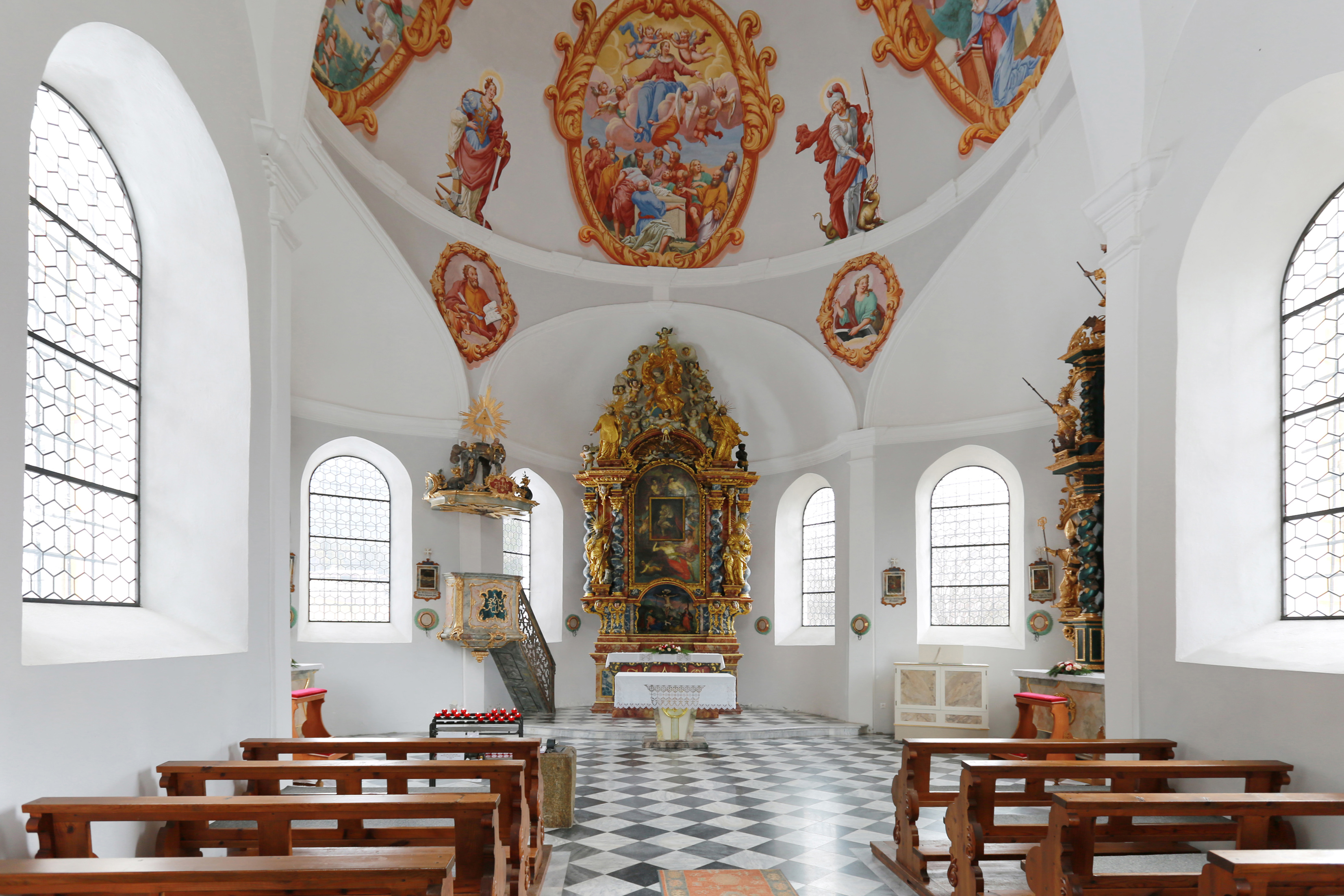
Mariahilfkapelle Birkenberg – Innen Richtung Osten

Die Mariahilfkapelle oder auch Kapelle Mariä Heimsuchung liegt im Gemeindegebiet von Telfs im Ortsteil Birkenberg, direkt am Fuße der Hohen Munde. Die Kirche ist vom Inntal aus auf halber Höhe zu erkennen. Das Gebäude steht unter Denkmalschutz (Listeneintrag).

## Lage und Umgebung
Die Kapelle liegt nordöstlich des Ortszentrums, westlich des verbauten Gebietes der St. Georgen-Siedlung, auf Birkenberg 6.
Unmittelbar hinter der Kirche befindet sich eine Villa, die vom Tiroler Dichter und Dramatiker Karl Schönherr (1867–1943) im Jahr 1913 erbaut wurde. Er bewohnte das Landhaus bis 1924.
Bis 2014 stand neben der Kirche ein Gutshof, in dem die Schriftstellerin Gertrud Fussenegger (1912–2009) einen Teil ihrer Kindheitsjahre verbrachte. Für ihre Mohrenlegende, eine Weihnachtserzählung lieferte angeblich die kleine schwarze Figur auf dem Hauptaltar die Anregung.
Fußweg: Vom Ortszentrum Telfs wandert man zunächst auf der Untermarktstraße in Richtung Norden, dann weiter auf der Saglstraße nordöstlich bis zur Birkenbergstraße. Diese führt etwas steil hinauf zum Tenniscafé. Nun wandert man noch ca. 350 Meter zur Kapelle. Die Gesamtgehzeit ab Telfs-Zentrum beträgt ca. 35 Minuten.

## Geschichte
Die ursprüngliche Kapelle entstand im 17. Jahrhundert. Als die Schrecken des Dreißigjährigen Krieges mit dem Westfälischen Frieden am 24. Oktober 1648 endeten, wurden anschließend im ganzen Land zahlreiche Kapellen errichtet.
Friedrich Kranewitter, dem der Gutshof am Birkenberg gehörte, erbaute auf eigene Kosten, zusammen mit seinem Bruder Johann, der als Kurat (Hilfspriester) in Ötz wirkte, die erste Kapelle. Am 10. August 1648 weihte der Brixner Weihbischof Jesse Perkhofer die Kapelle mit damals nur einem Altar, für die er Mariä Heimsuchung als Patrozinium festlegte.
Die Wallfahrt zur Kirche erlebte im ersten Jahrhundert nach ihrer Erbauung einen enormen Aufschwung, sodass bald eine Vergrößerung des Baues notwendig wurde. Durch die finanziellen Opfer der Wallfahrer und durch Stiftungen war das Kirchenvermögen beträchtlich, und so regte der Telfer Pfarrer Franz Oberperger einen Neubau an.
Der Beginn der Bauarbeiten erfolgte 1692 und wurde vom Ötztaler Maurermeister Josef Keil d. Ä., zusammen mit seinem Sohn und Bruder ausgeführt. Eine aufgefundene Quittung aus dem Jahr 1693 belegt, dass der Stamser Bildhauer Andreas Thamasch unter Mitarbeit seiner Gesellen den Hochaltar errichtet hat. Über die Seitenaltäre gibt es keine Aufzeichnungen, sie dürften aber ebenfalls aus der Werkstatt Thamasch stammen. 1694 war der Neubau vollendet, der Turm wurde erst 1696 fertiggestellt.
Am 27. August 1698 weihte der Brixner Fürstbischof Johann Franz Khuen von Belasi unter großer Anteilnahme der Bevölkerung die neue Kirche mit zwei neuen Altären. Im betreffenden Protokoll ist nachzulesen, dass der Hochaltar schon 1648 geweiht wurde. Allerdings stammte nur die gemauerte Mensa aus der alten Kapelle.
Im Laufe des 18. Jahrhunderts wurde die Ausstattung immer wieder erweitert. Hinzu kamen Kirchenzierden, Messbücher, Krüge und Paramente. Das Kirchlein verfügte noch 1831 über ein ansehnliches Vermögen von 2442 Kronen und 41 Gulden. Dazu kam noch ein 5%er Zins.
Im Laufe des 19. Jahrhunderts nahm die Wallfahrt nach Birkenberg, die vor allem von kinderlosen Frauen, die um Kindersegen baten, unternommen wurde, immer mehr ab. Die Messstiftungen blieben aus, und schlussendlich wurde Birkenberg als Wallfahrtsstätte von Maria Locherboden abgelöst.
Ende des 19. Jahrhunderts machten Veröffentlichungen von Johann Deininger und Karl Atz auf den kunstgeschichtlichen Wert der Kirche aufmerksam. Durch Spenden konnten im Jahr 1909 notwendige Reparaturarbeiten vorgenommen werden.

## Baustil

Grundriss

Bei der Kapelle handelt es sich um einen barocken Rundkuppelbau in der Nachfolge der Mariahilf-Kirche in Innsbruck.
An den kreisrunden Zentralbau schließen drei halbkreisförmige Apsiden an, die mit geschweiften Halbkuppeln versehen sind. In der Mitte der Hauptkuppel ist die achteckige Laterne aufgesetzt, in die hohe Fenster eingesetzt sind. Den Abschluss der Laterne bildet eine Zwiebelhaube.
Westlich der Rotunde befindet sich das quadratische Vorjoch, eine Vorhalle mit Stichkappengewölbe.
Der viereckige Turm ist östlich an die Mittelapsis angebaut. In dessen Erdgeschoß befindet sich die Sakristei. Oberhalb des Glockengeläuts wird der Turm achteckig, versehen mit einer schönen Zwiebelhaube.
Außen sind die Ecken und Fenster mit gemalten Quadern versehen. Um das Portal sind Pilaster und ein Dreiecksgiebel gemalt.

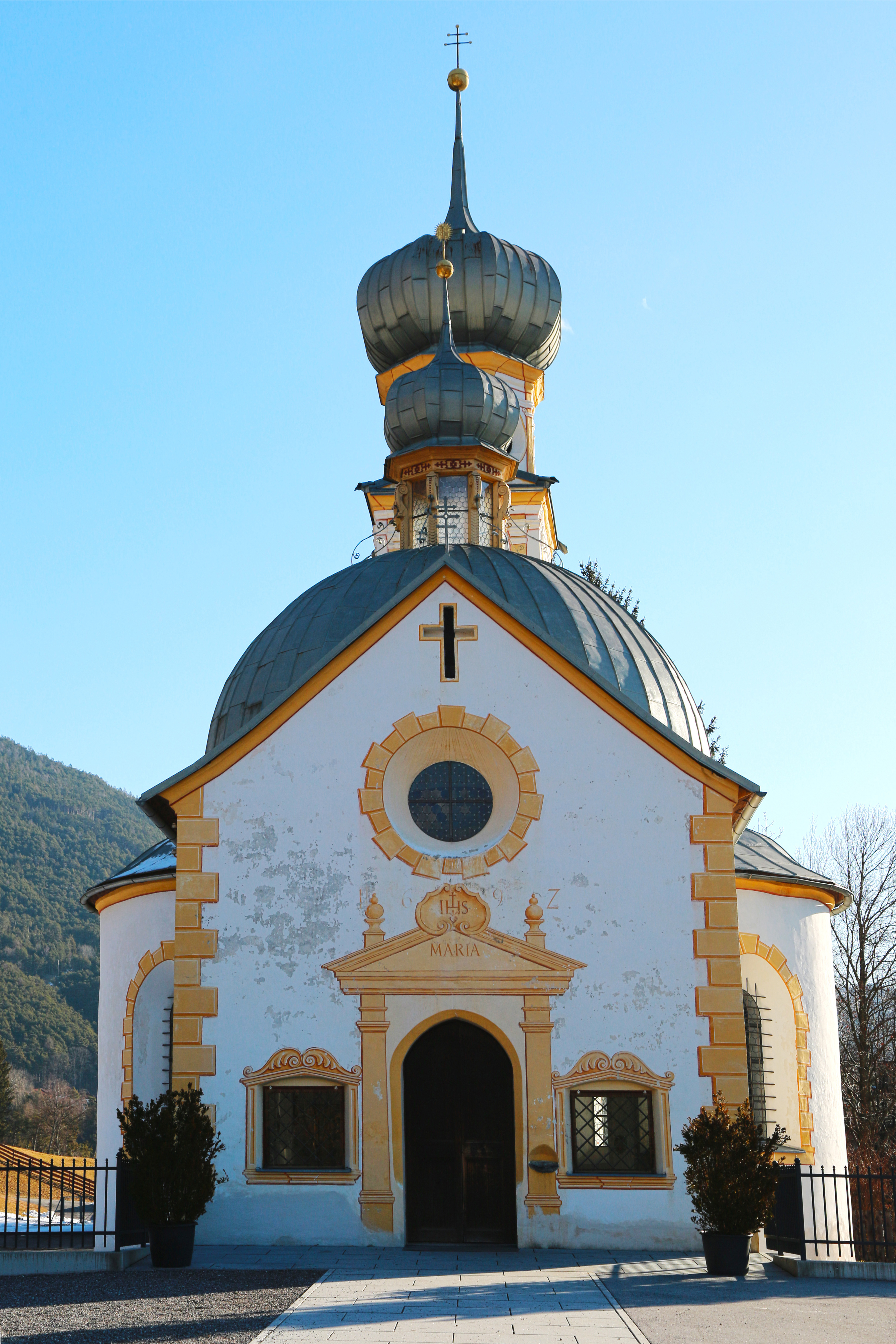
Eingang Richtung Osten
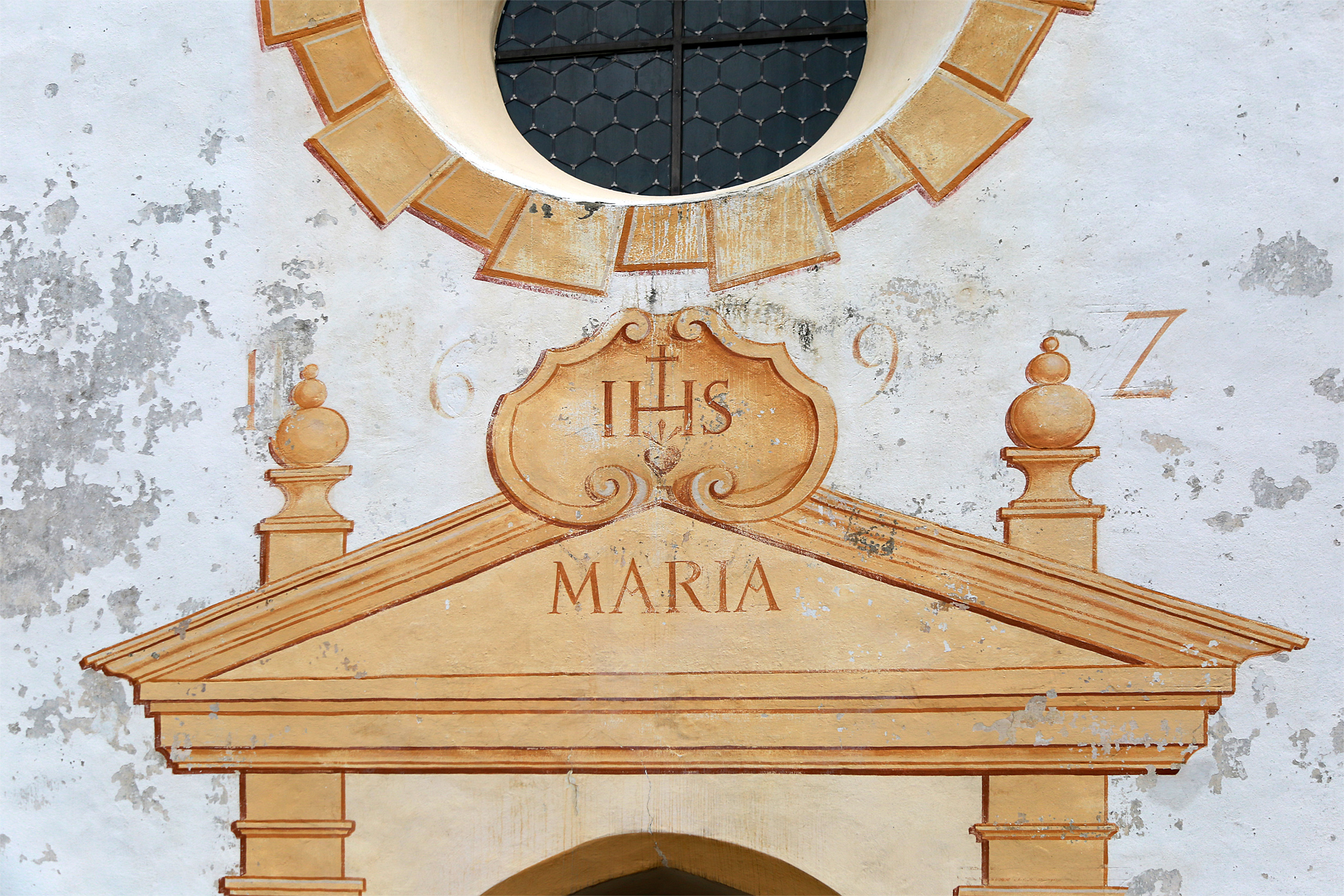
Portal mit Jahreszahl
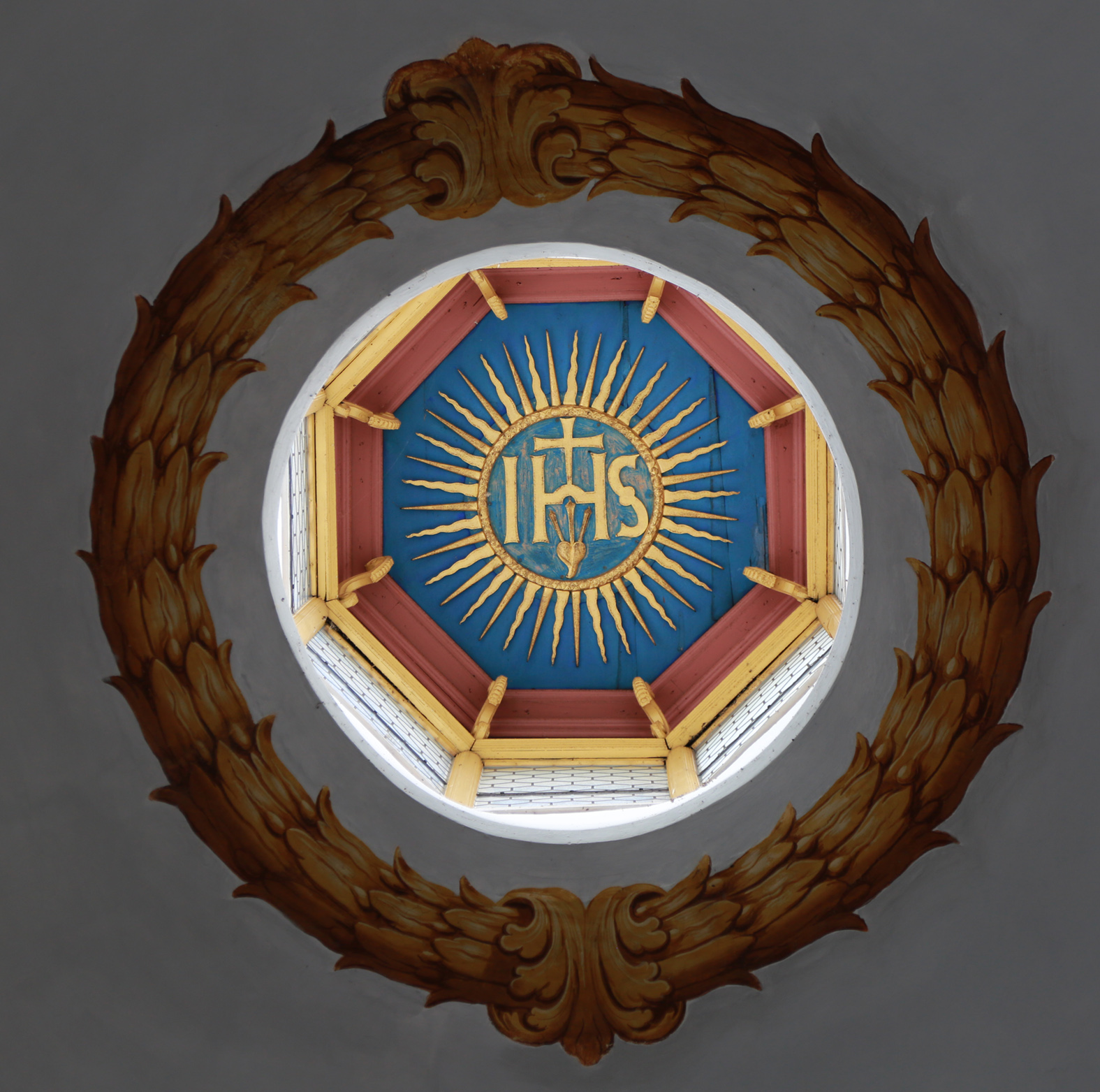
Kuppel mit 8-eckiger Laterne

## Innenausstattung

### Vorjoch

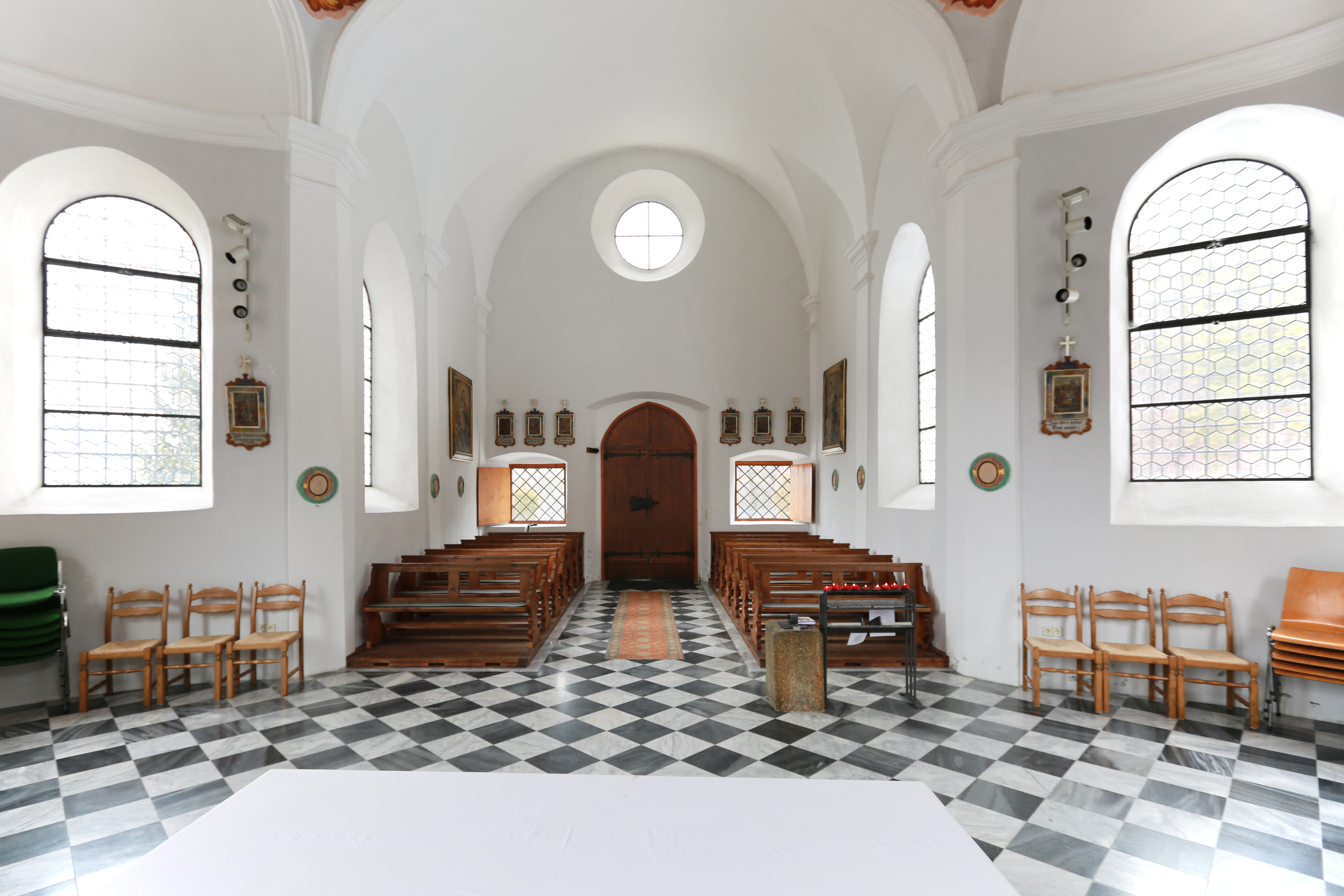
Vorjoch Richtung Westen

In der Vorjoch befindet sich das Kirchengestühl und der Opferstock. Gleich neben der Pforte hängen an der Wand zwei Ölgemälde, deren Erschaffer nicht bekannt ist. Sie sind datiert mit der Jahreszahl 1693 und signiert mit den Buchstaben CMFOZ und ATEFG. An der rechten Wand sind der heilige Josef mit dem Jesuskind, dem ein Engel eine Birne reicht. Das linke Bild zeigt die Muttergottes mit Jesus und dem Johannesknaben, wie dieser ihm eine Blumenkrone reicht.

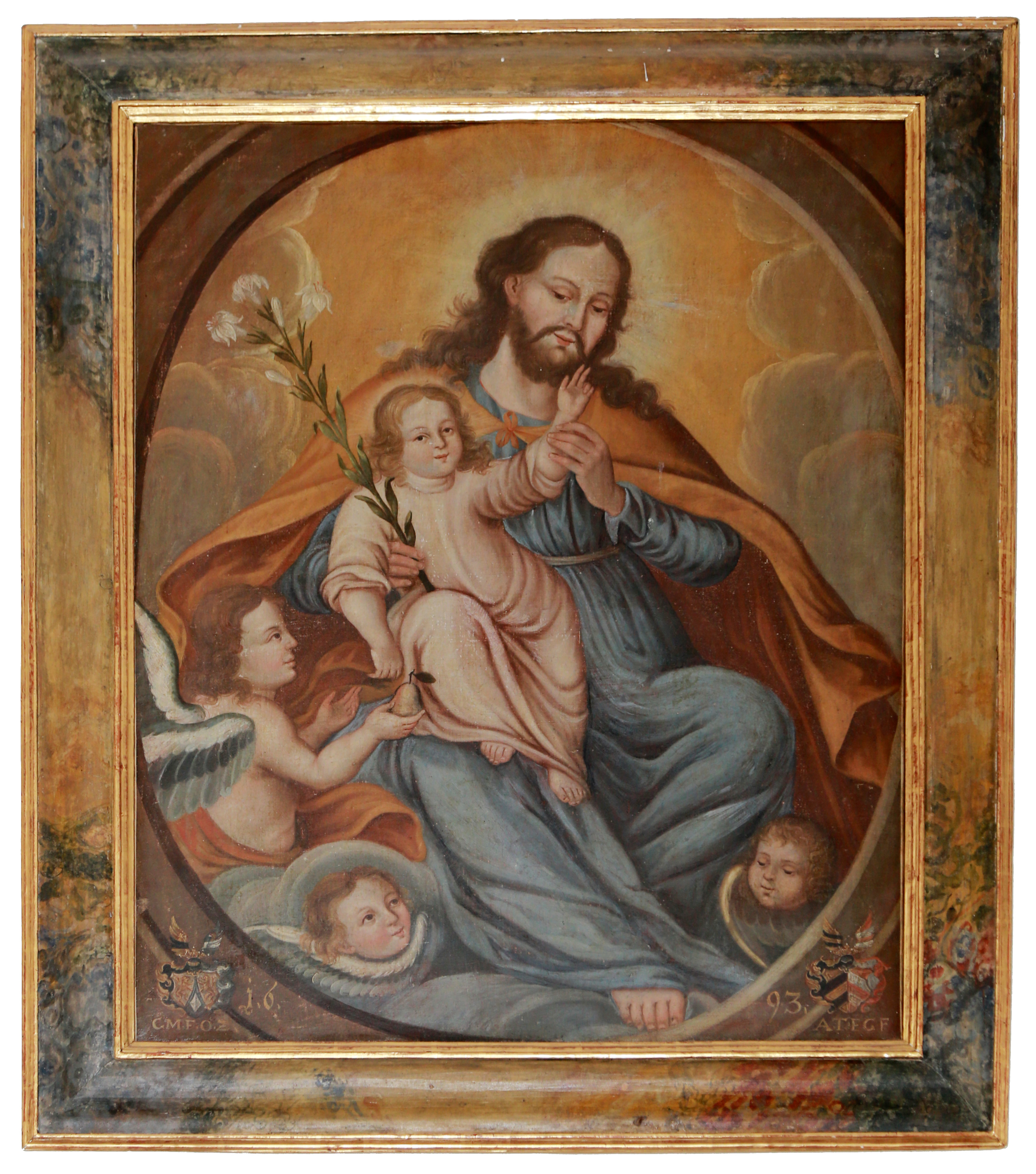
Hl. Josef und Jesus
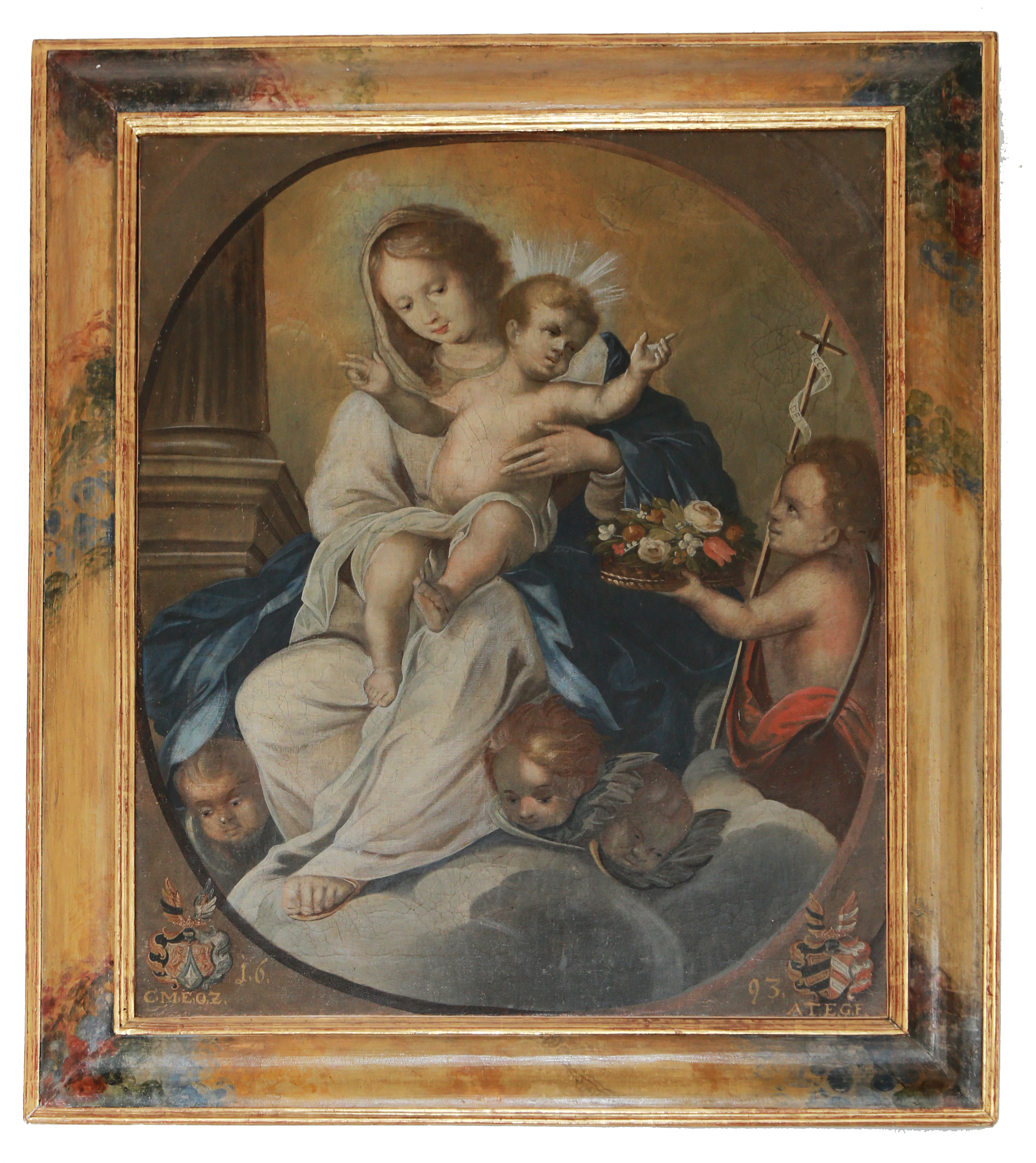
Maria mit Jesus und Johannesknaben

### Hauptaltar (Marienaltar)

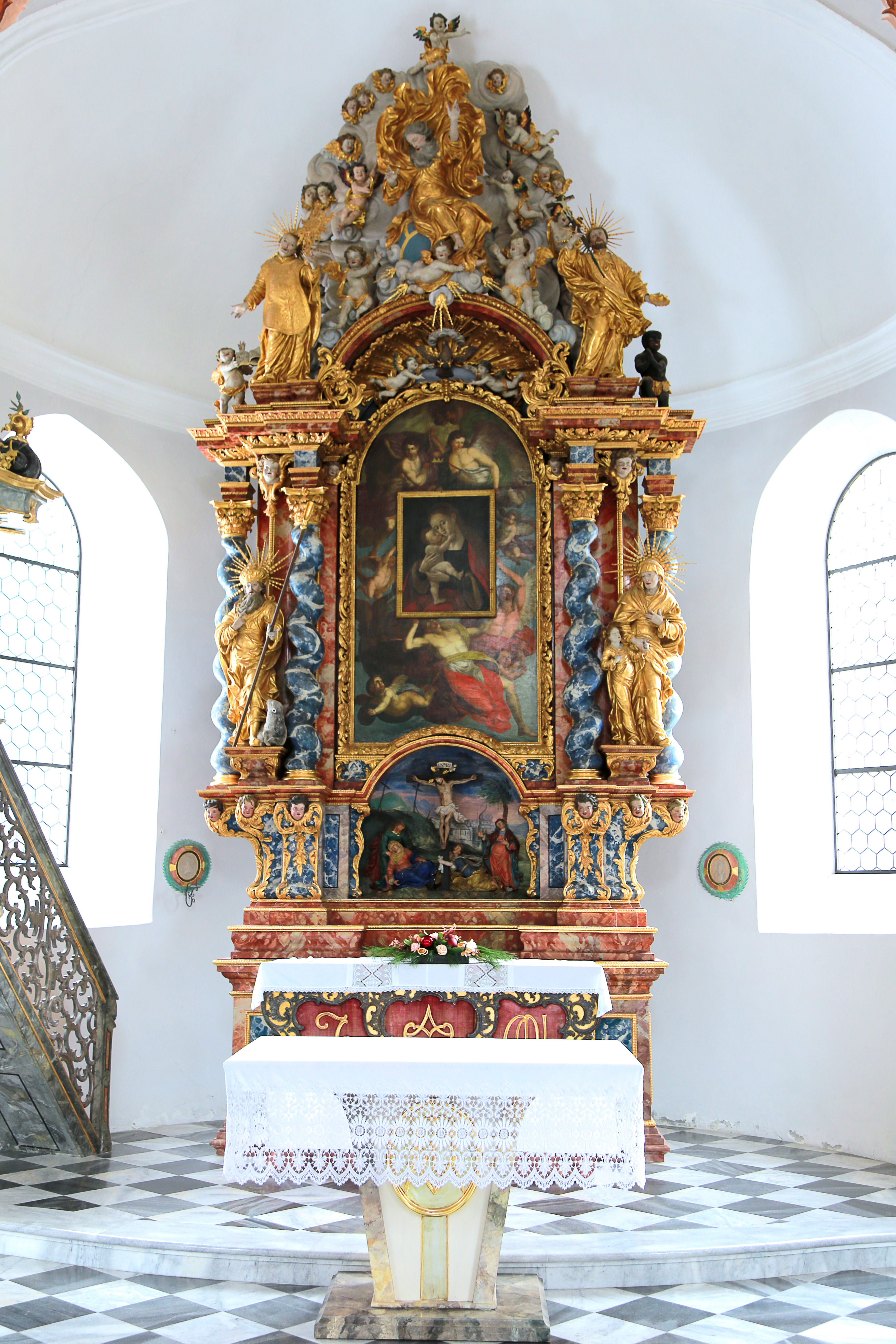
Hauptaltar (Marienaltar)

Der Hauptaltar stammt vom Stamser Bildhauer Andreas Thamasch, wie zwei Quittungen aus dem Jahre 1693 belegen. Demnach stammt lediglich die Mensa (die Tischplatte) aus der Zeit von 1640.
Oben am Altar befinden sich ein reich geschnitzter Auszug in einer von Putten bevölkerten Wolke.
Links am oberen Gebälk steht der heilige Ignatius von Loyola, der Gründer des Ordens der Jesuiten.
In der Mitte des Hauptaltars findet man ein Bild im Bild, das Maria-Hilf-Bild. Es handelt sich um eine Darstellung von großen und kleinen Engeln, die so gemalt sind, als ob sie den Rahmen des Bildes im Zentrum tragen würden. Das Bild im Zentrum zeigt die Muttergottes mit dem Jesuskind. Hierbei handelt es sich um eine Nachbildung des Originals vom berühmten Maler Lukas Cranach aus dem Innsbrucker Dom.
Links neben dem Maria-Hilf-Bild steht eine Statue des heiligen Joachim. In der Hand hält er einen Hirtenstab, zu seinen Füßen sitzt ein Lamm.
Auf der rechten Seite steht eine Statue der heiligen Anna. An der Hand führt sie ein kleines Mädchen, die Muttergottes, als sie noch ein Kind war.
Joachim und Anna sind die Eltern von Maria, der Muttergottes, und somit die Großeltern von Jesus Christus. Die Legende besagt, dass sich die beiden vergeblich ein Kind gewünscht hatten. Nach Jahren des Wartens erschien beiden zeitgleich ein Engel und verkündete ihnen die Geburt eines Kindes. Als sie darüber sprachen, kam neun Monate später ein Mädchen zur Welt, das sie Maria nannten.
Unterhalb des Altarbildes, wo sich bei anderen Kirchen der Tabernakel befindet, sieht man hier eine großartig geschnitzte Kreuzigungsgruppe.
Man erkennt blaue, gedrehte Säulen, die mit Weinlaub und Trauben umrankt sind. Der Glanz kommt vom versilberten Holz. Darüber kam dann die blaue Farbe. Man nennt das Lüsterung.
Der kleine weiße Volksaltar im Vordergrund ist neu und wurde erst 1998 errichtet.

### Das Mohrele
Auf der rechten Seite sieht man den heiligen Franz Xaver, wie er gerade ein indisches Kind tauft. Bei diesem schwarzen Kind handelt es sich um das Mohrele. Die Legende besagt, dass, wenn jemand sich Nachwuchs wünscht, dieser zum Mohrele wallfahren muss. Dann wird sich der Kinderwunsch erfüllen. Allerdings muss man dem Mohrele recht zureden, dass es das Kind auch gesund und wohlbehalten ins Haus bringt. Mit seinen schneeweißen Zähnen hat es schon oft Unheil angerichtet, und die kleinen Babys so zugerichtet, dass sie bald darauf sterben mussten.

Marienaltar
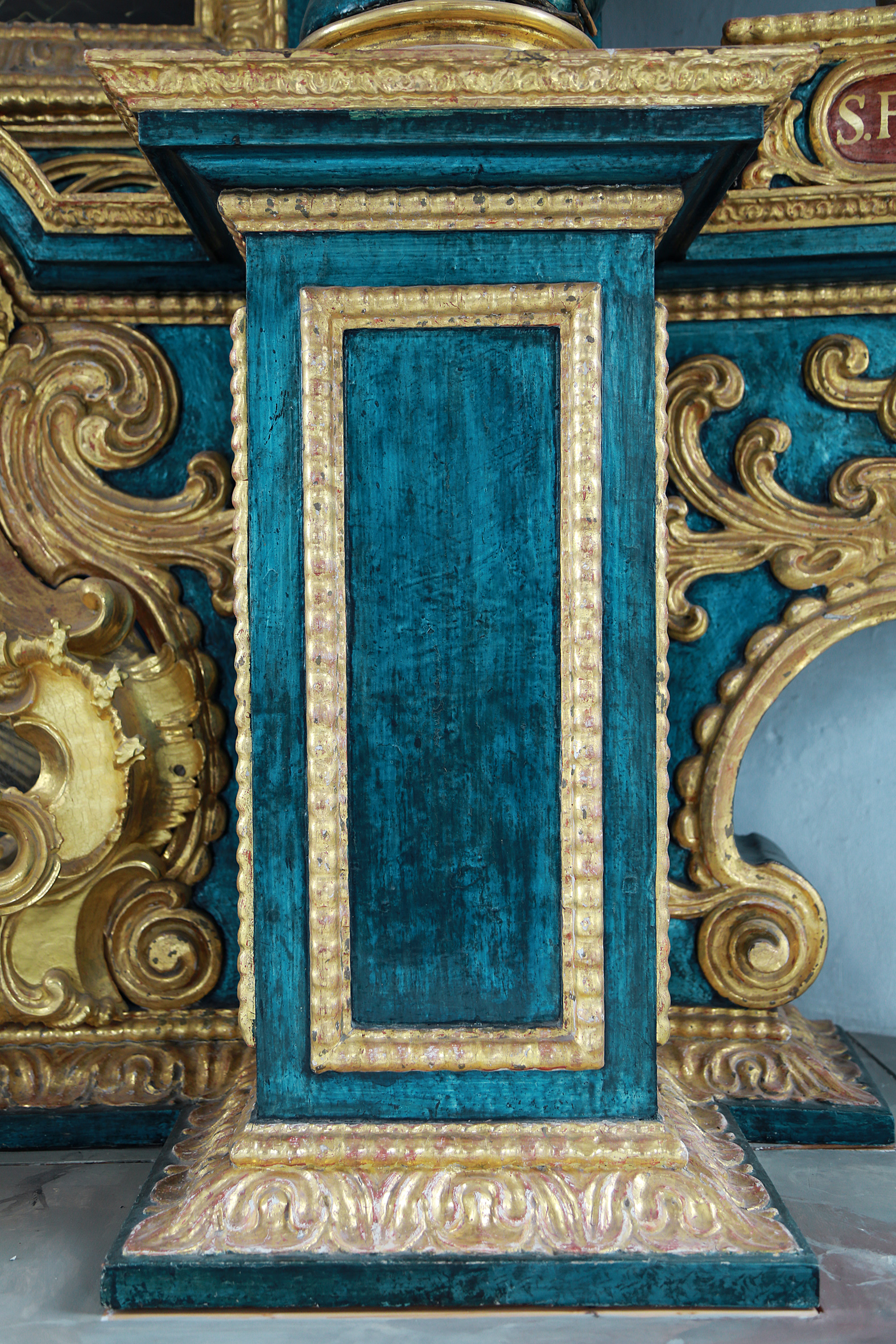
Lüsterung
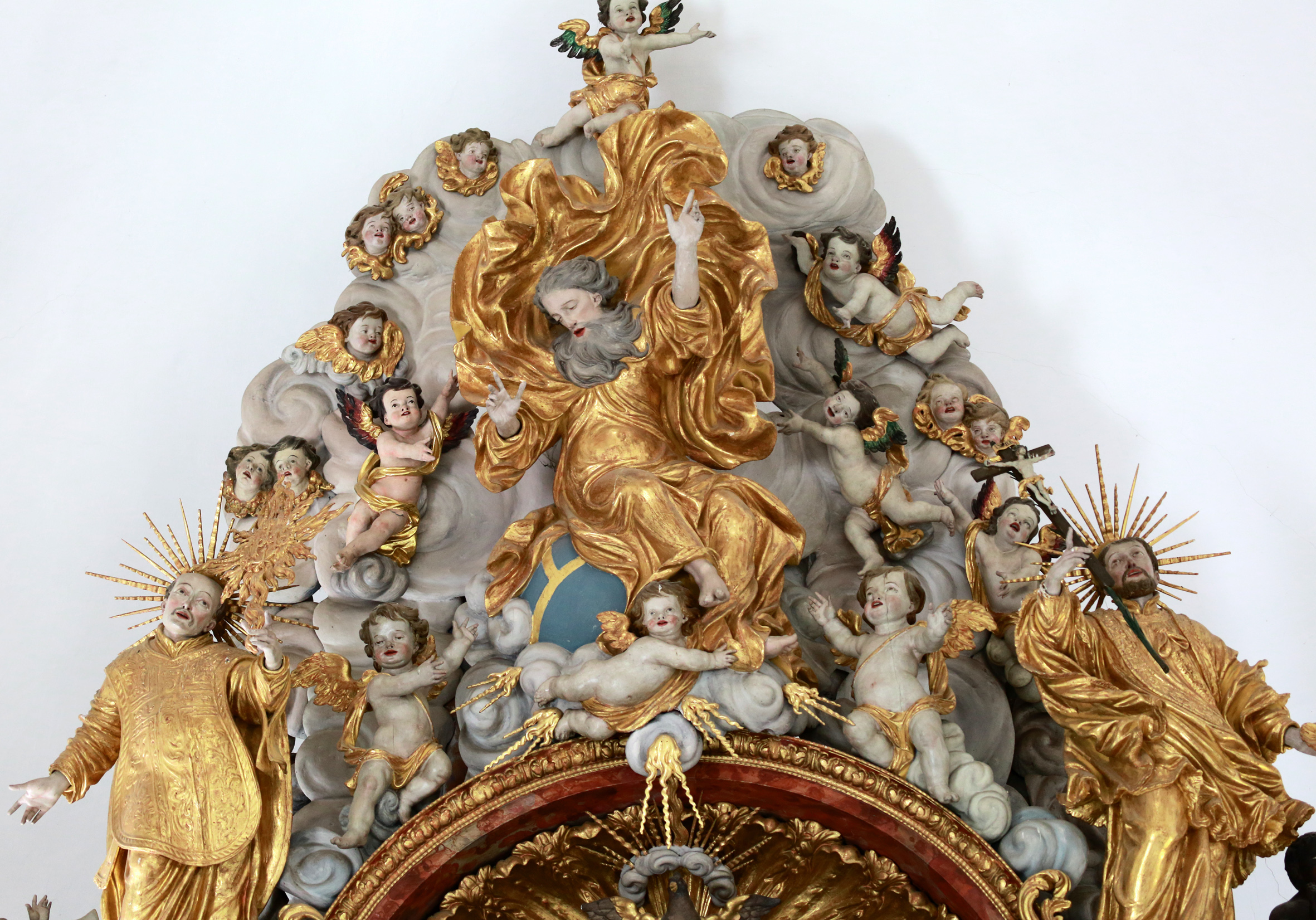
Gottvater und verschiedene Putten
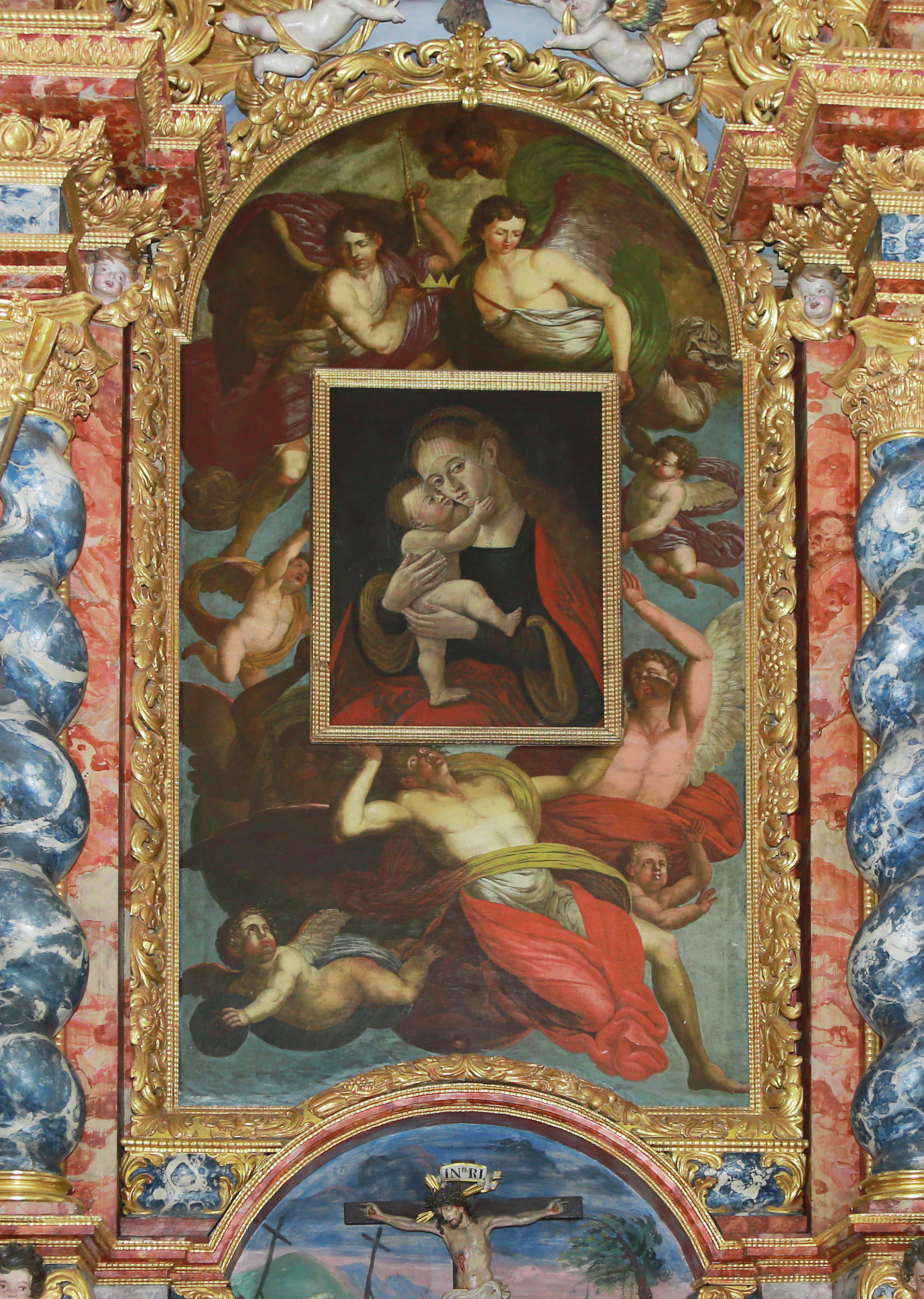
Maria-Hilf-Bild
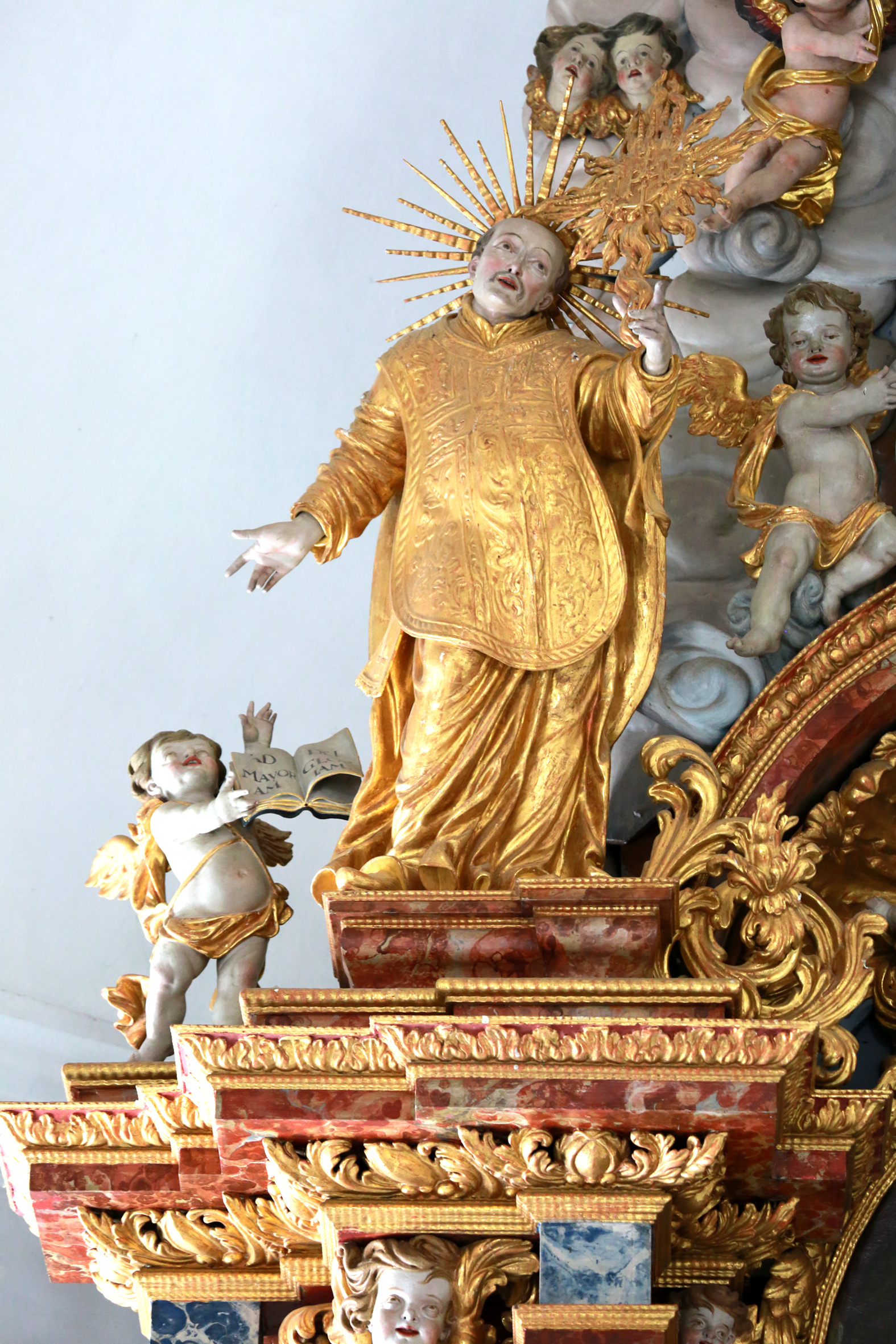
Der heilige Ignatius
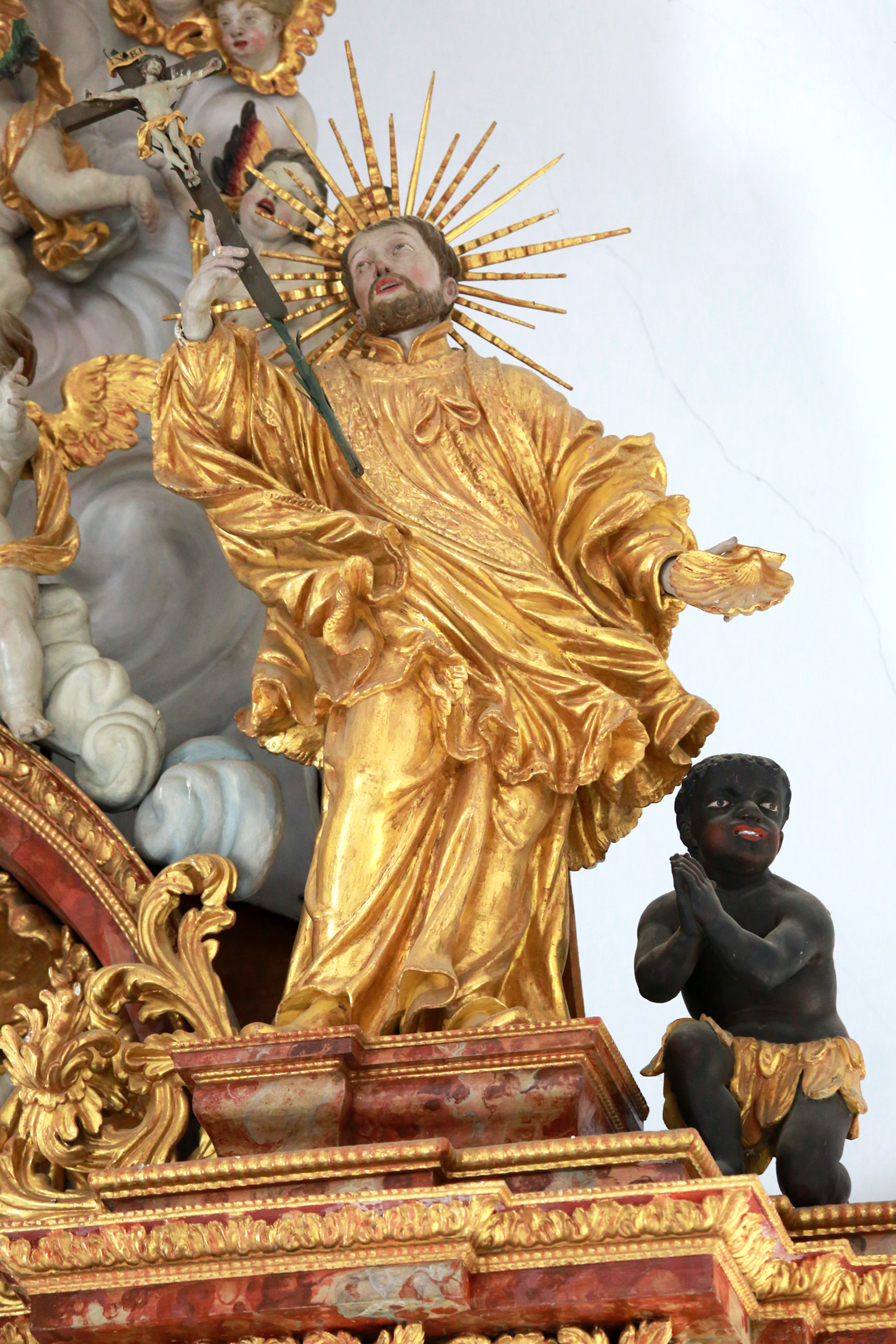
Der heilige Franz Xaver mit dem Mohrele
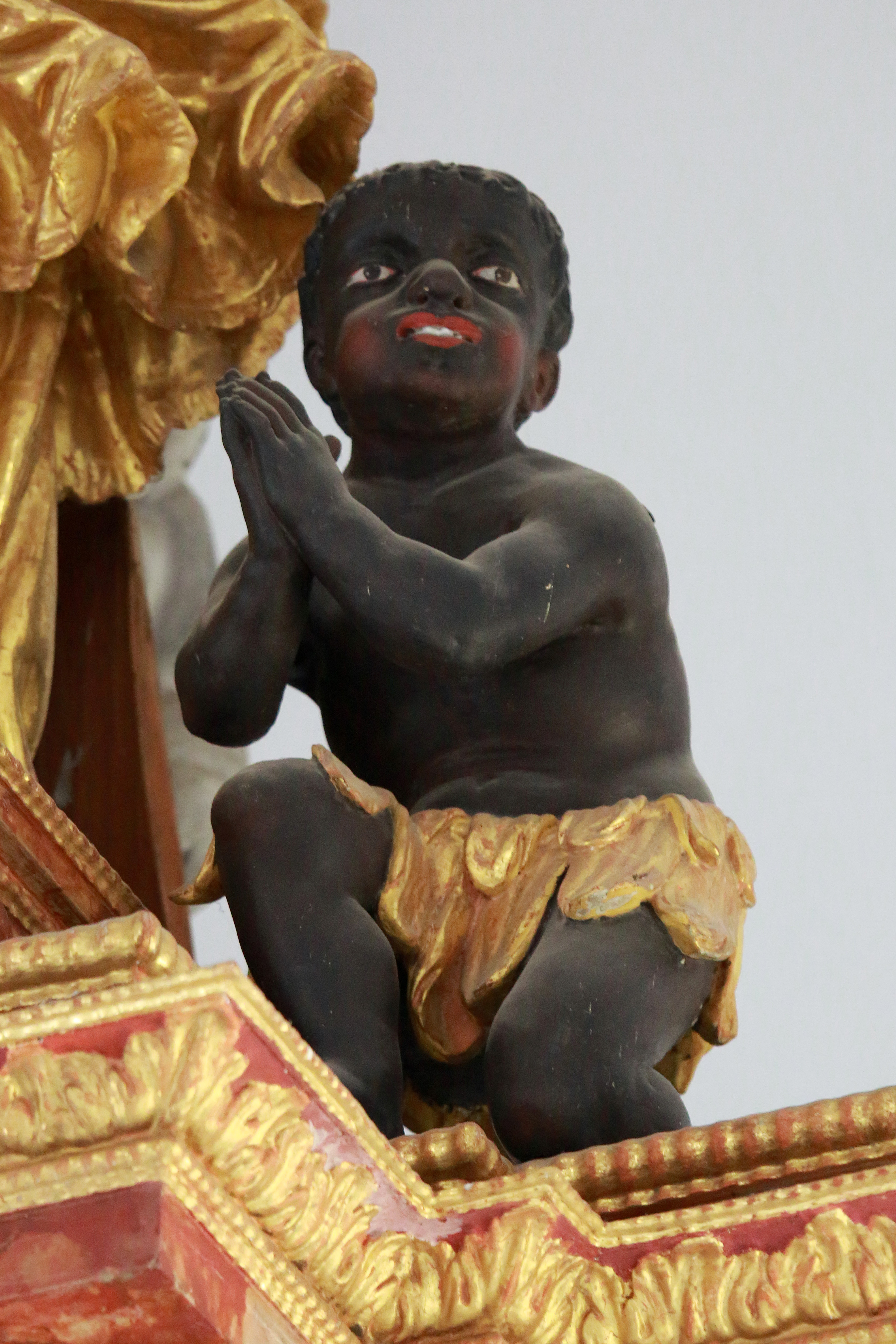
Das Mohrele, ein indisches Kind
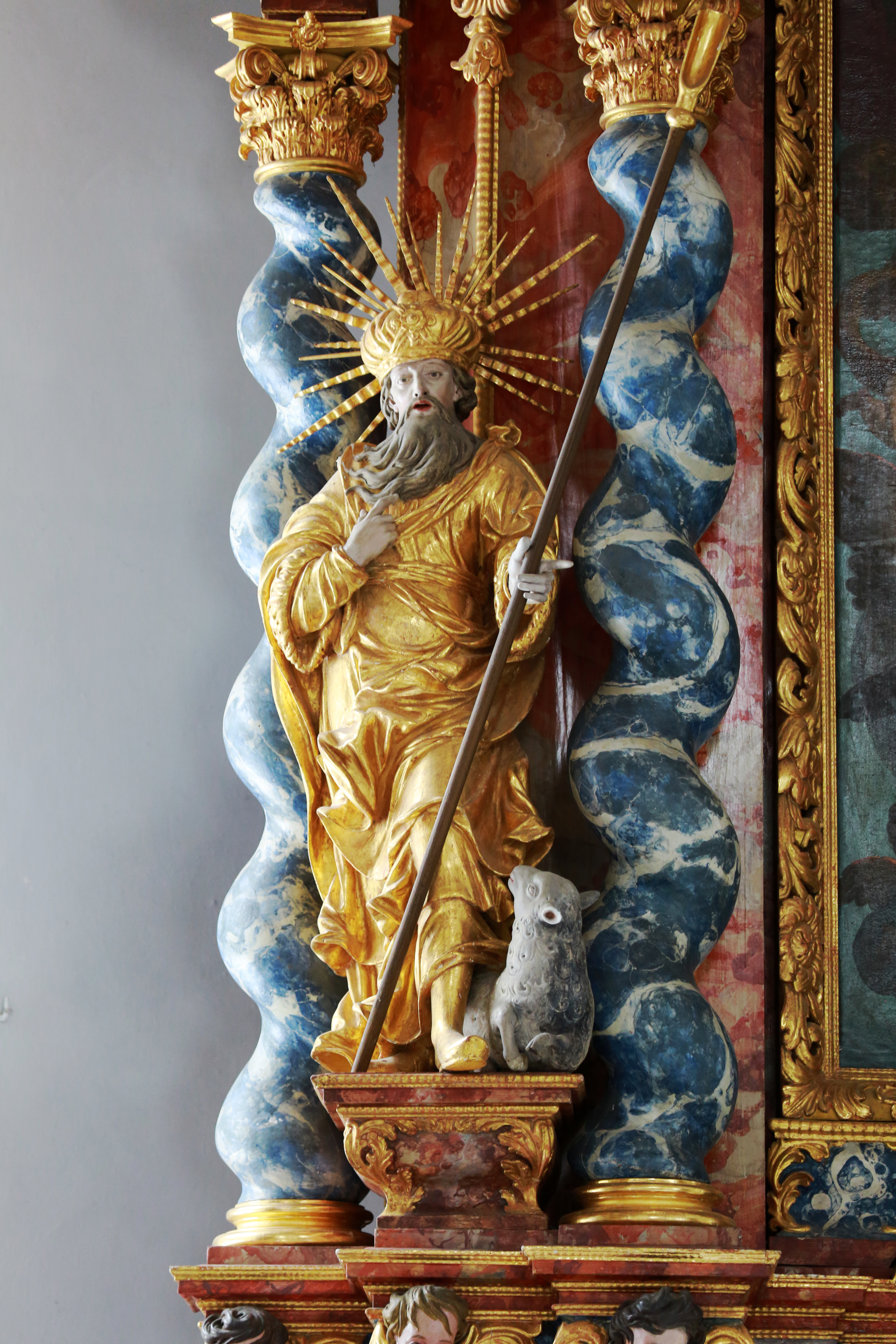
Der heilige Joachim – der Vater der Muttergottes
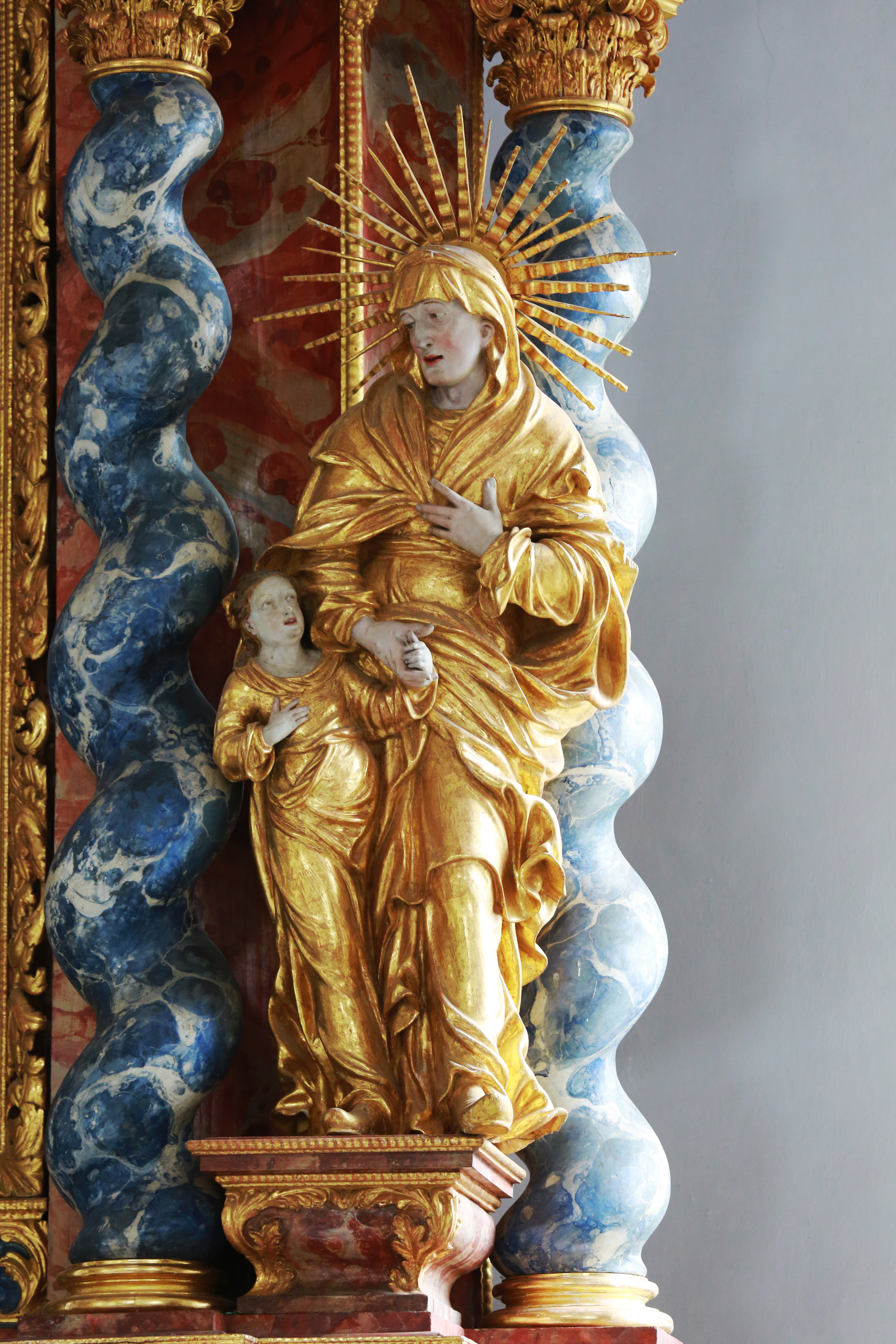
Die heilige Anna – die Mutter der Muttergottes
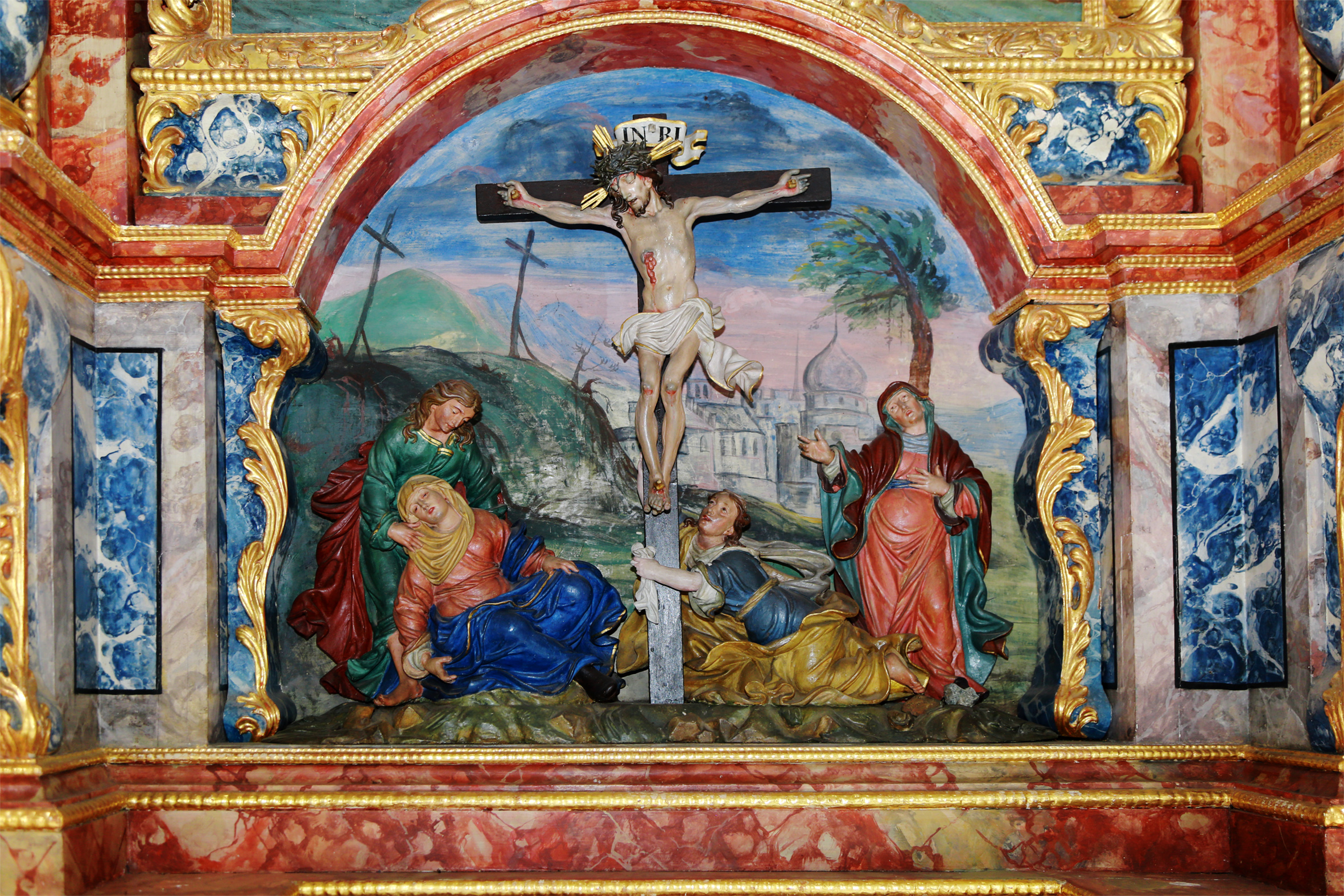
Kreuzigungsszene
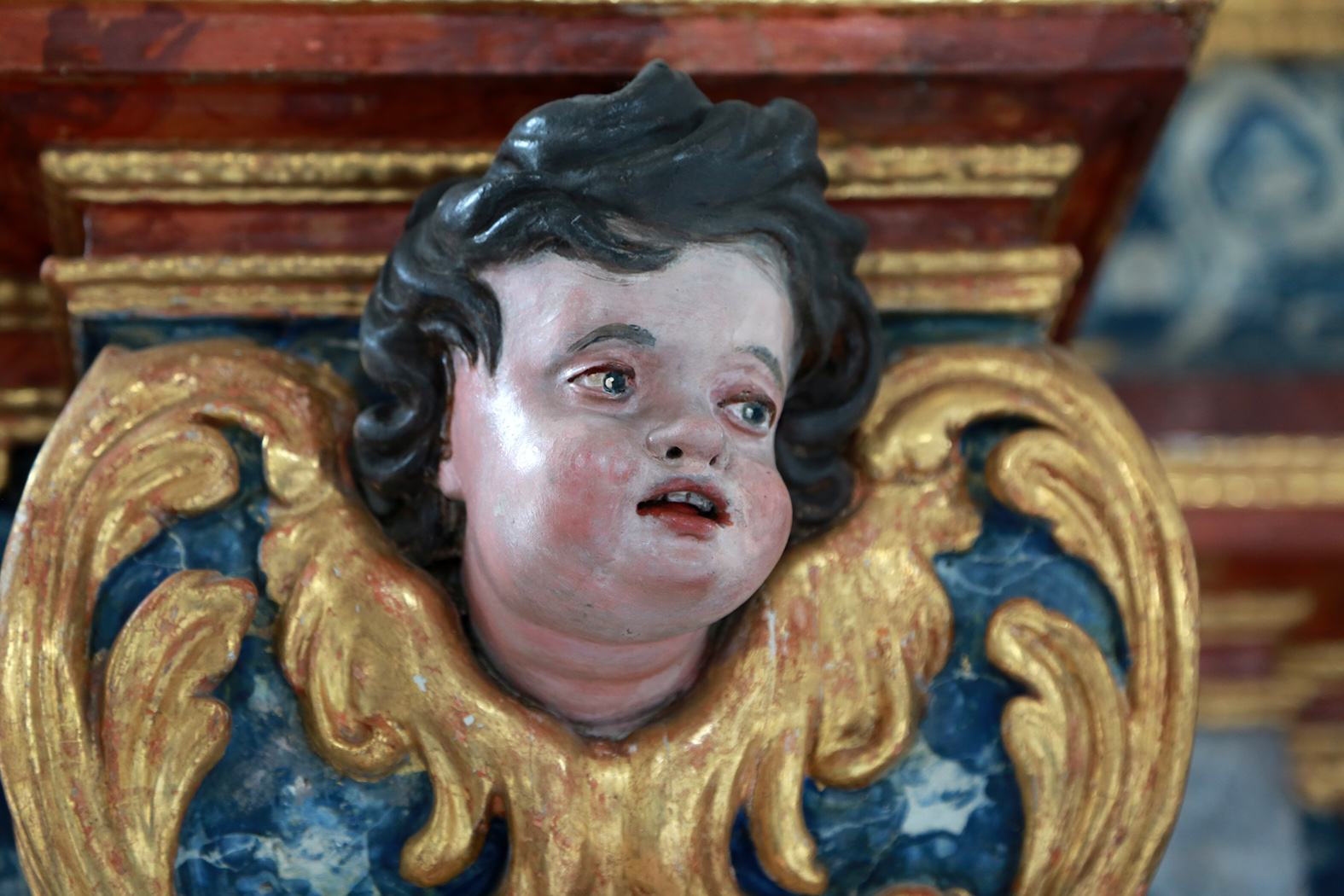
Putte

### Linker Seitenaltar (Dienstbotenaltar)

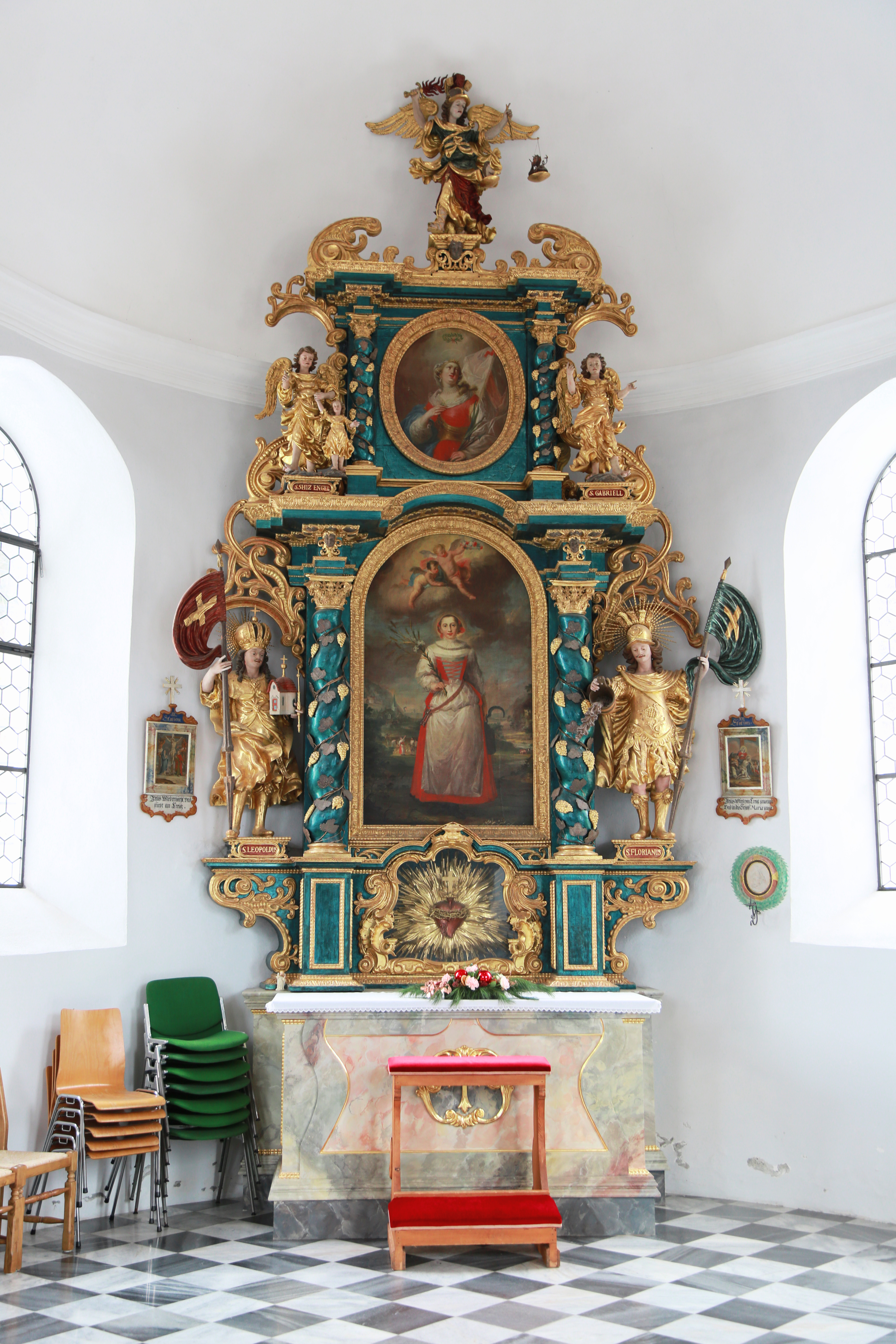
Dienstbotenaltar

Der Altar stammt ebenfalls aus der Werkstatt von Andreas Thamasch. Ganz oben sieht man den Erzengel Michael mit der Seelenwaage und dem Flammenschwert.
Links davon steht der Erzengel Raphael (Schutzengel), der ein Kind an der Hand führt und ihm den rechten Weg weist.
Rechts davon steht der Erzengel Gabriel.
Das ovale Gemälde oben zeigt die heilige Ursula, die in Köln den Martertod erlitten hat.
Das Altarbild zeigt die heilige Notburga mit einem Schlüsselbund und einer Sichel. Beide Gemälde stammen vom Telfer Maler Josef Schöpf.
Links neben dem Hauptgemälde steht der heilige Leopold, der Patron von Österreich, mit einem Kirchenmodell, das an Birkenberg erinnert.
Auf der rechten Seite steht der heilige Florian mit dem Wasserschaff, der Schutzpatron der Feuerwehr.

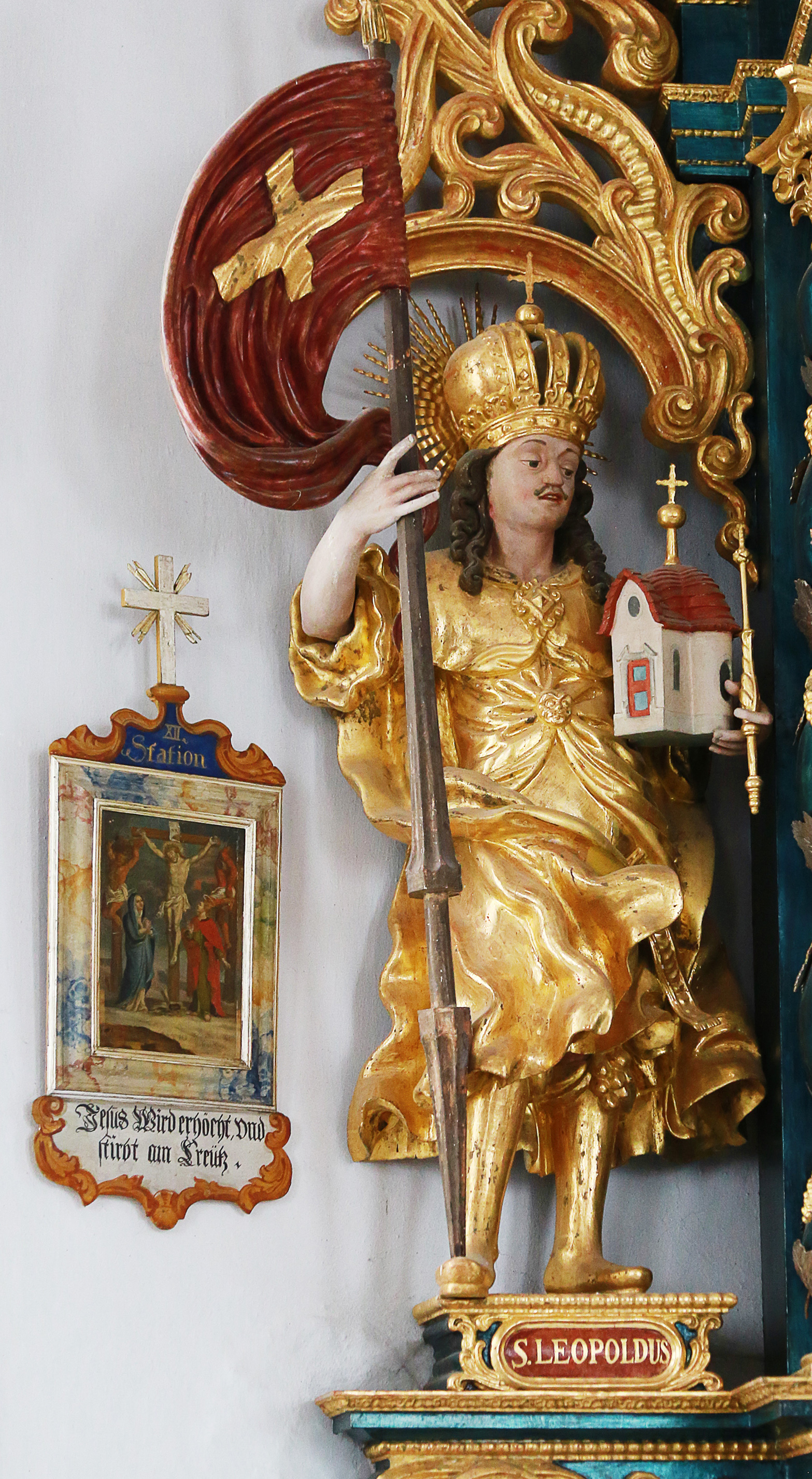
Der heilige Leopold
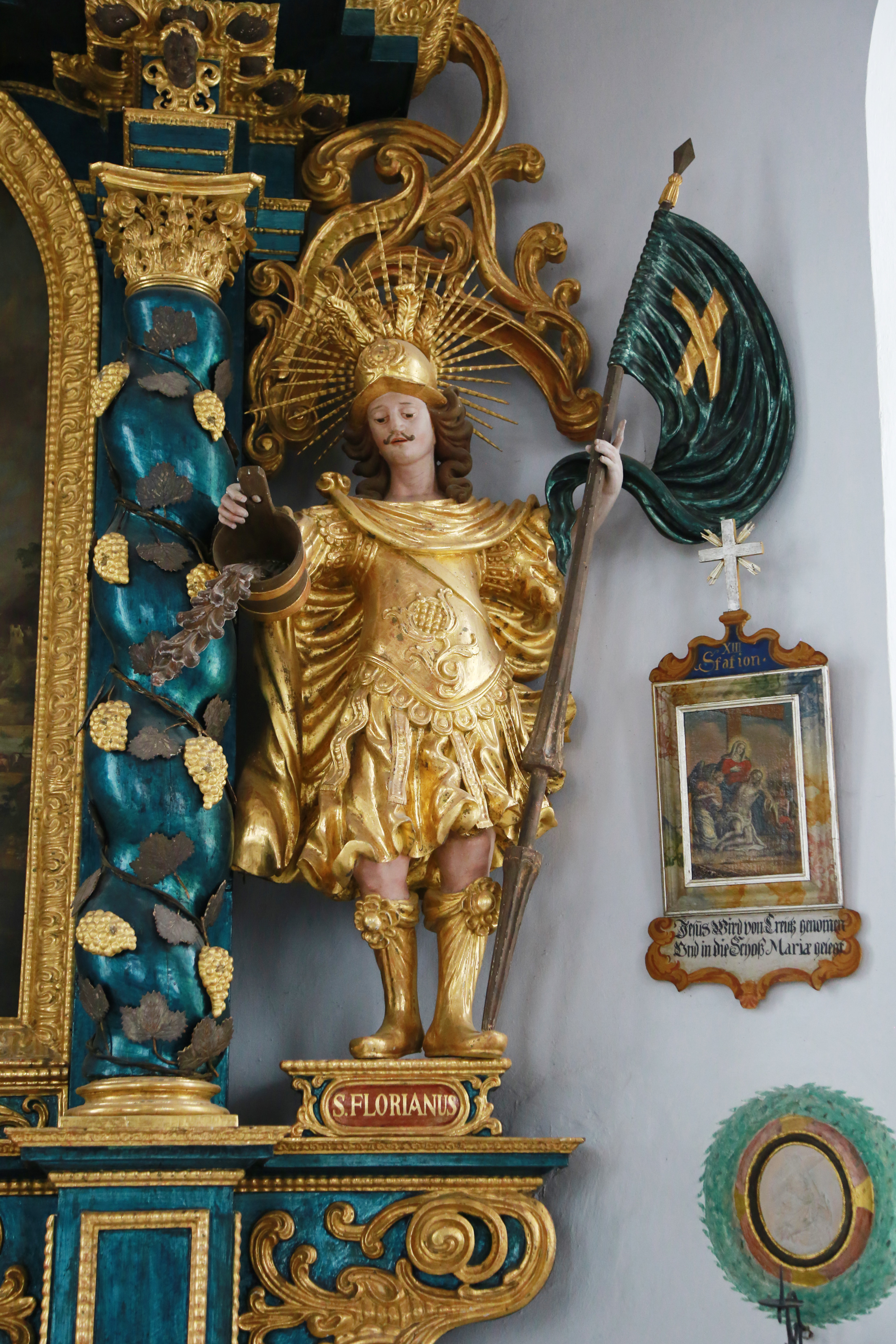
Der heilige Florian
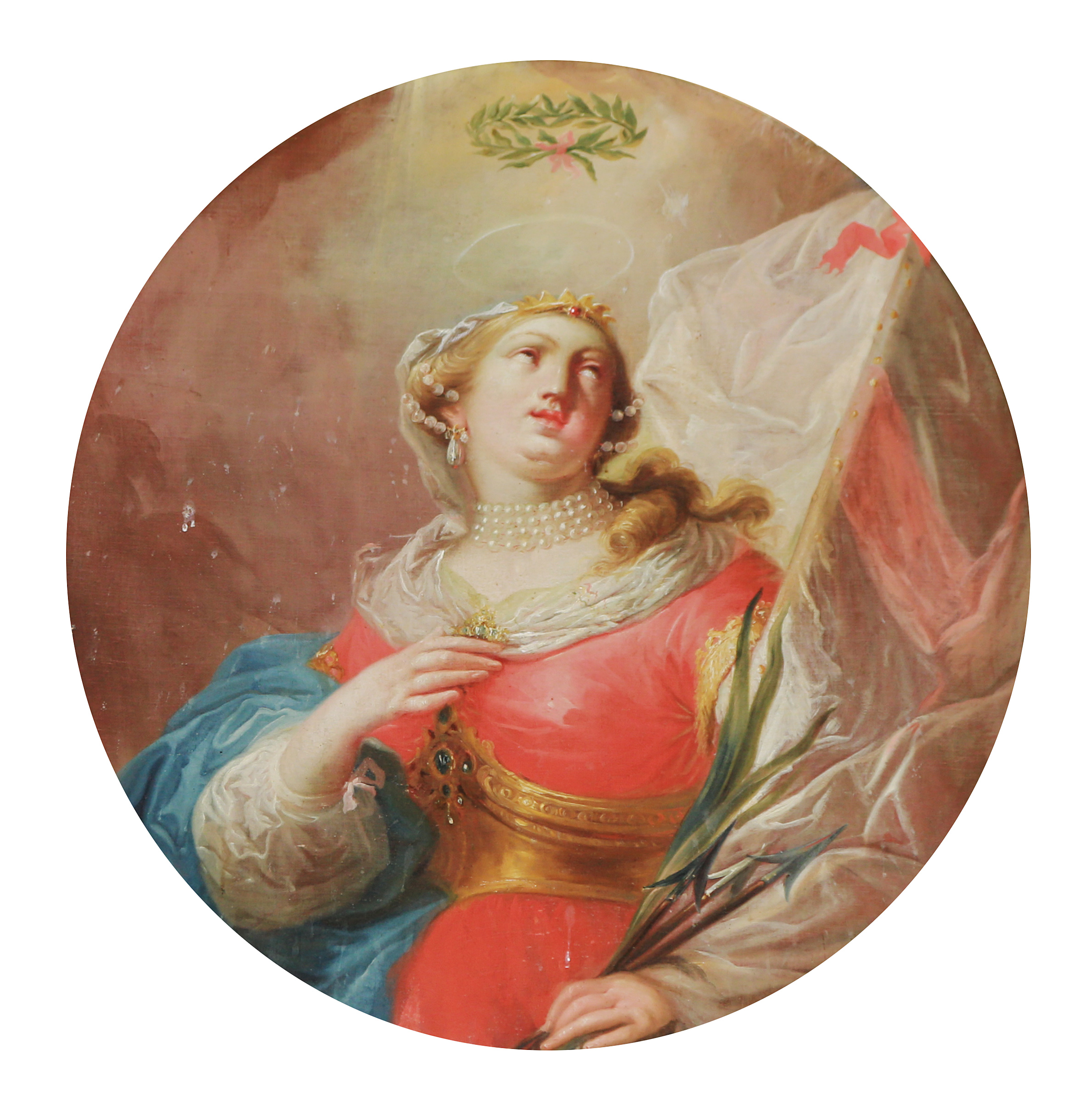
Die heilige Ursula
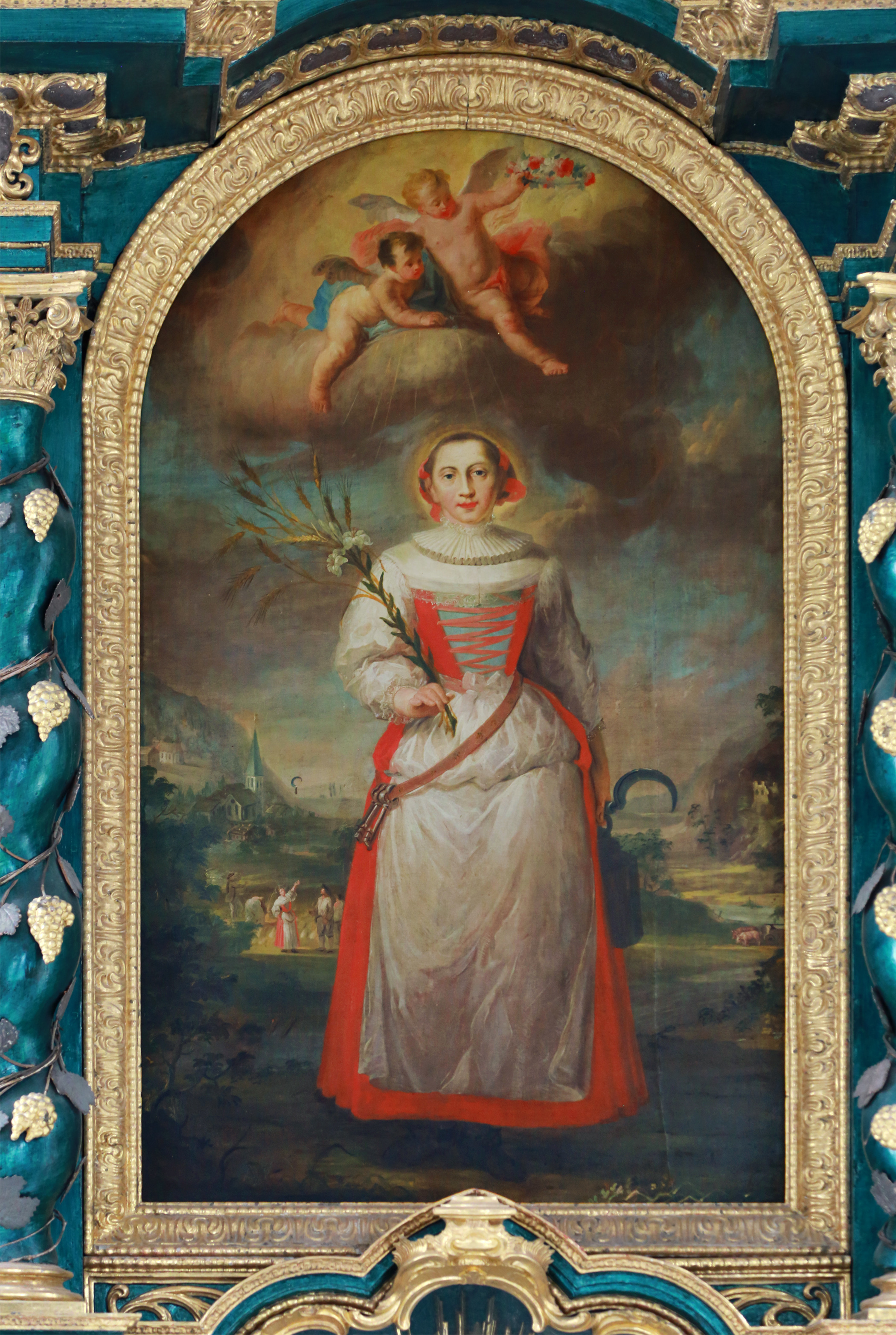
Die heilige Notburga
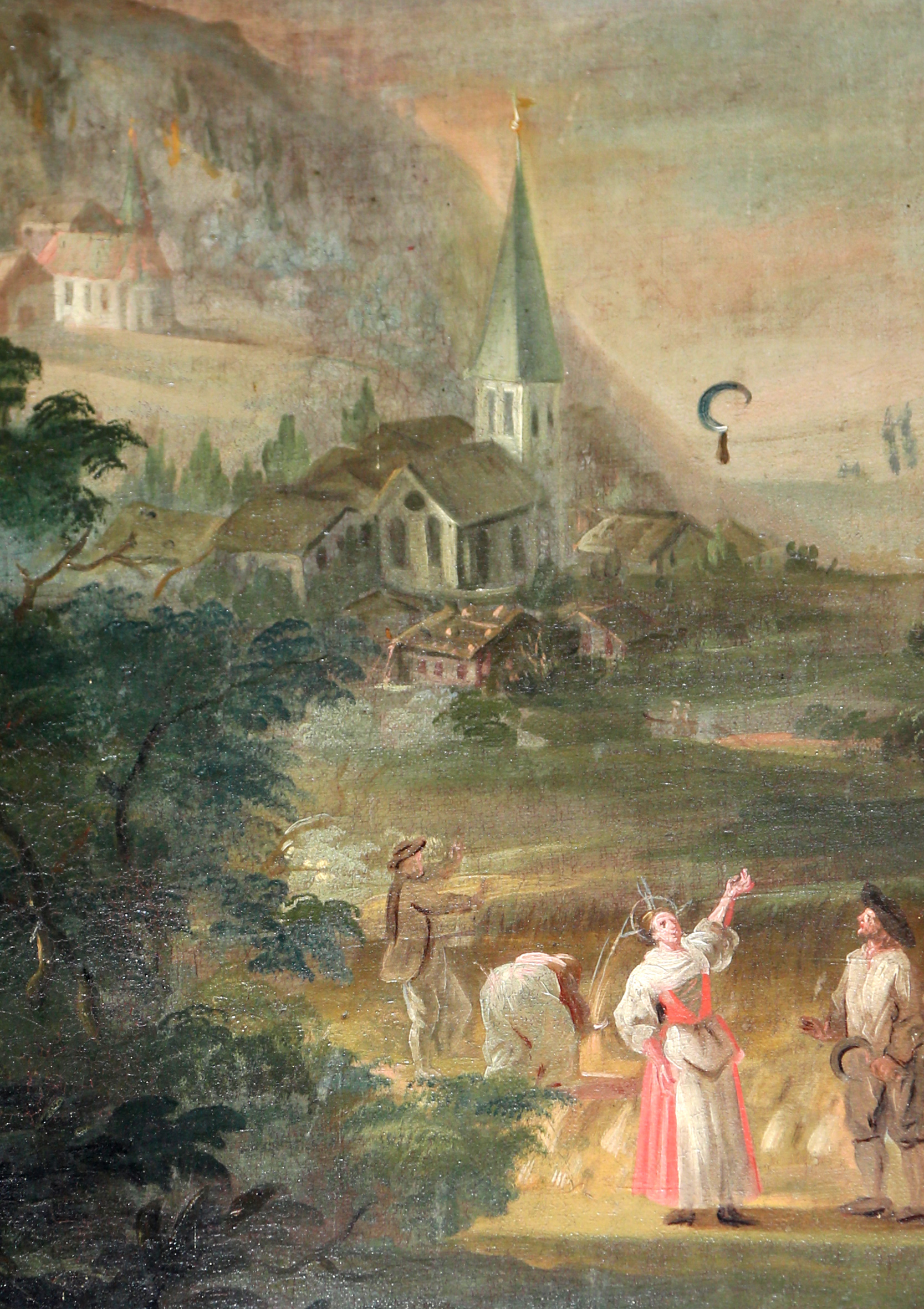
Das Sichelwunder
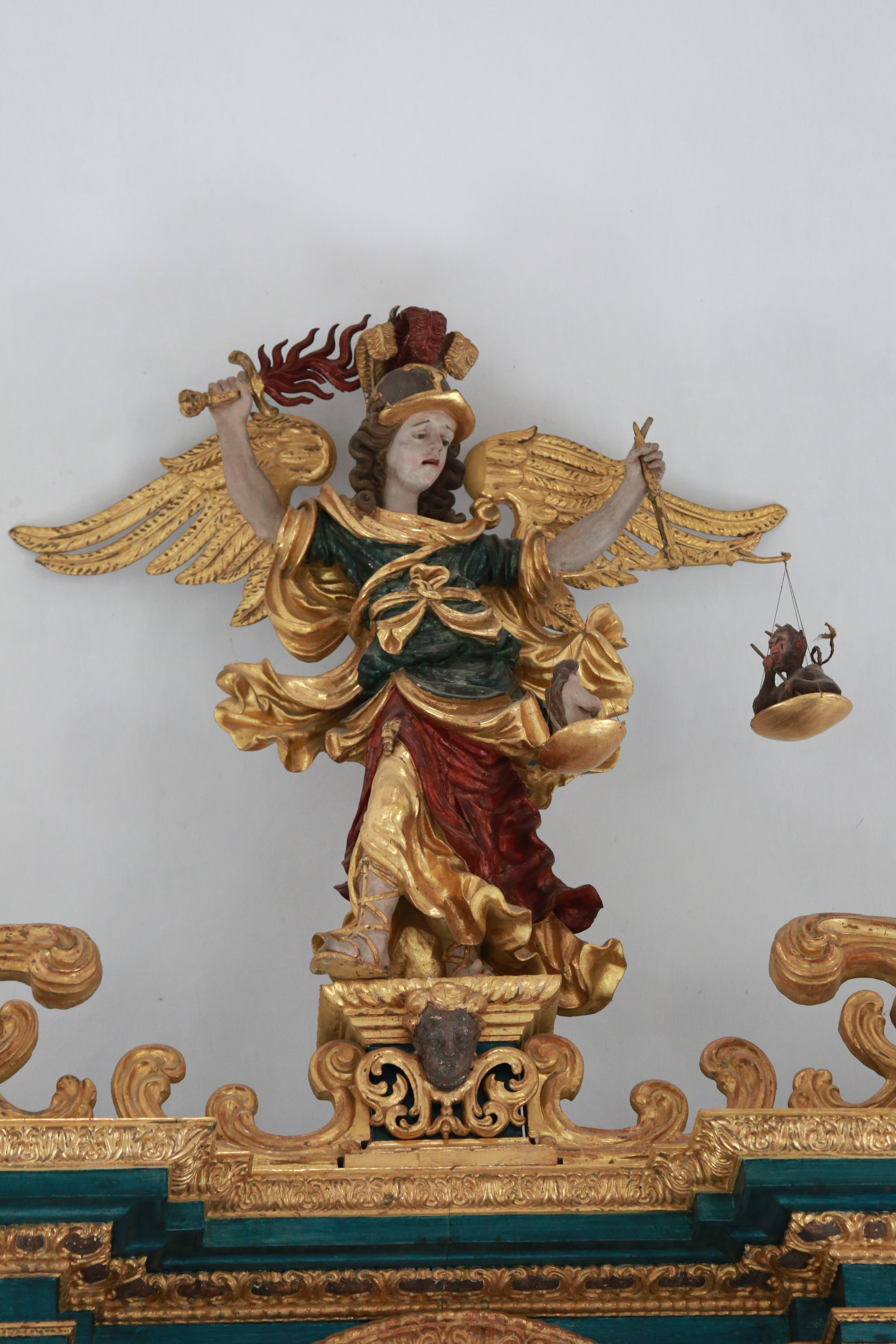
Der Erzengel Michael
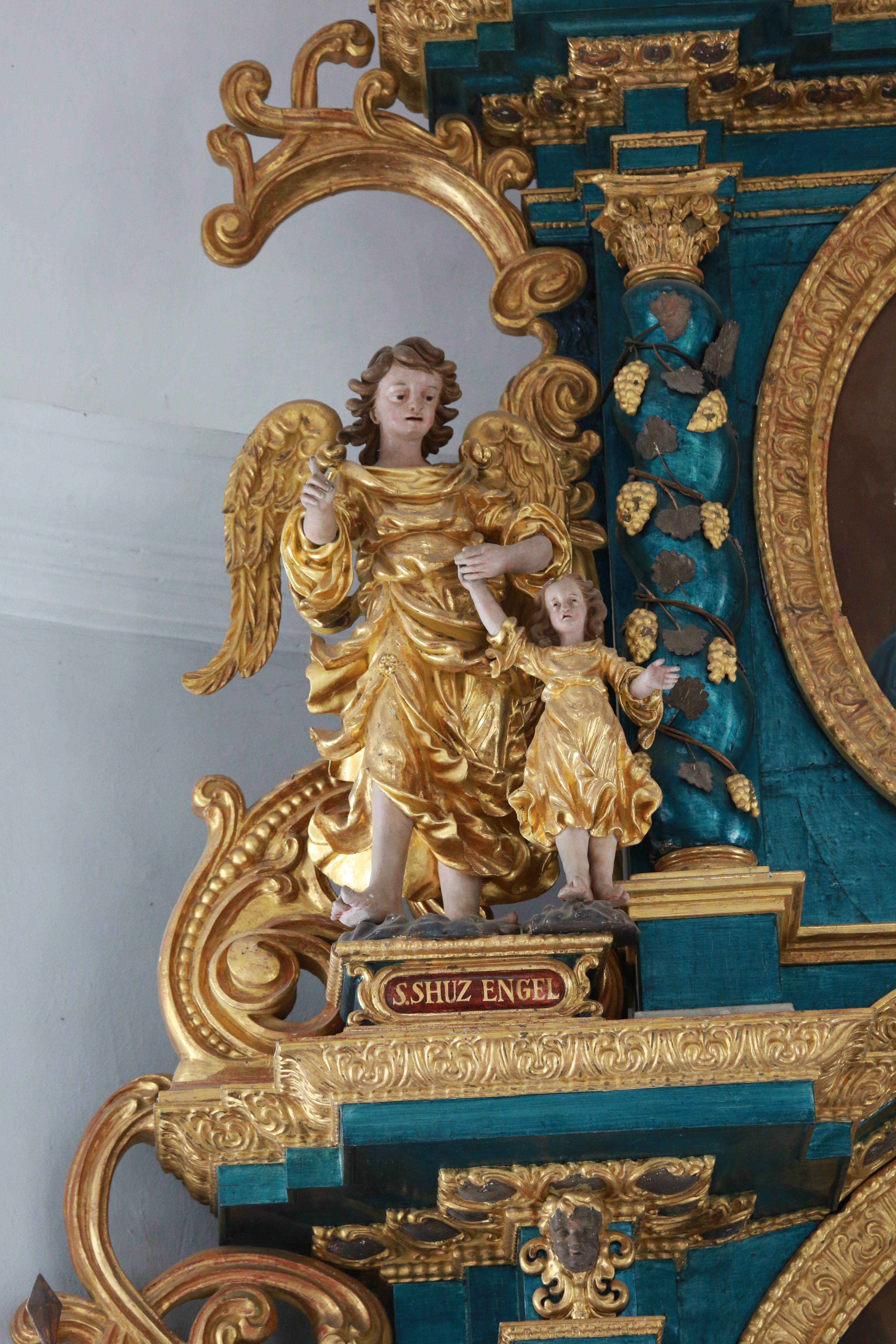
Der Erzengel Raphael
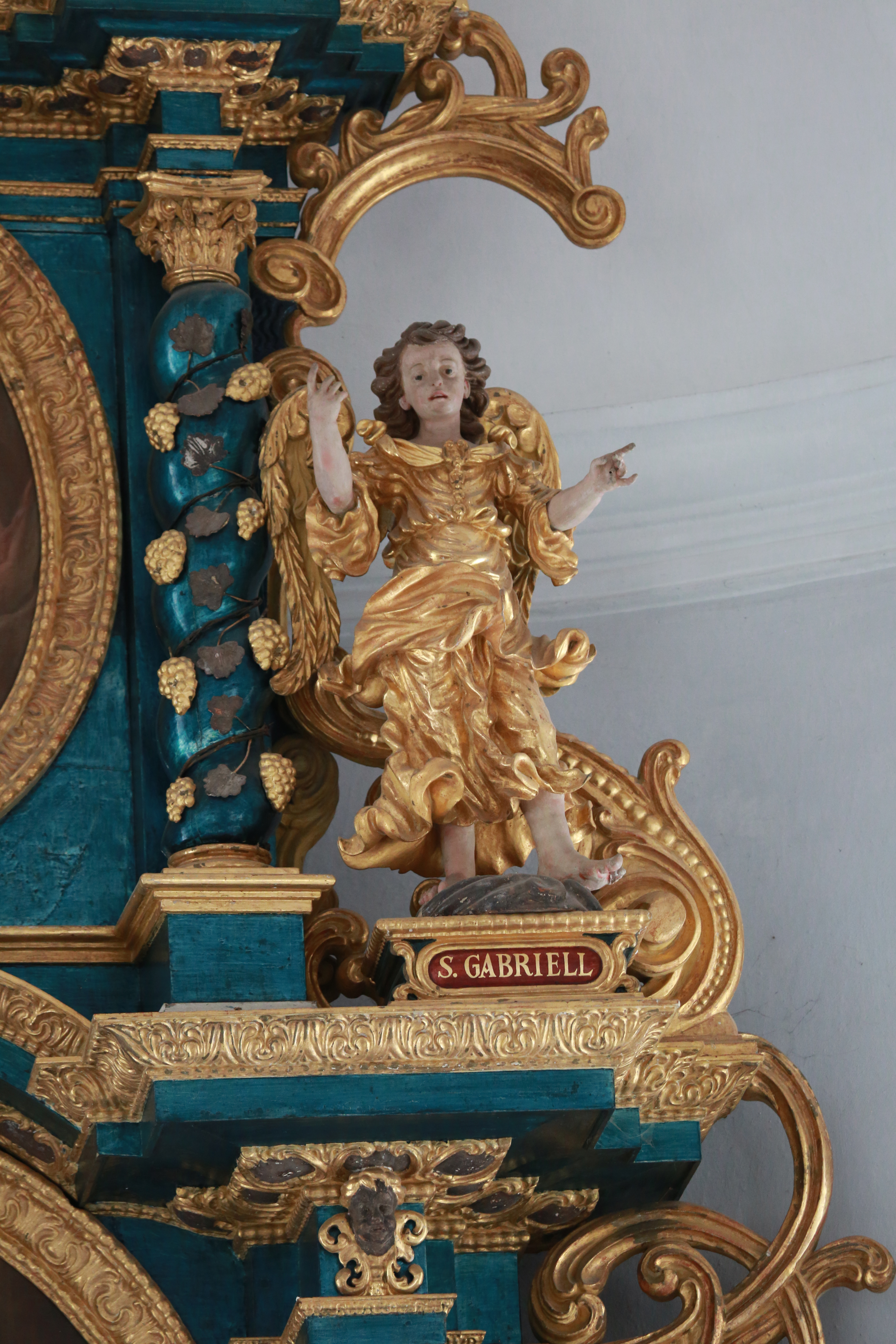
Der Erzengel Gabriel

### Rechter Seitenaltar (Bauern- und Handwerkeraltar)

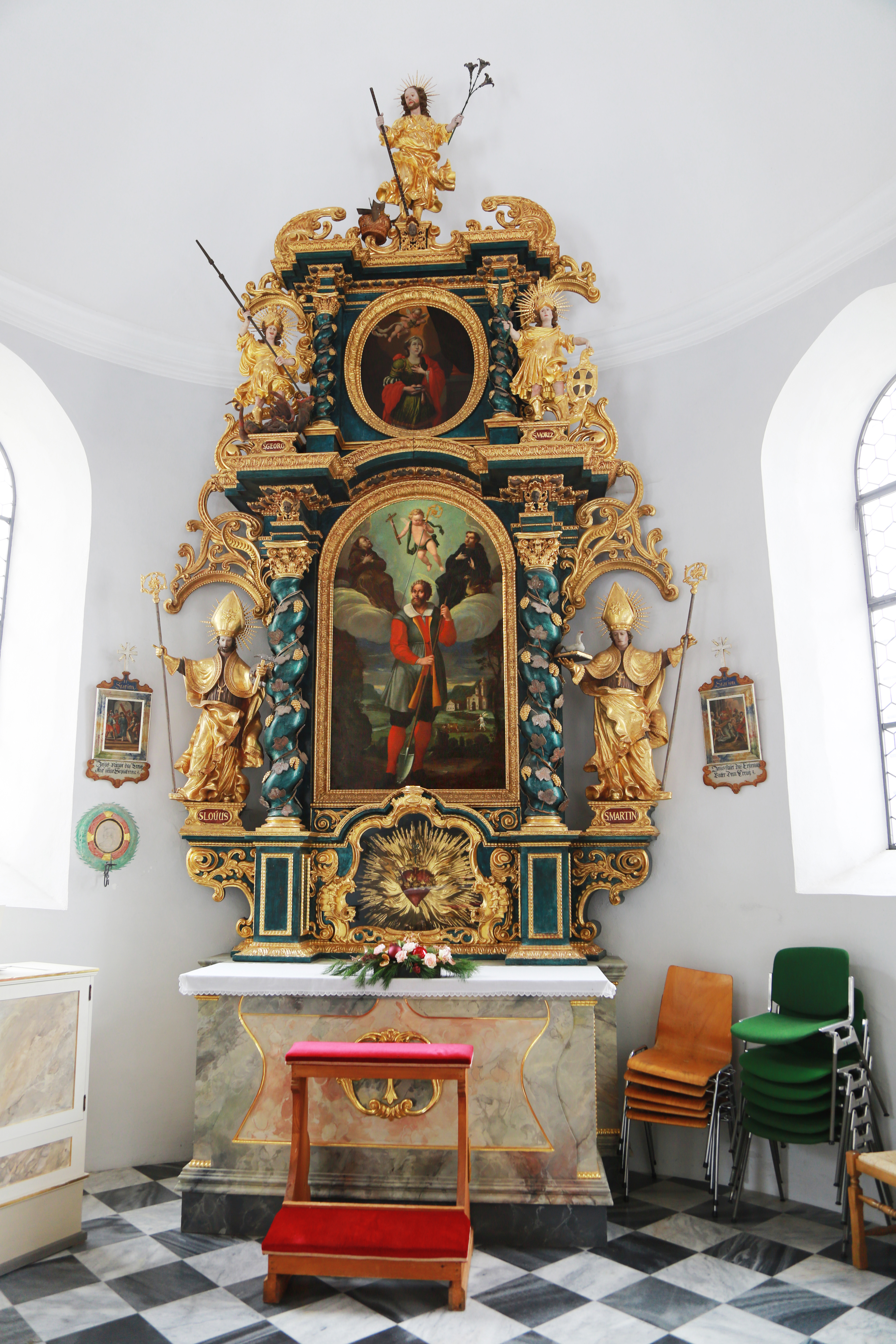
Bauern- und Handwerkeraltar

Der Altar stammt ebenfalls aus der Werkstatt von Andreas Thamasch.
Ganz oben sieht man den heiligen Josef mit einem Lilienzweig, Maßstab und Arbeiterkorb.
Links davon steht der heilige Georg als Drachentöter.
Rechts steht der heilige Moritz als gewappneter Ritter mit Märtyrerpalme. Normalerweise wird Moritz (Mauritius) als Schwarzer dargestellt, hier hat er eine helle Hautfarbe.
Das Gemälde oben in der Mitte zeigt die heilige Agatha, die in ihren Händen einen Teller mit ihren abgeschnittenen Brüsten hält.
Das Altarbild zeigt den spanischen Heiligen Isidor. In der Wolke oberhalb sieht man in braunen Kutten zwei Heilige, links Franziskus, der Ordensgründer der Franziskaner, und rechts Magnus von Füssen, der Apostel des Allgäus.
Der Hintergrund zeigt das Kirchlein mit dem Bauernhof vom Birkenberg.
Der kleine Ausschnitt rechts mit dem Ochsengespann und dem Engel weist auf die Legende von Isidor hin. Neider hetzten Isidors Dienstherren auf, weil Isidor jeden Morgen zur Messe ging. Als der Dienstherr frühmorgens auf die Felder ging, um zu sehen, ob Isidor auch bei der Arbeit ist, fand er diesen schlafend vor, und er sah einen Engel, der die Arbeit für Isidor verrichtete.
Links vom Hauptbild steht der heilige Eligius (St. Loüus), dargestellt mit Bischofsstab und Hammer.
Auf der rechten Seite sieht man den heiligen Martin mit der Gans auf seinem Buch. Zu Martini (am 11. November) werden laut Brauchtum Gänsebraten verspeist.

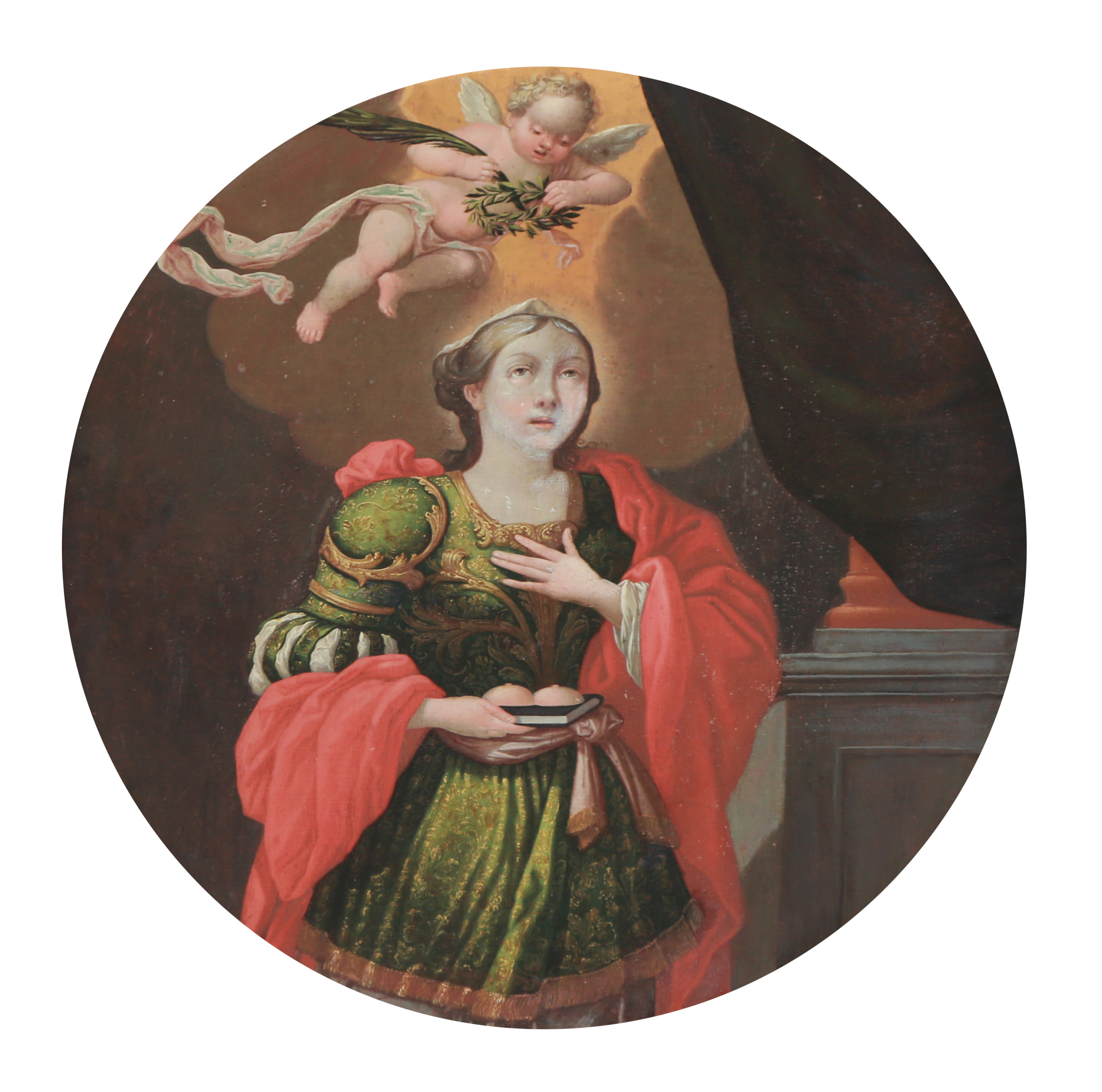
Heilige Agatha
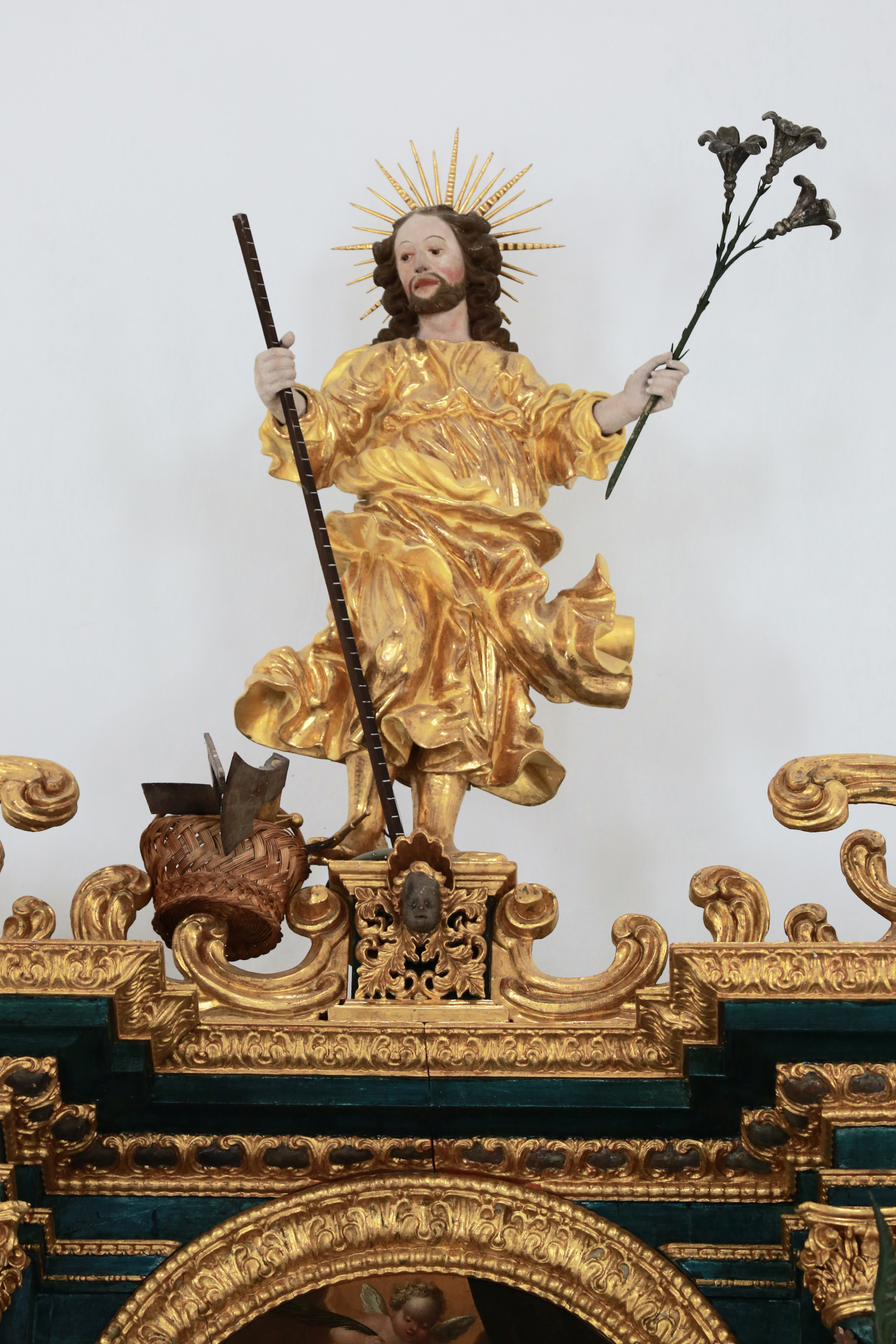
Heilige Josef
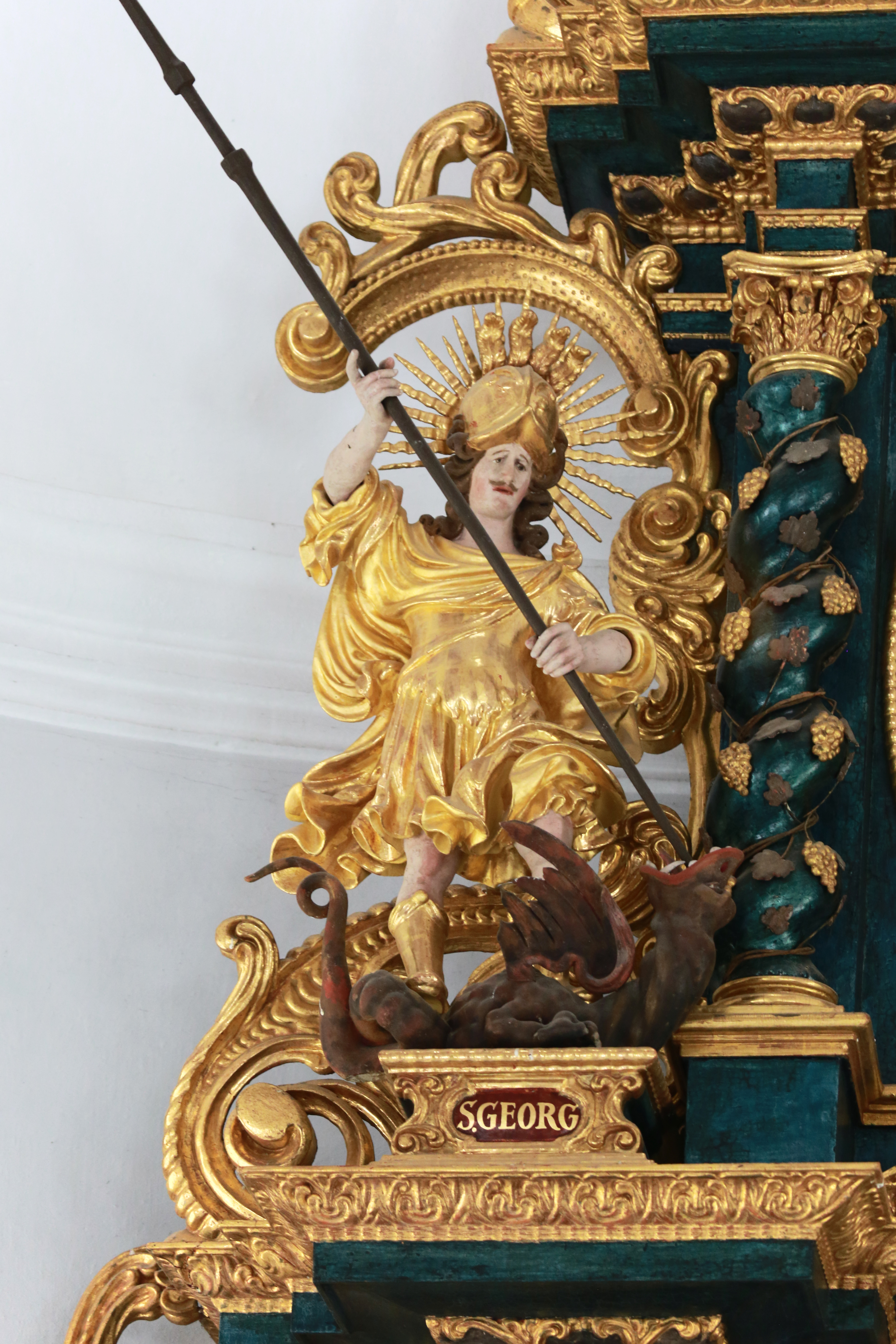
Heilige Georg
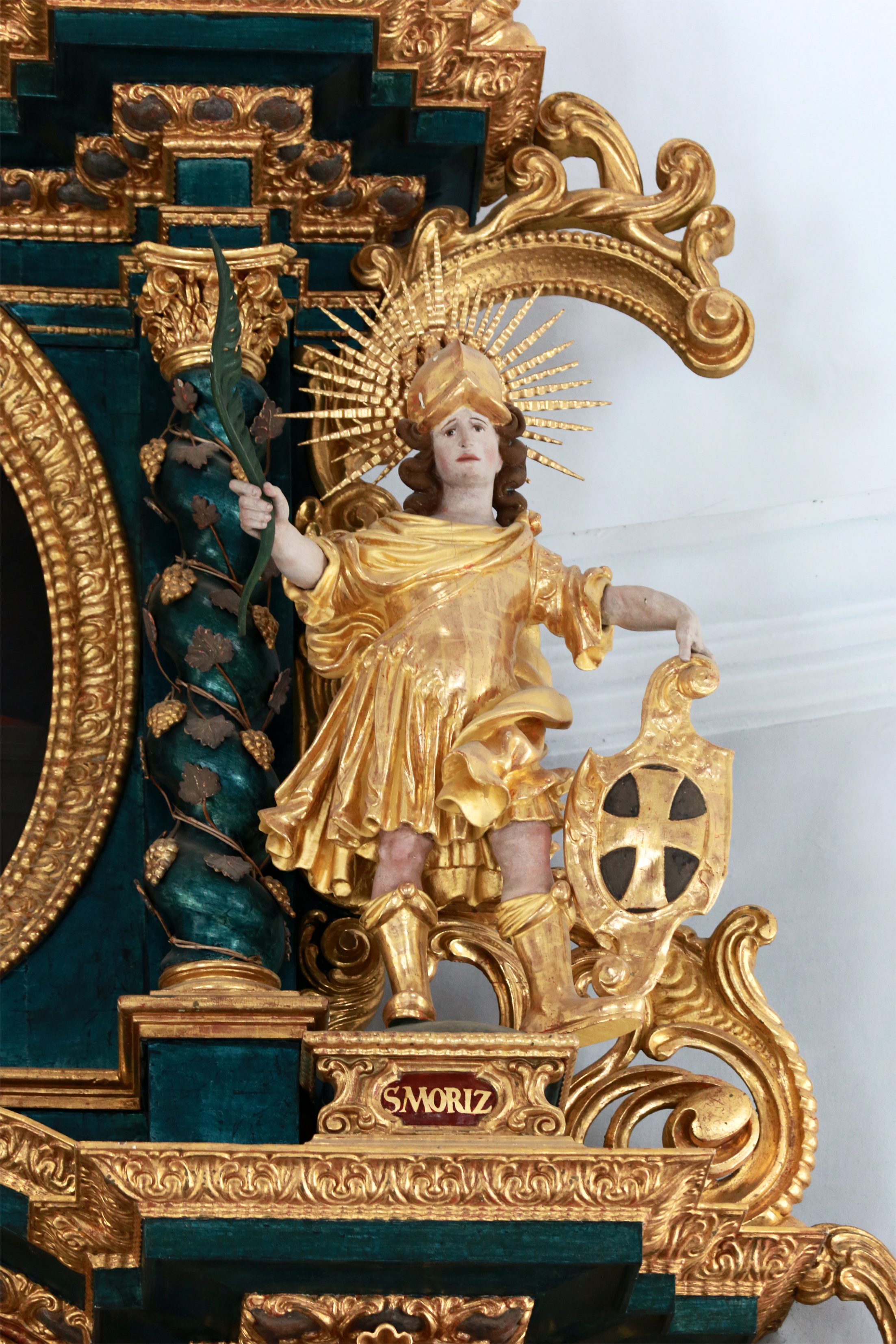
Heilige Moritz (Mauritius)
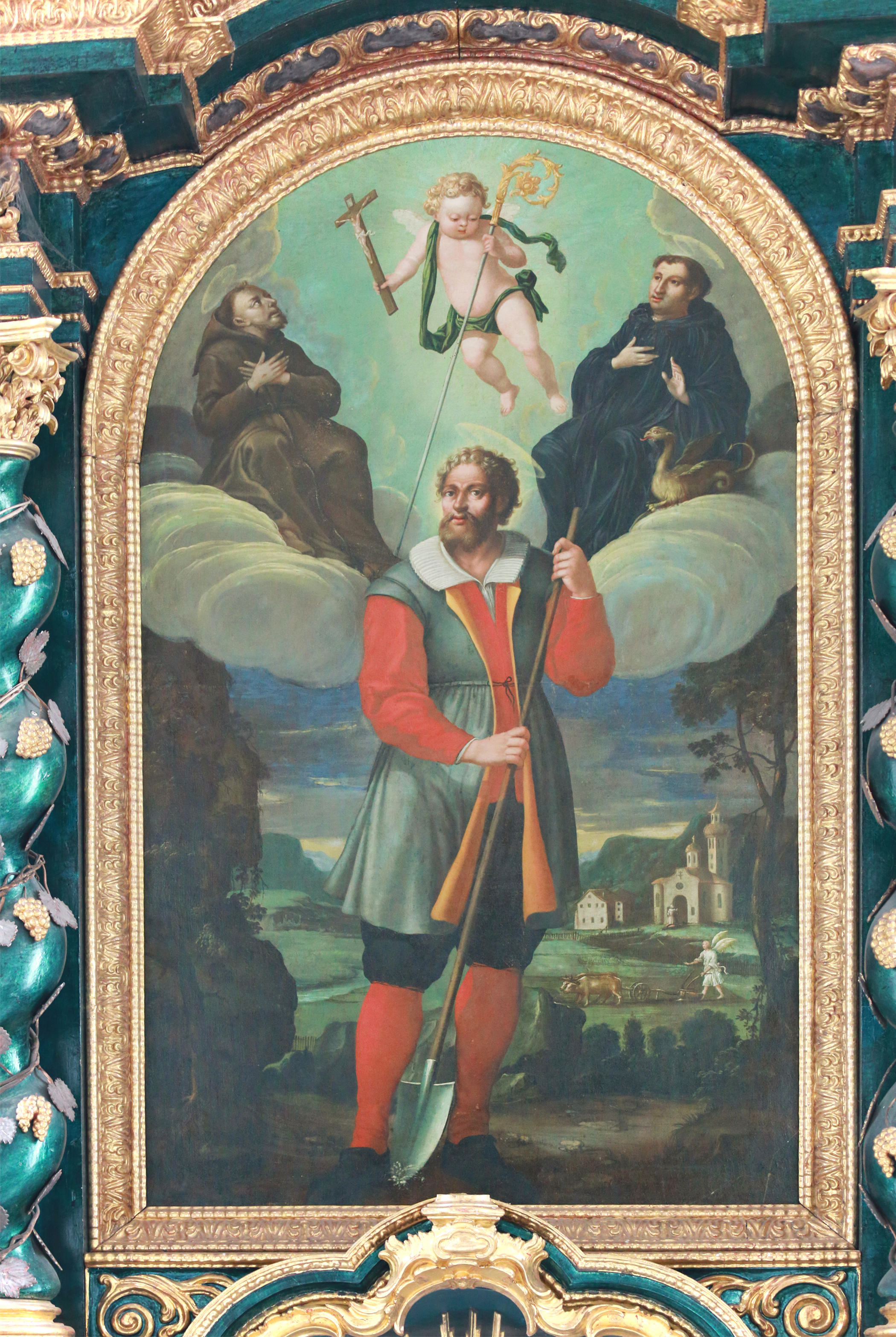
Heilige Isidor
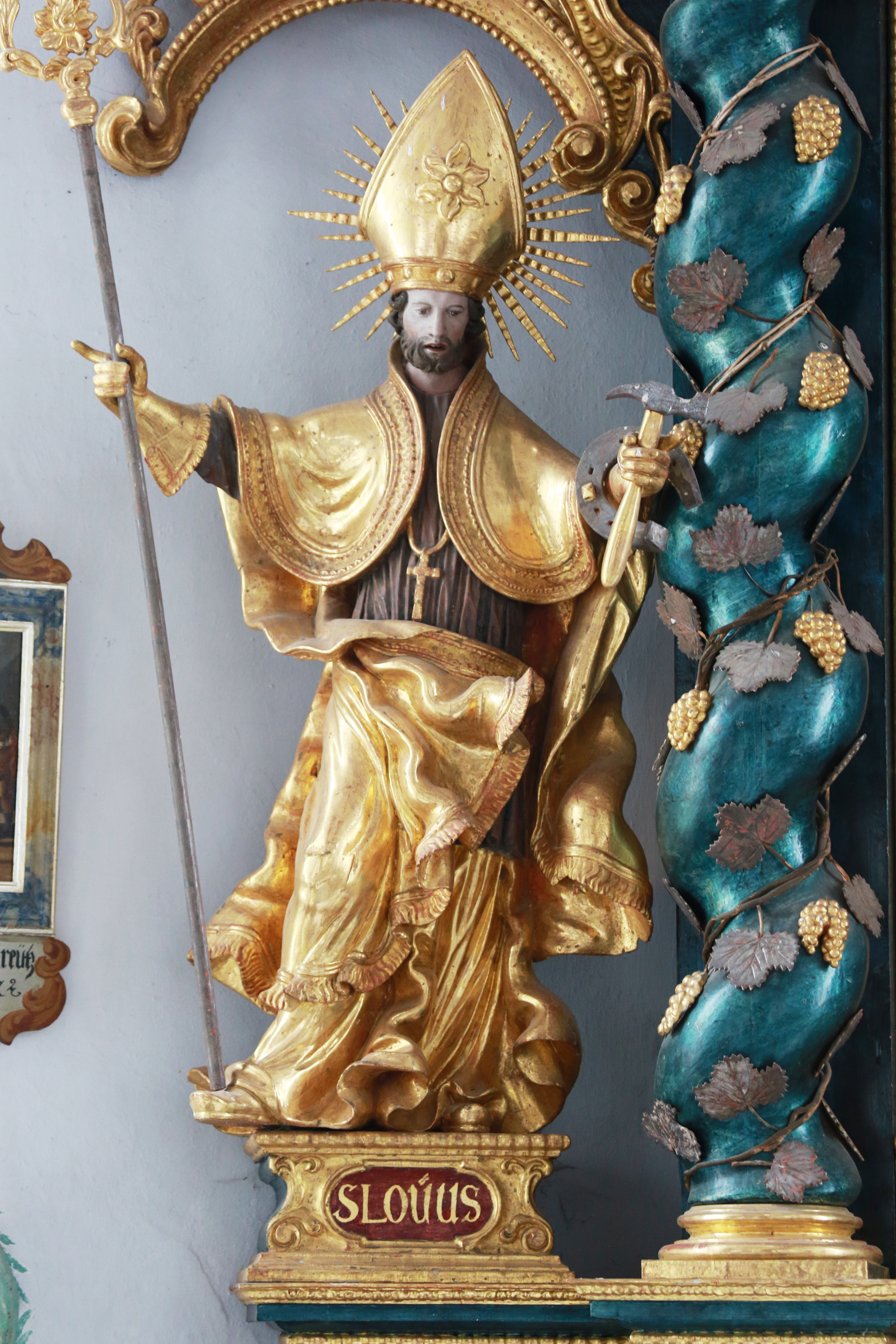
Heilige Eligius
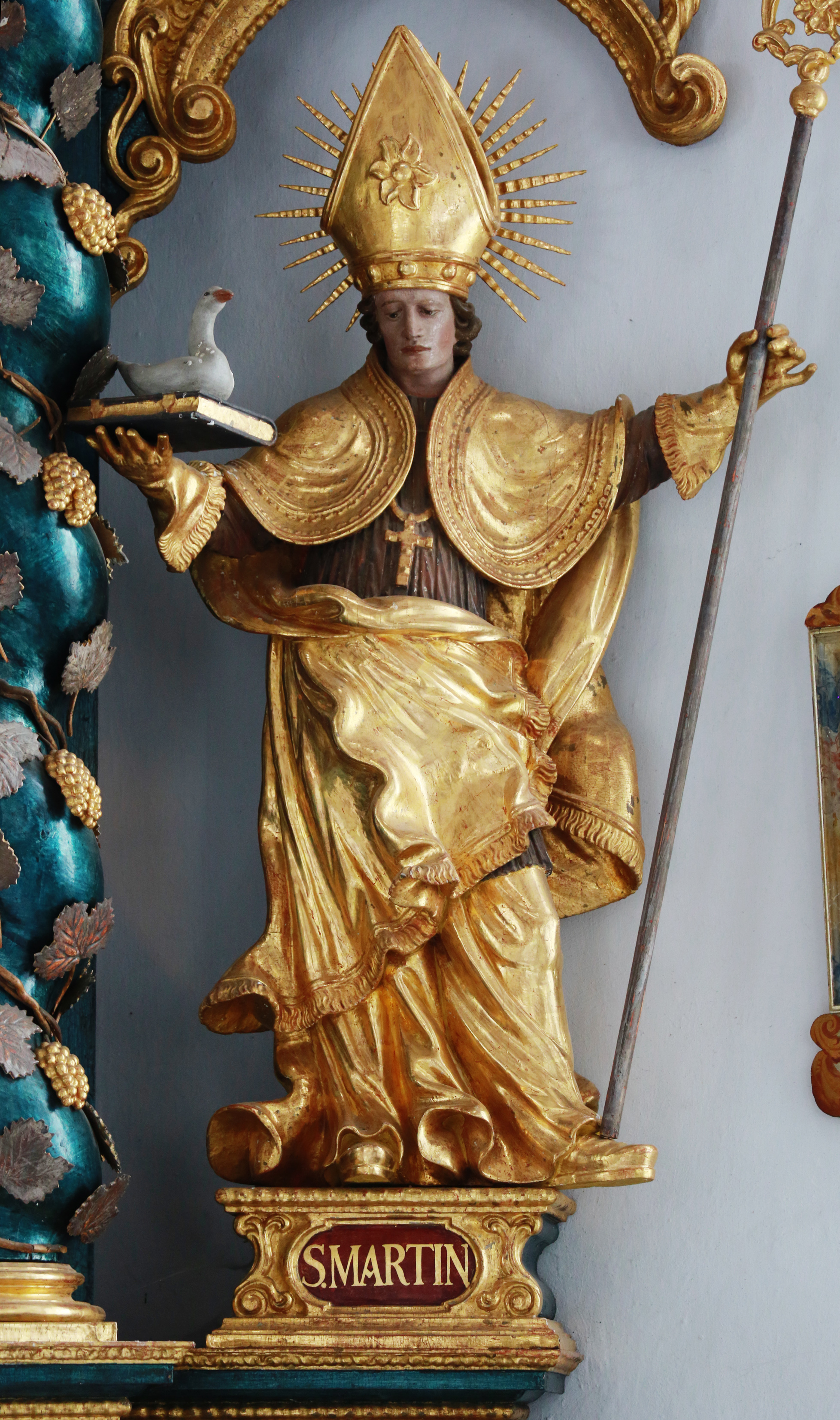
Heilige Martin
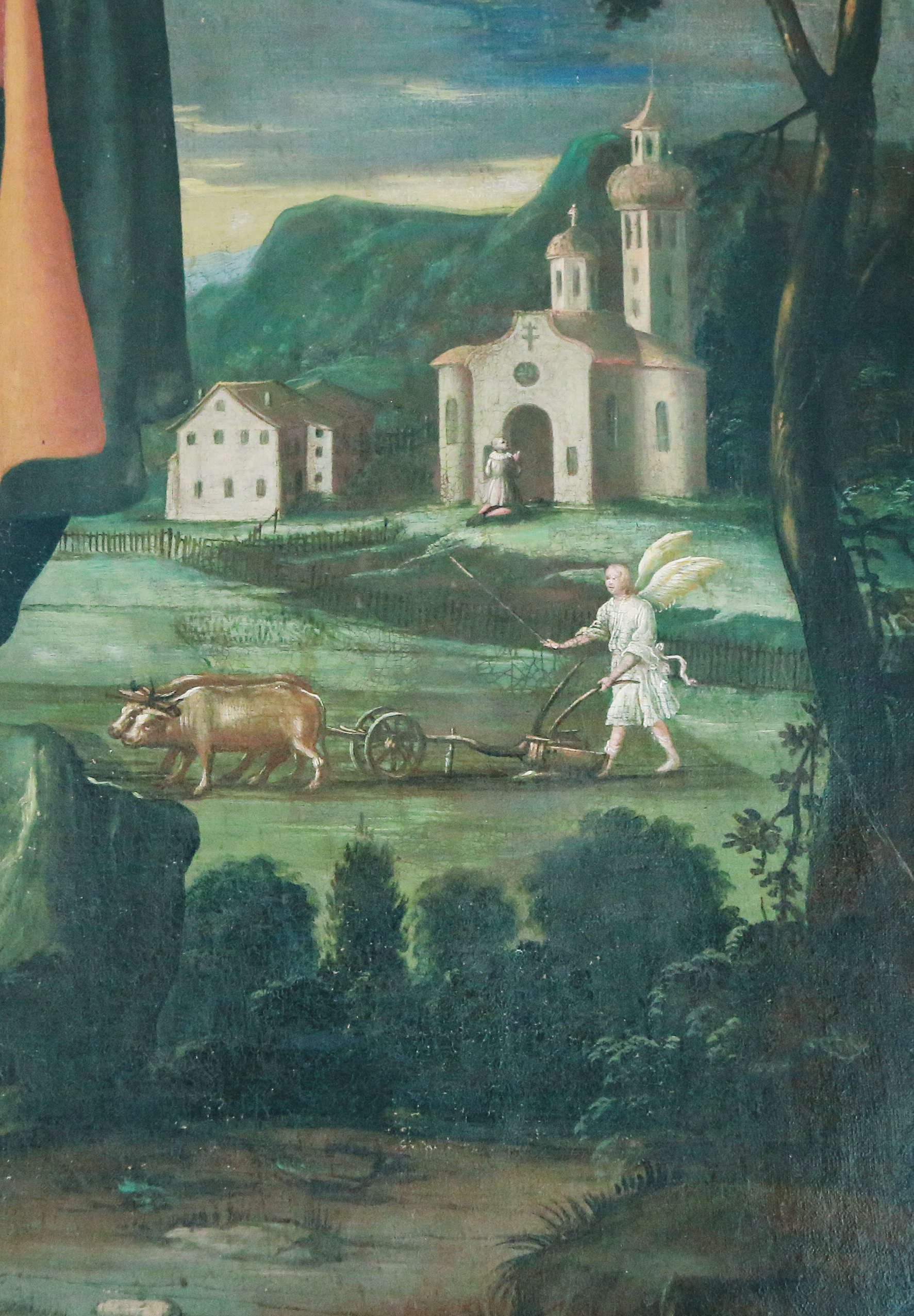
Ausschnitt aus dem Hauptbild

### Die Kuppelfresken
Die Hauptkuppel über dem runden Zentralbau und auch die Pendentifs sind mit schönen Fresken versehen, die aus der Zeit um 1700 stammen. Die Künstler sind nicht bekannt.

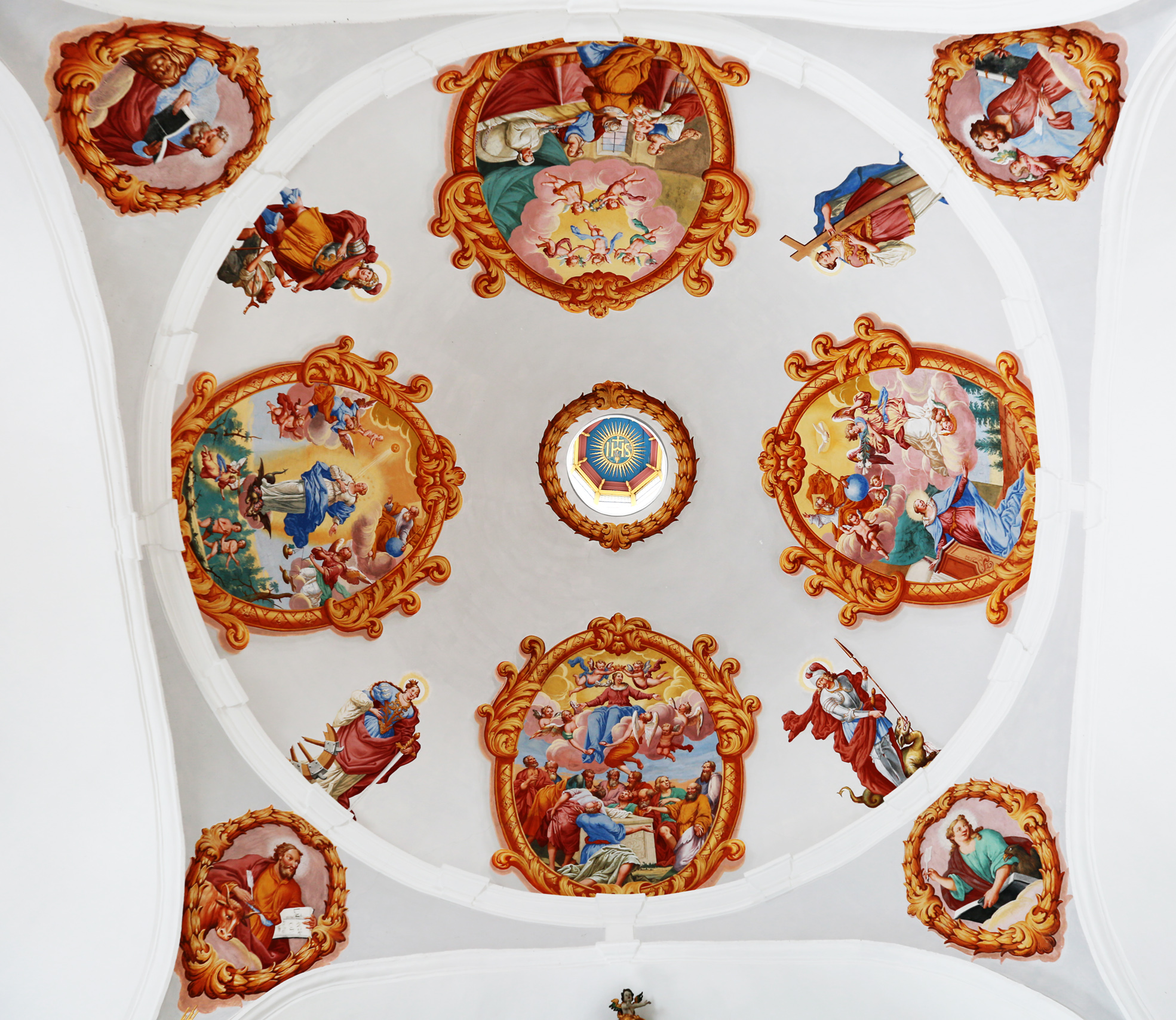
Kuppelfresken über dem Zentralbau

Die vier großen ovalen Bilder zeigen Szenen aus dem Leben der Muttergottes:

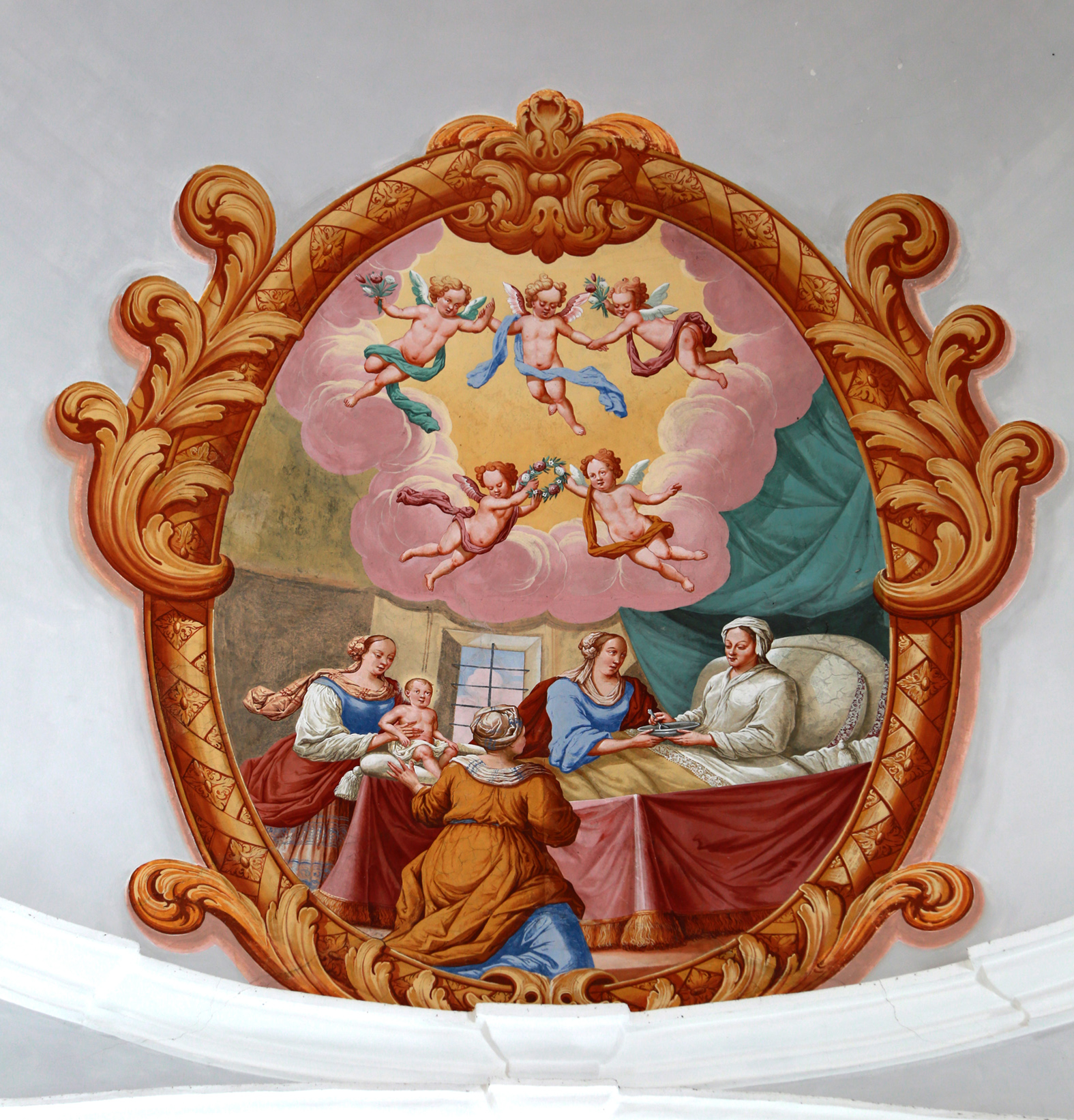
Mariä Geburt
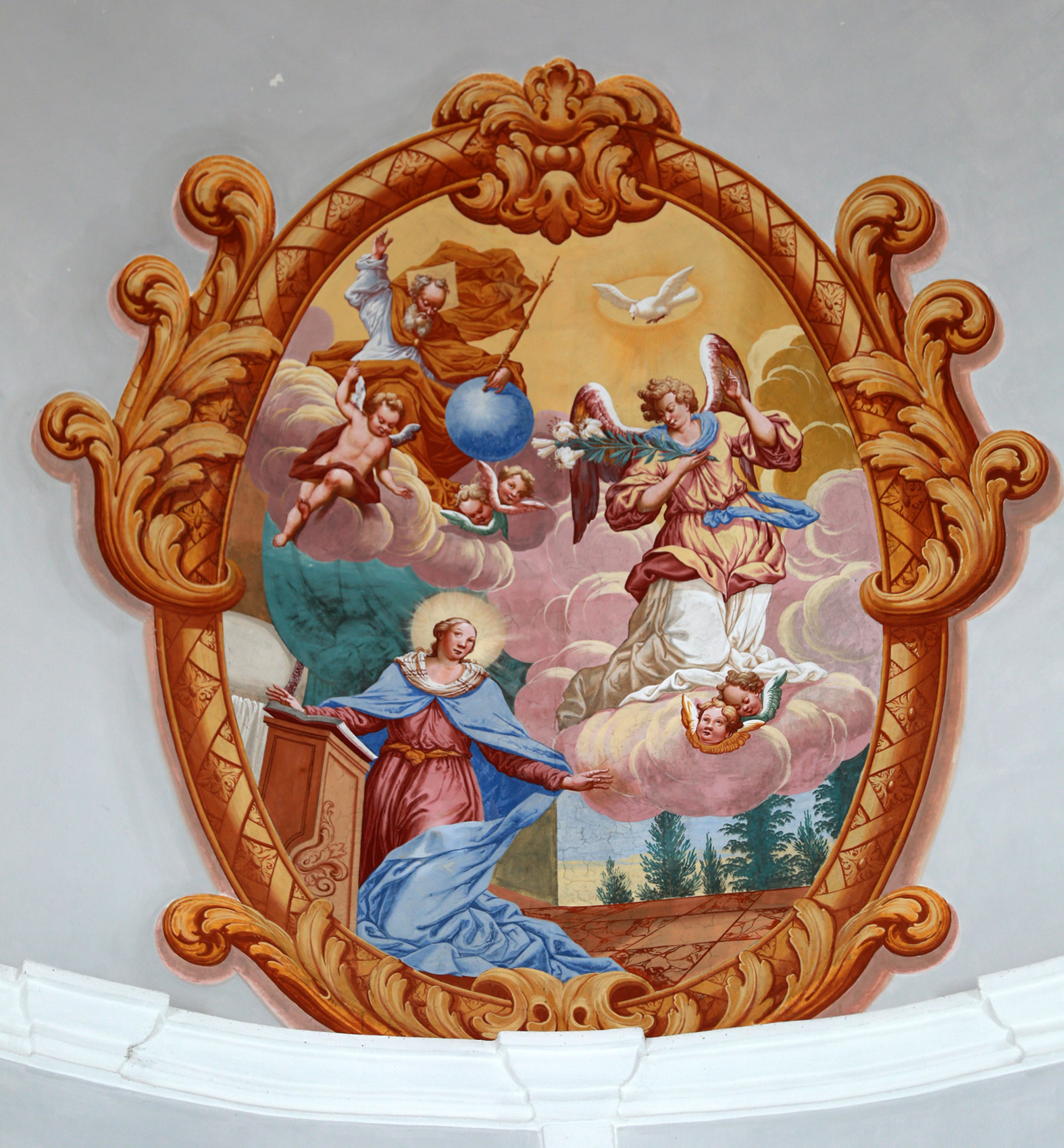
Maria Verkündigung
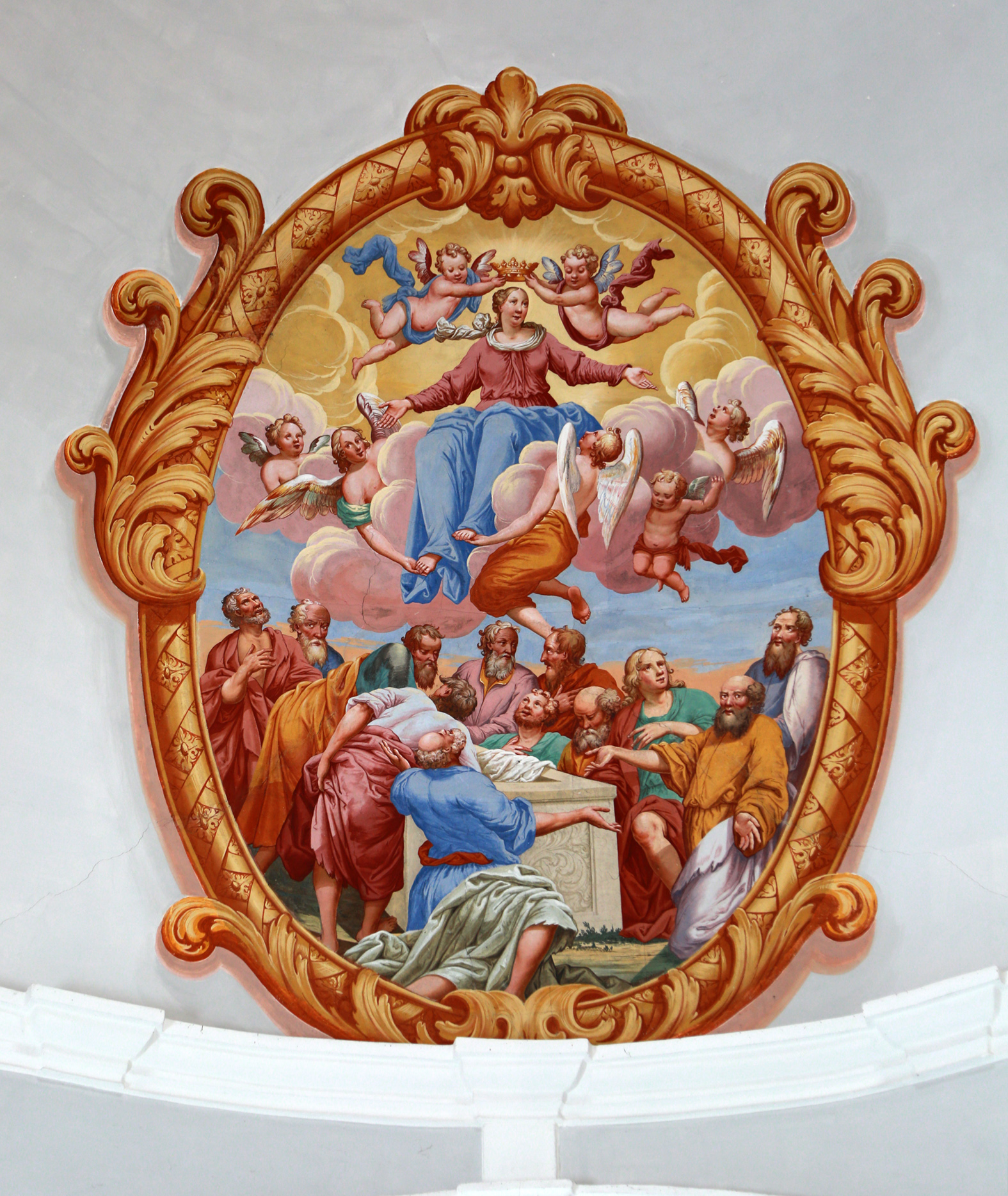
Maria Himmelfahrt
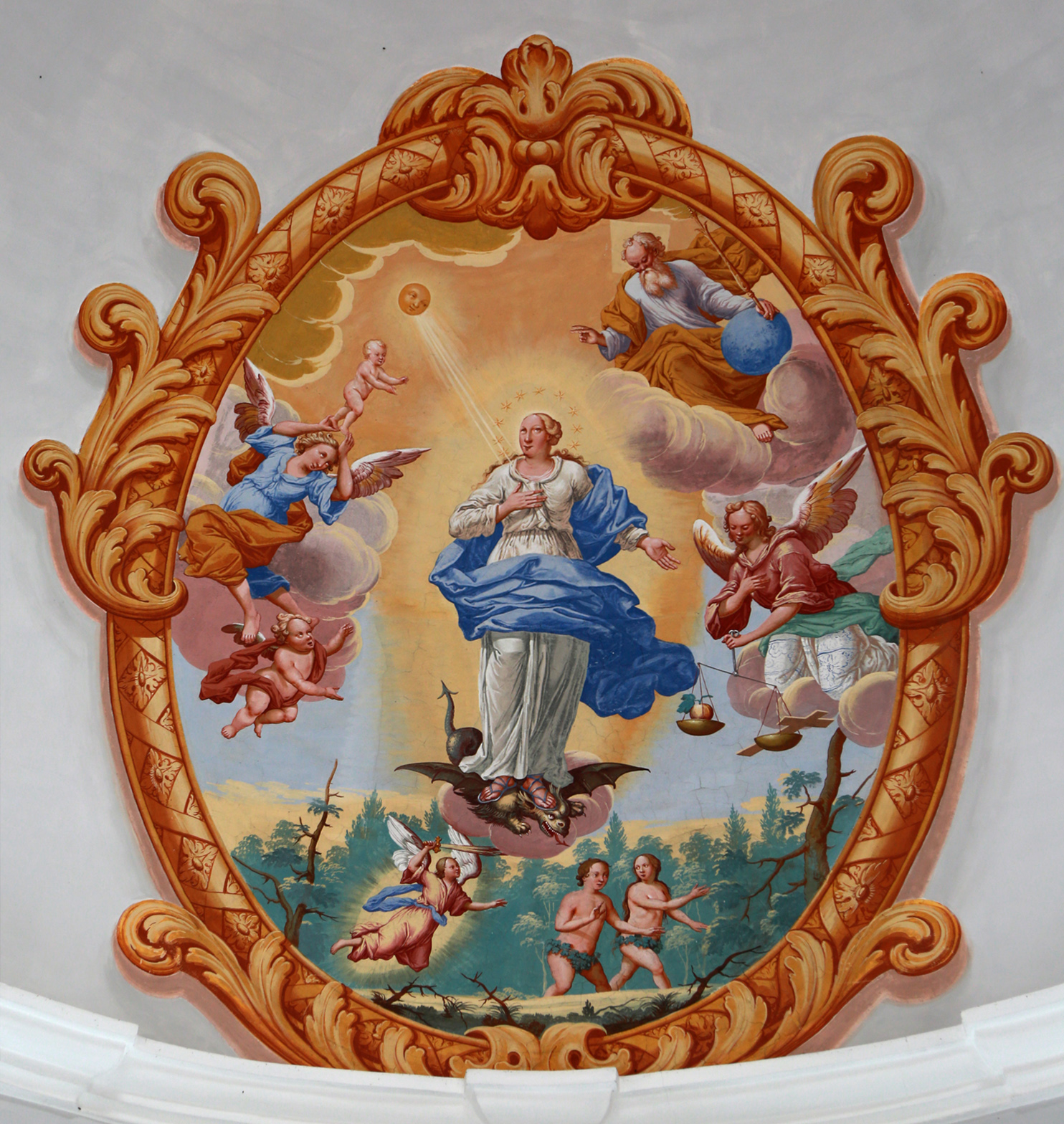
Immaculata mit apokalyptischen Figuren

Zwischen den großen Bildern, unmittelbar auf dem Gurtgesims, sind Heilige gemalt:

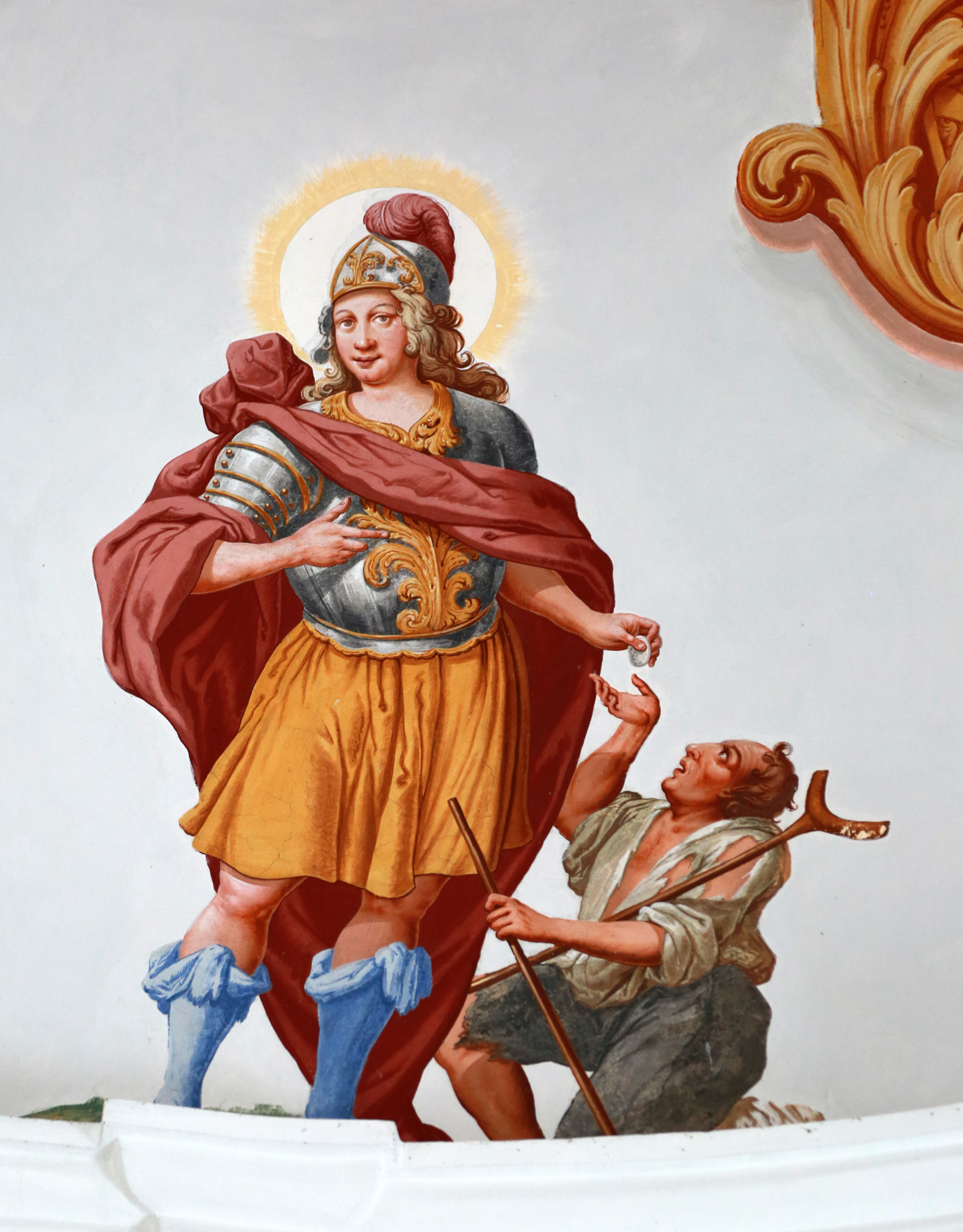
Der heilige Martin reicht einem Bettler ein Almosen
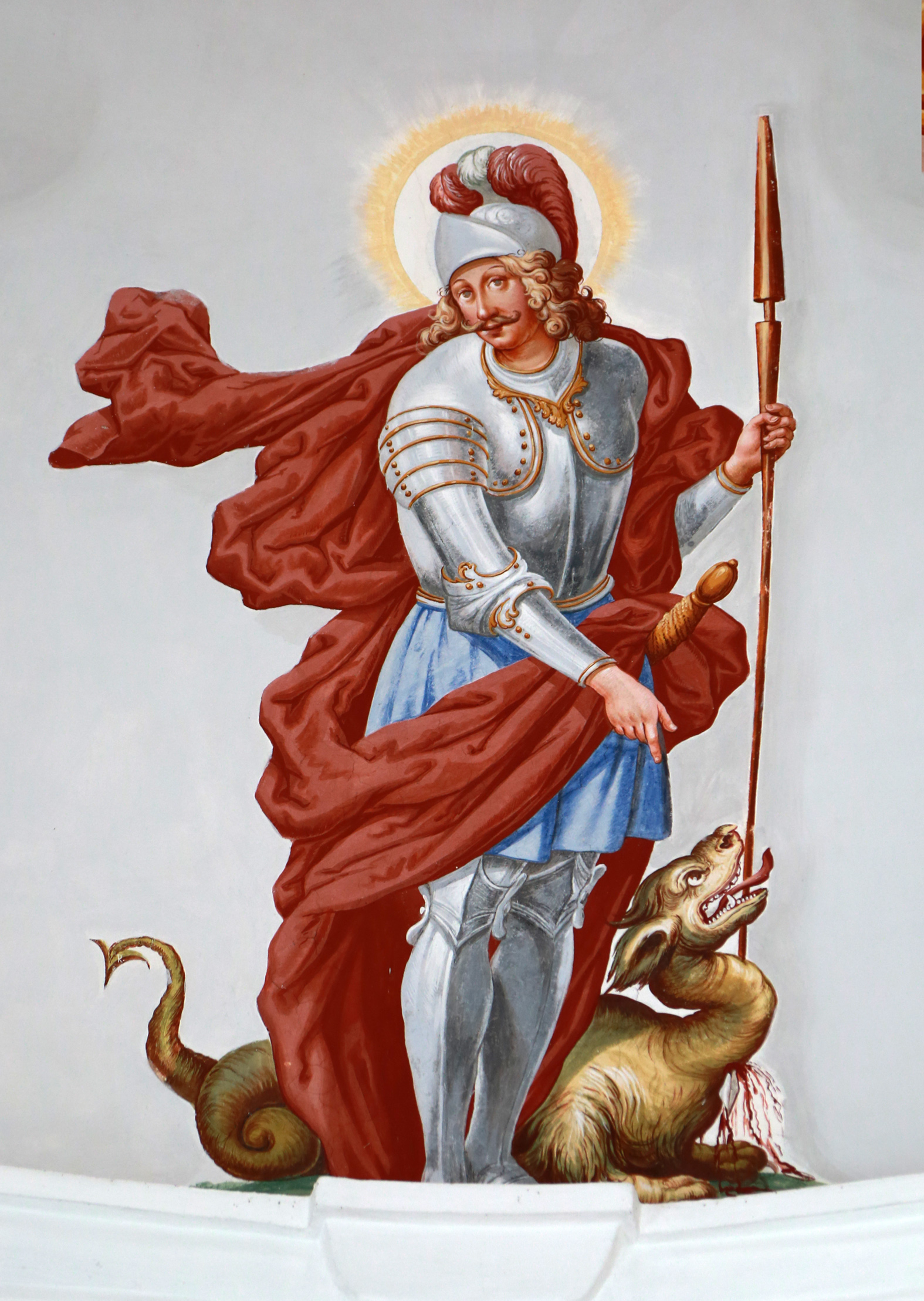
Der heilige Georg tötet mit seiner Lanze einen Drachen
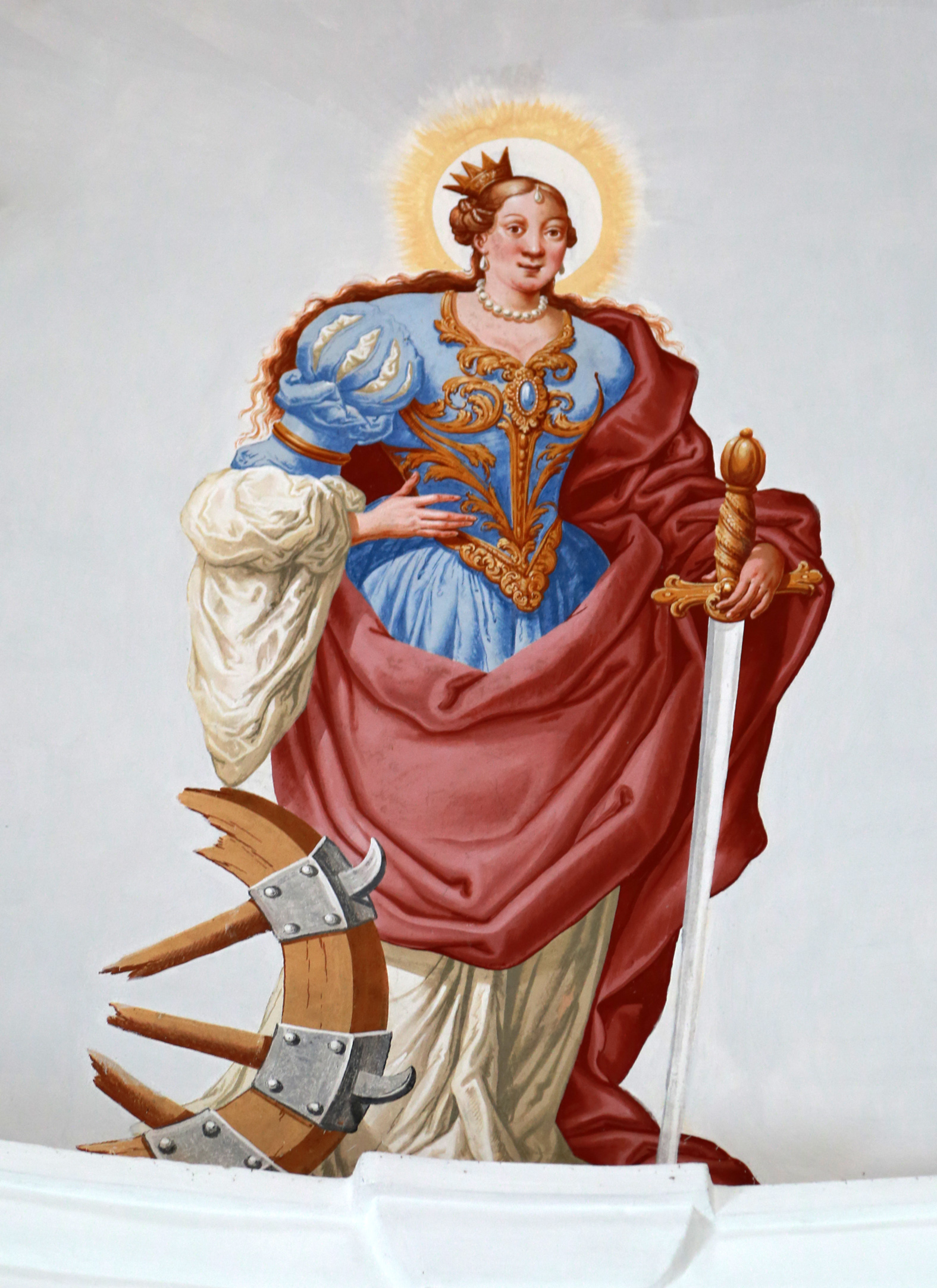
Die heilige Katharina' mit dem zerbrochenen Zackenrad
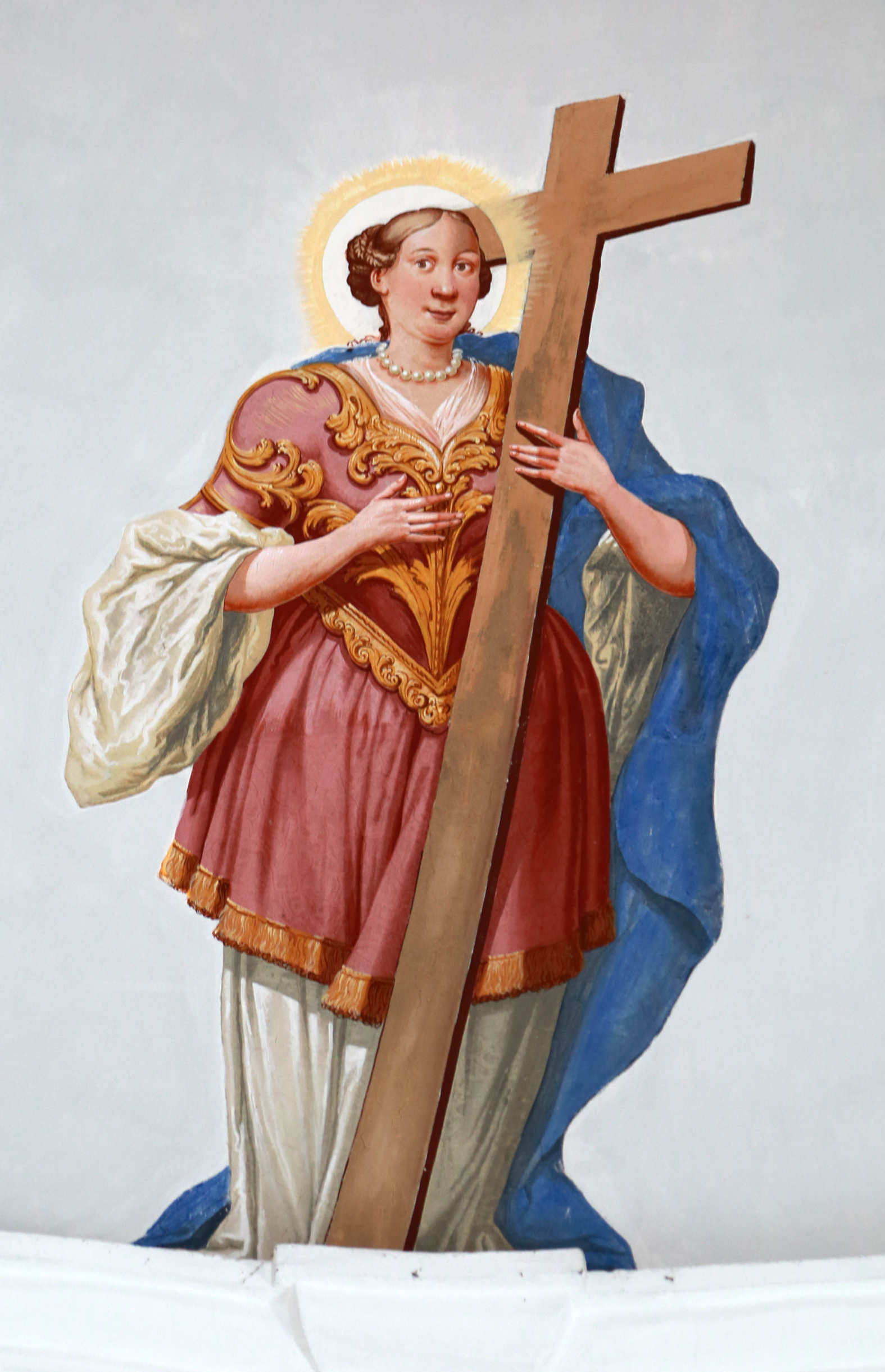
Die heilige Helena, deren Sohn Kaiser Konstantin die Christenverfolgung beendete

In den Zwickeln der Pendentifs sieht man die vier Evangelisten:

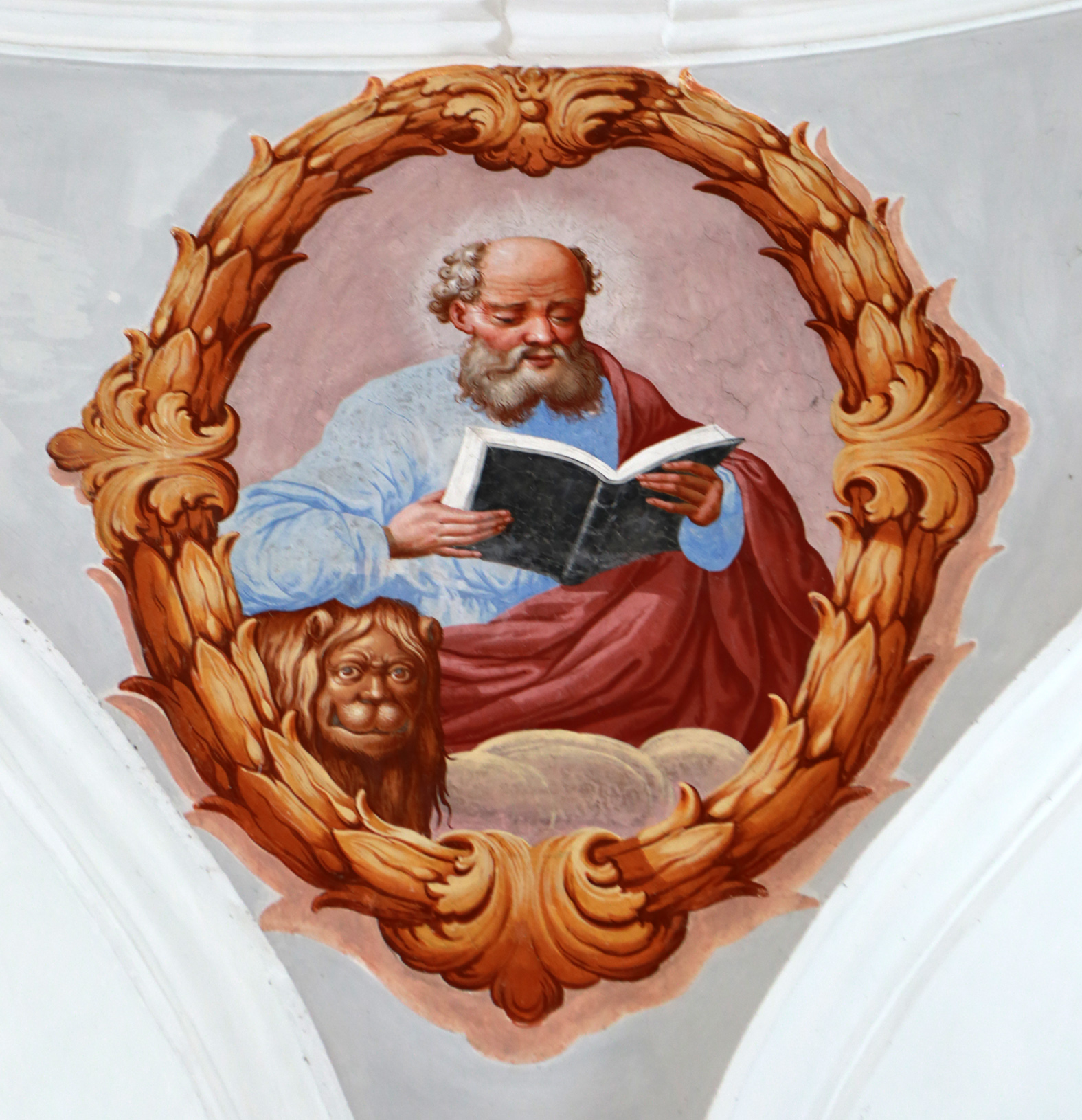
Markus mit dem Löwen
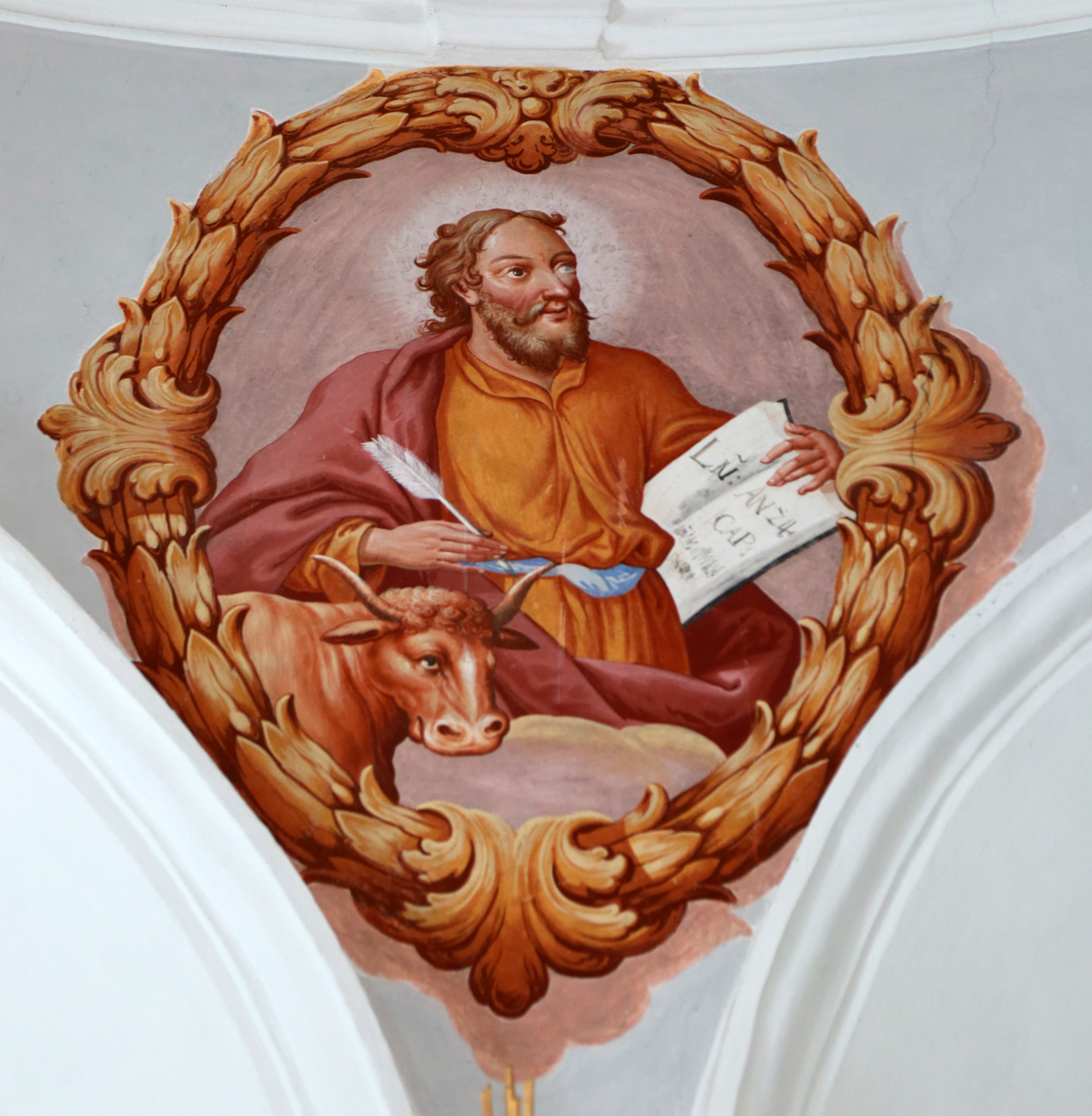
Lukas mit dem Stier
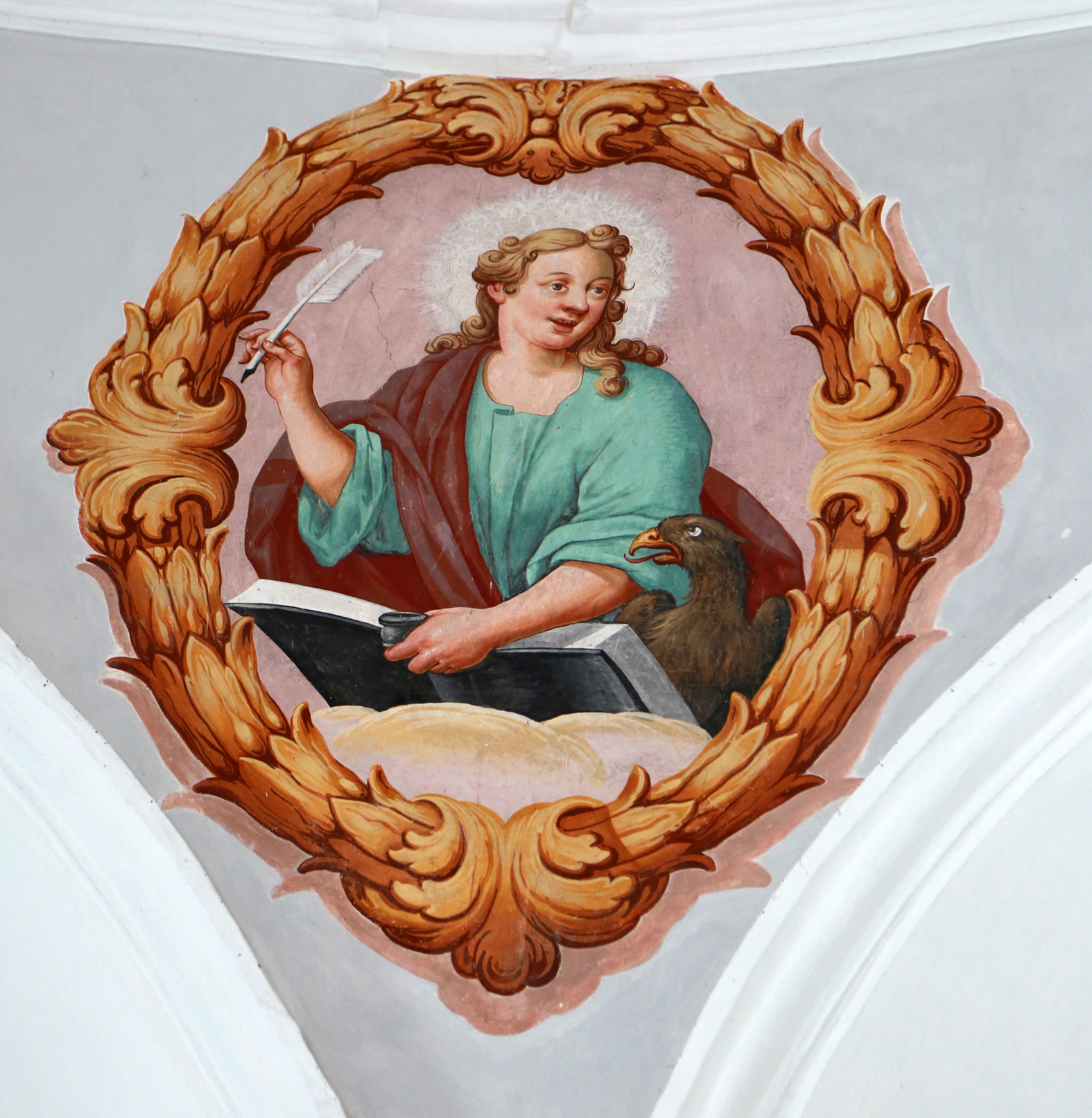
Johannes mit dem Adler
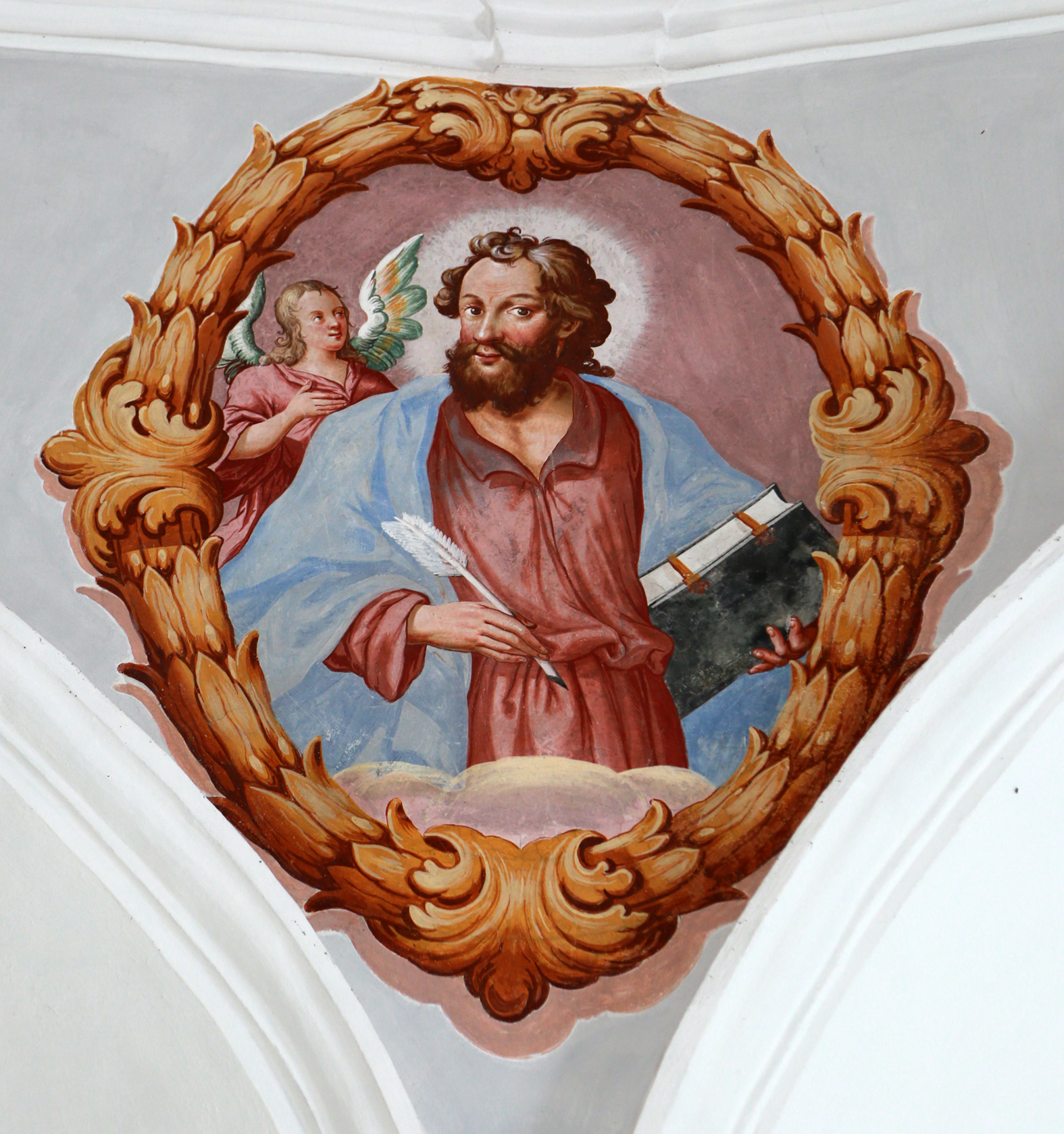
Matthäus mit einem Engel

### Die Kanzel

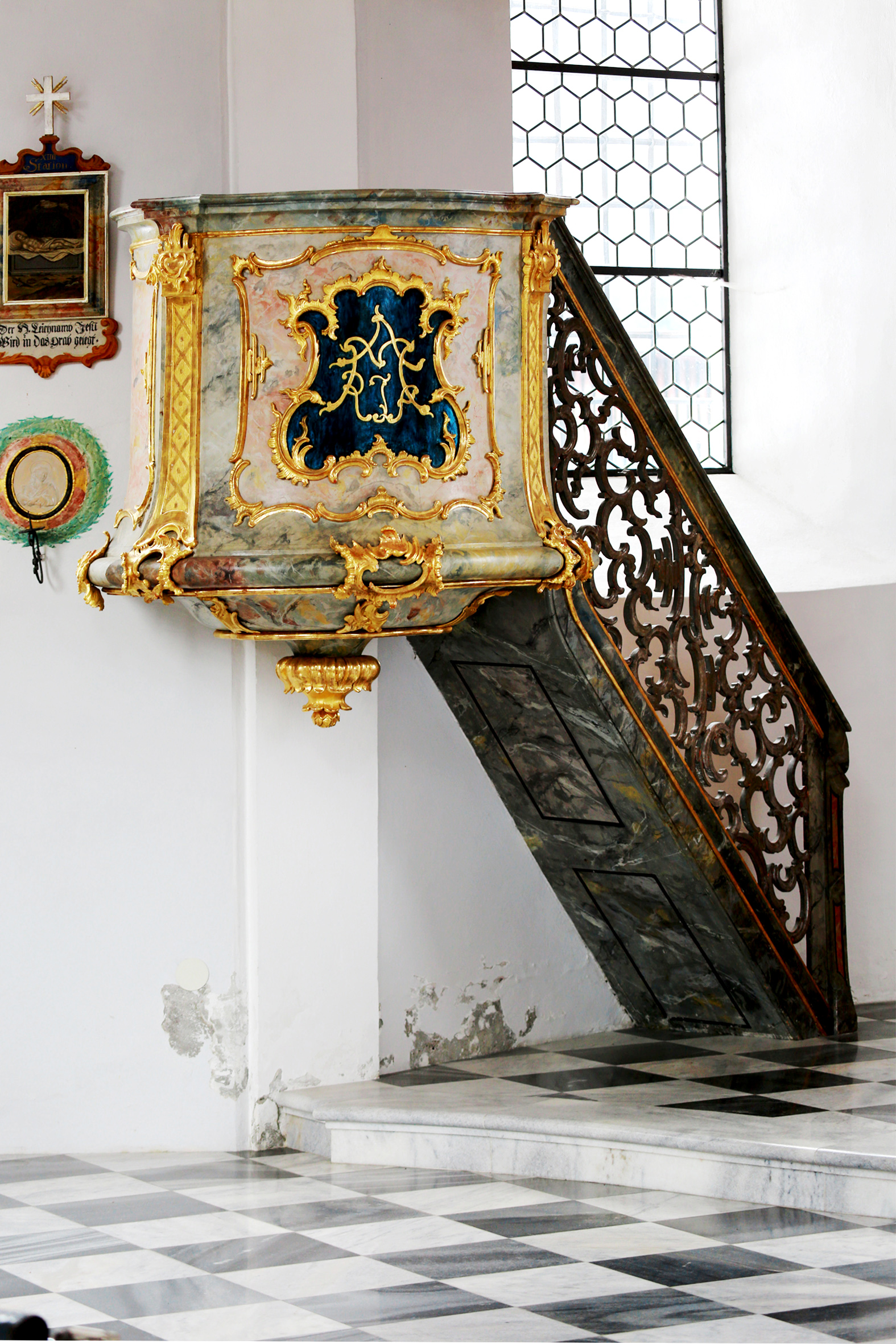
Rokokokanzel

Die auffallende Rokokokanzel befindet sich zwischen dem Haupt- und dem linken Seitenaltar. Sie ist etwas jünger datiert als die übrige Ausstattung. Als Datum wird 1770 genannt. Die beiden Seiten sind, wie im Rokokostil üblich, asymmetrisch. Oberhalb der Kanzel befindet sich als Abdeckung der sogenannte Schalldeckel mit Voluten, Putti und dem Auge Gottes.
Auf der Vorderseite der Kanzel findet man ein etwas verwirrendes Geflecht von Linien, die sich bei genauerem Hinsehen als Buchstaben herausstellen. Sie ergeben den Namen »Maria«.

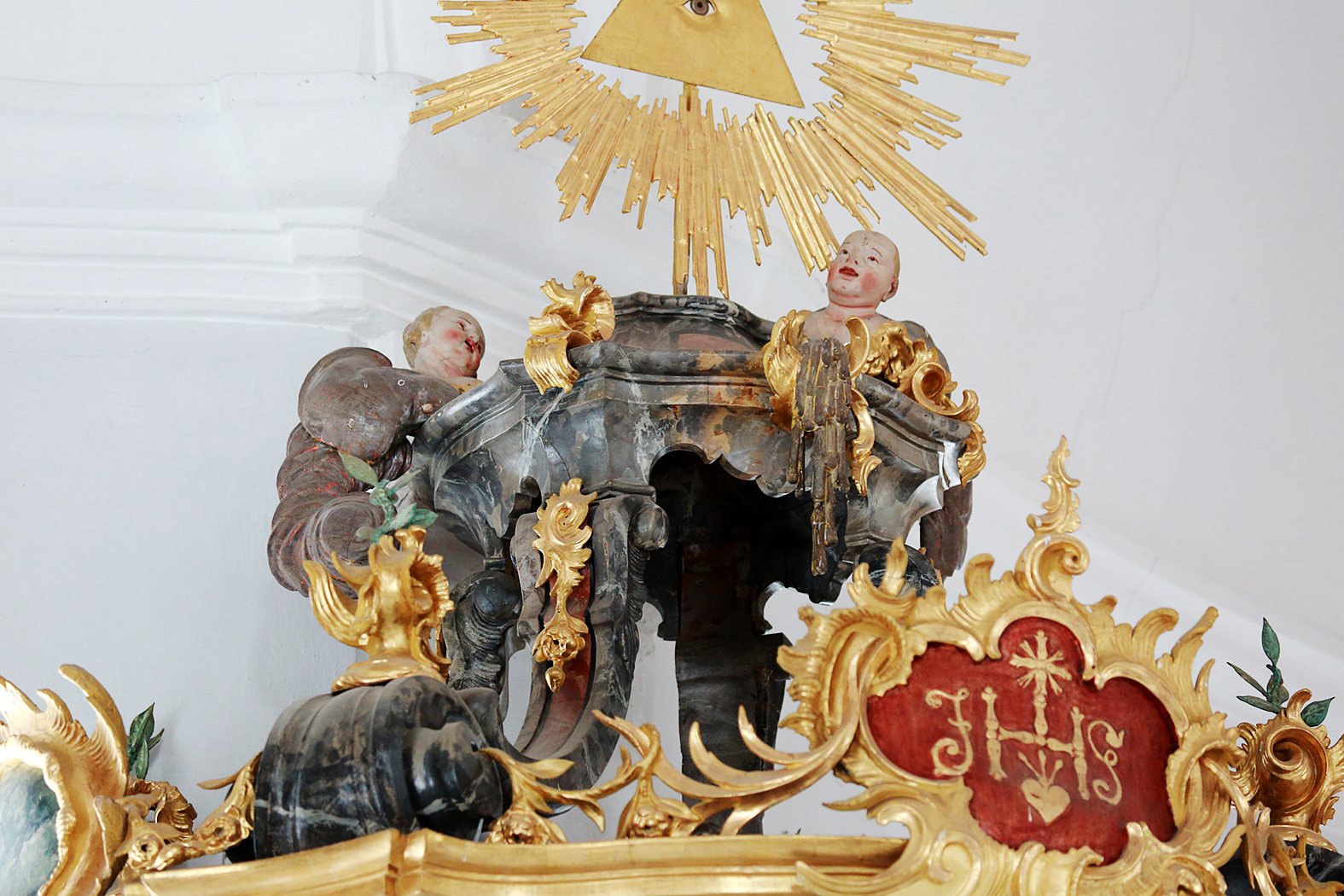
Schalldeckel
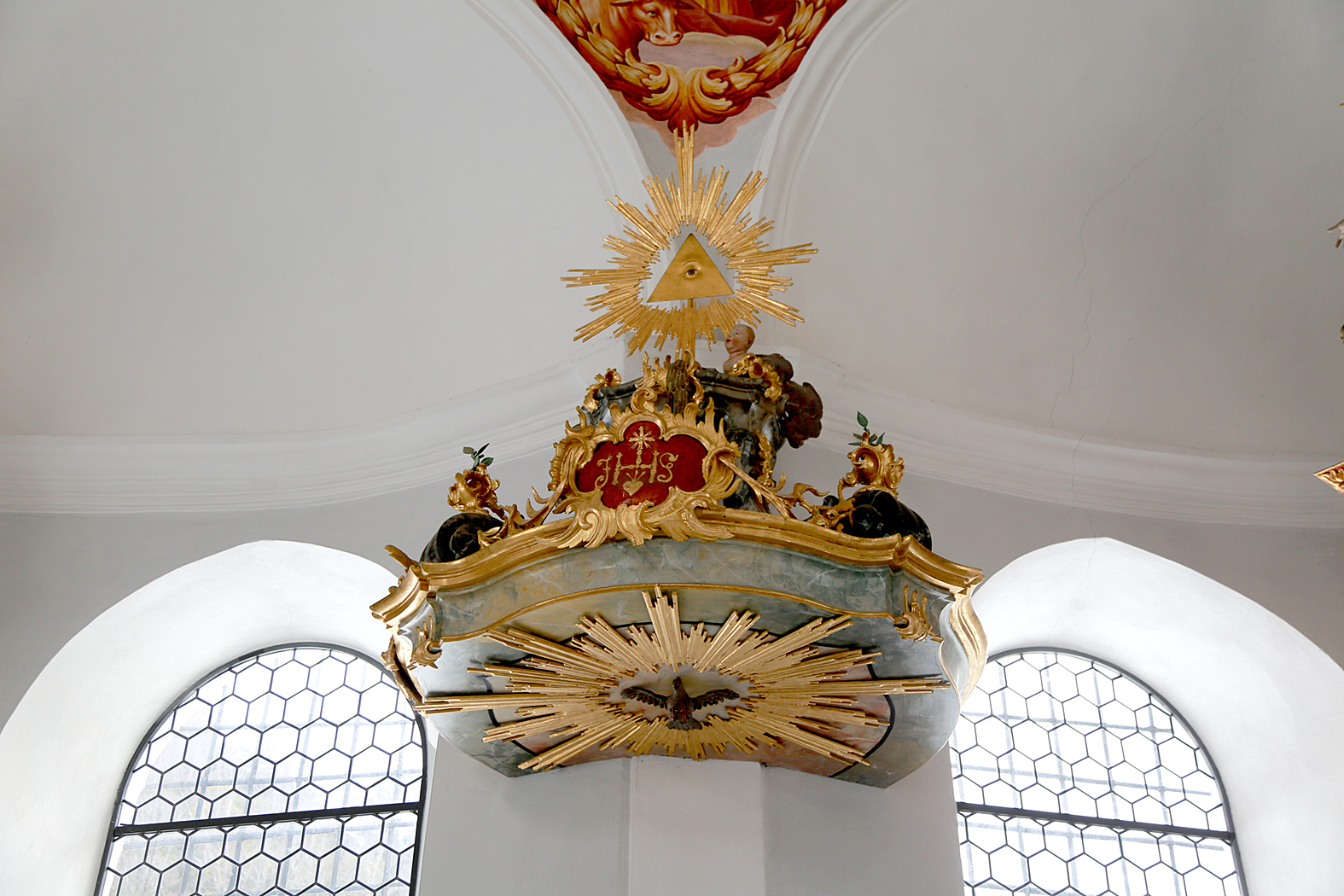
Schalldeckel
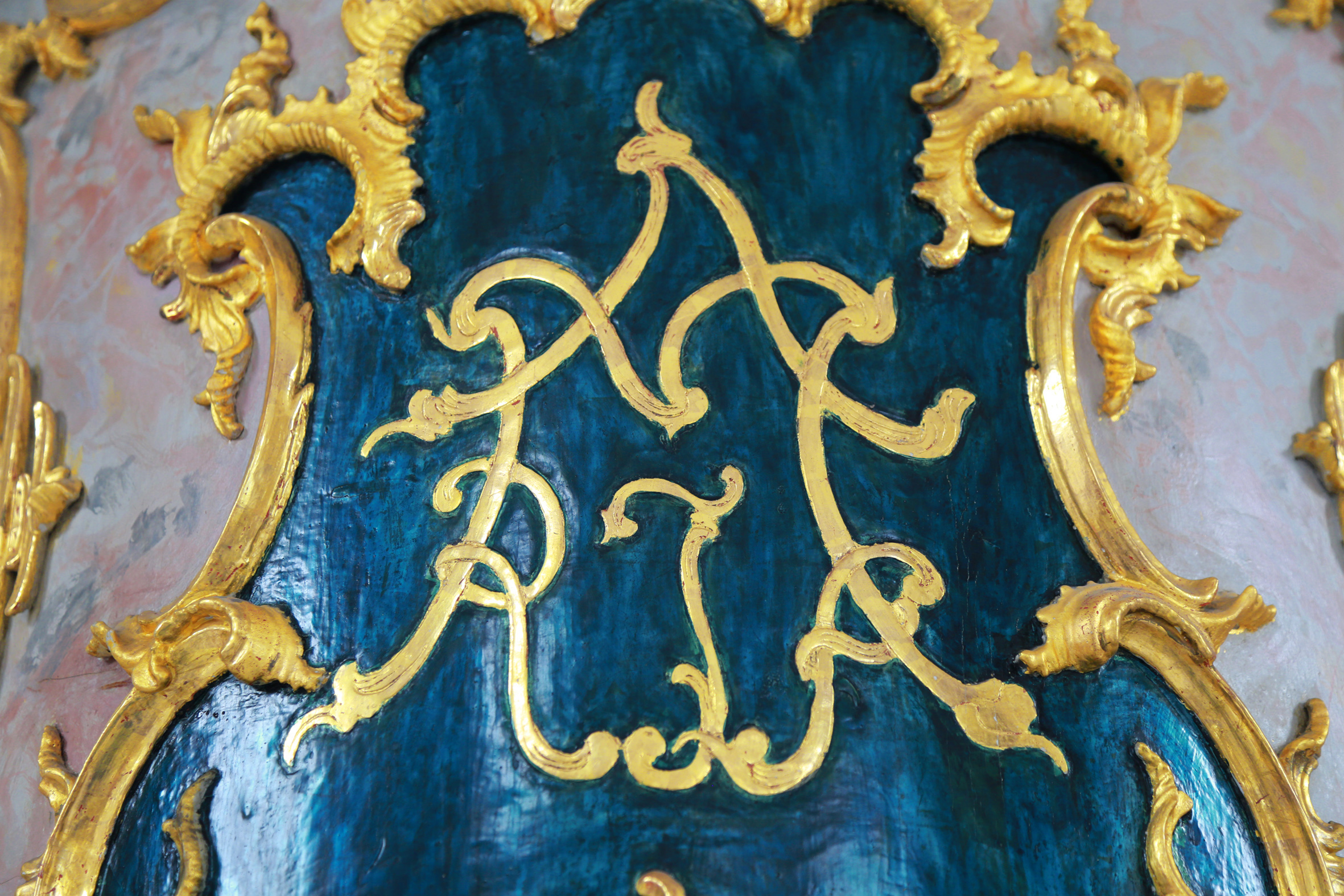
Schriftzeichen

### Kreuzwegstationen
Die vierzehn (wie im 17. Jahrhundert üblich) Kreuzwegstationen sind Kupferstiche, die mit Ölfarbe übermalt worden sind. Die Übermalungen stammen von Johann Christoph Haffner. Unter jeder Station sieht man eine Bildunterschrift, verfasst in einer antiken Schrift.

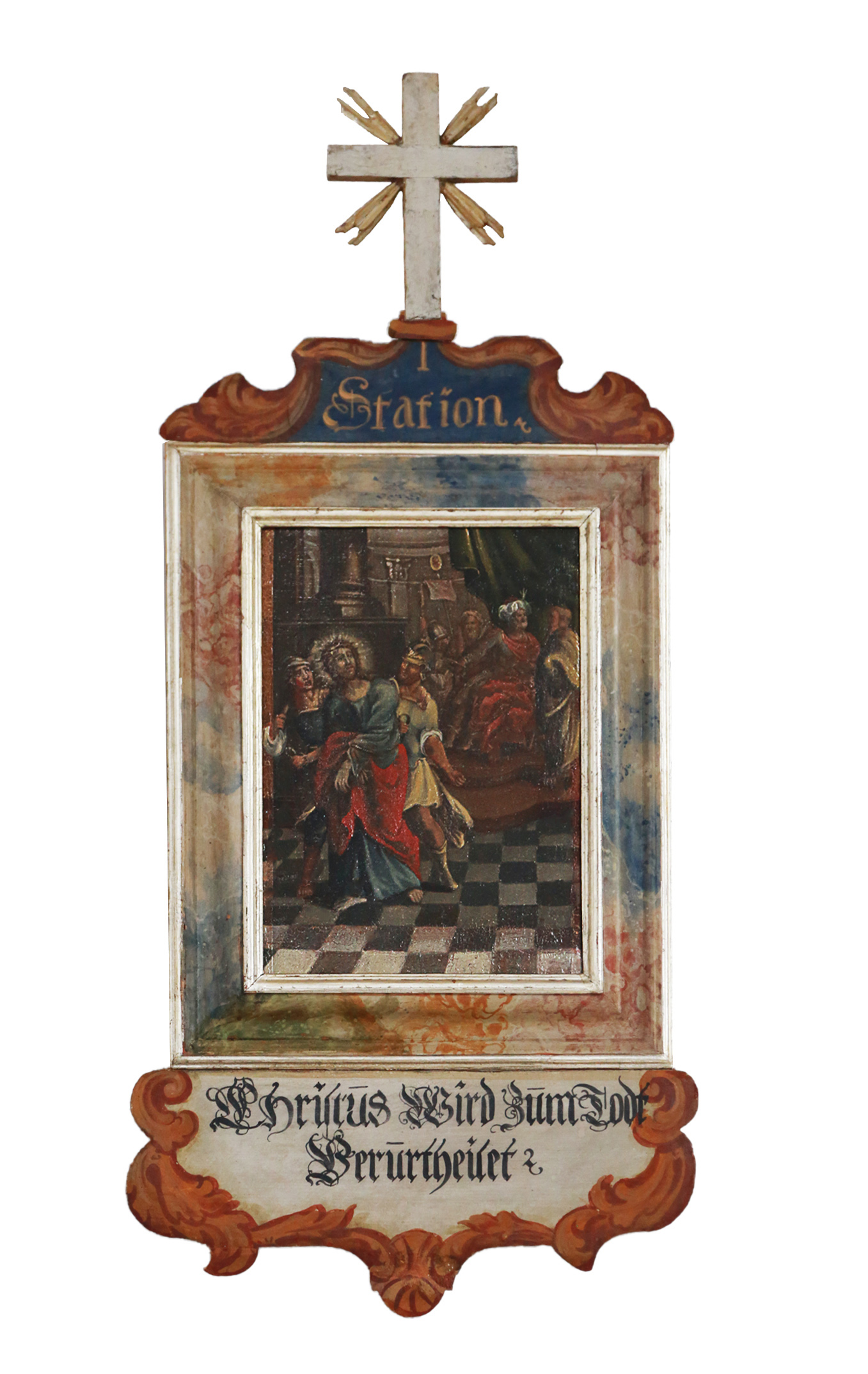
Kreuzwegstation 1
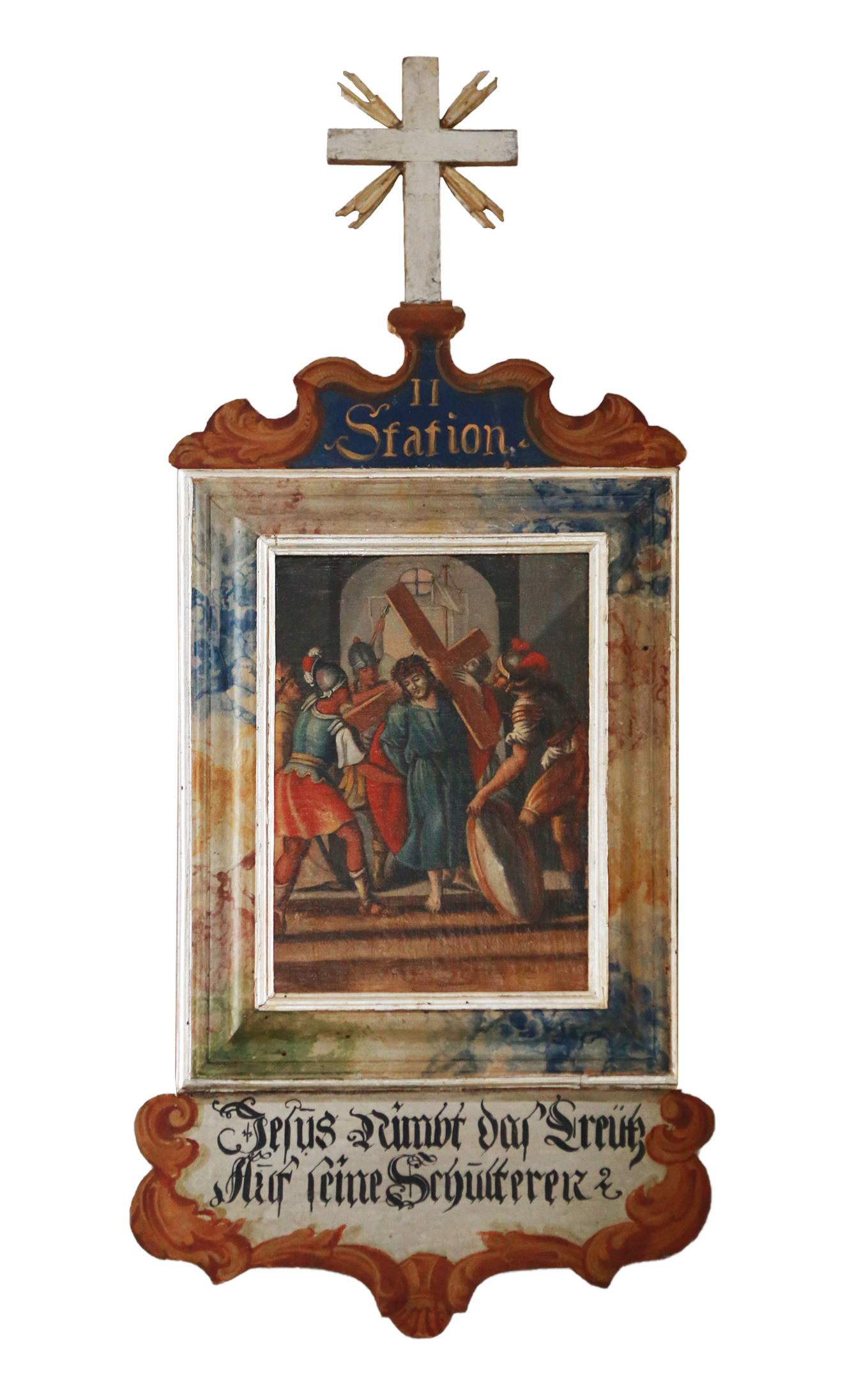
Kreuzwegstation 2
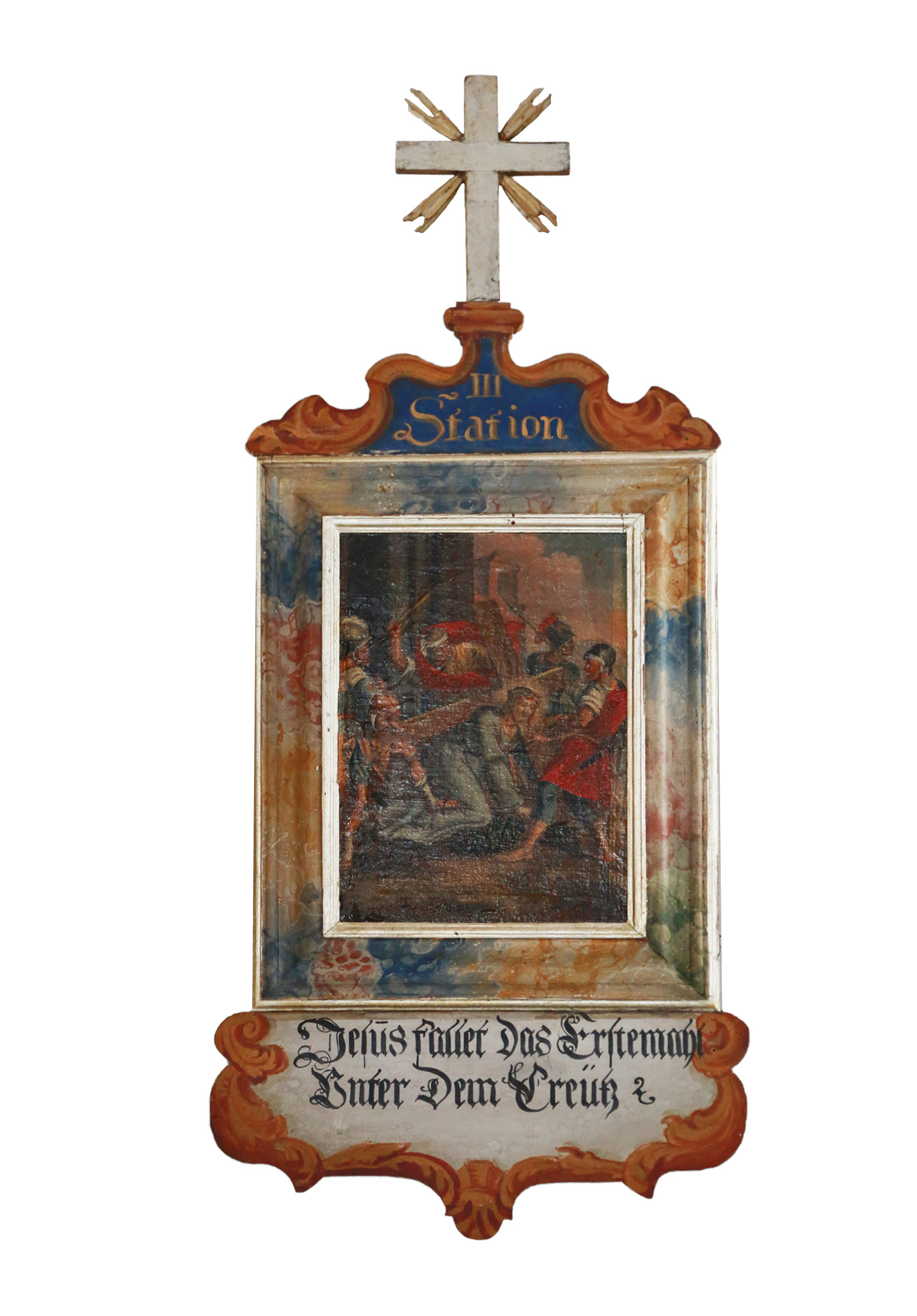
Kreuzwegstation 3
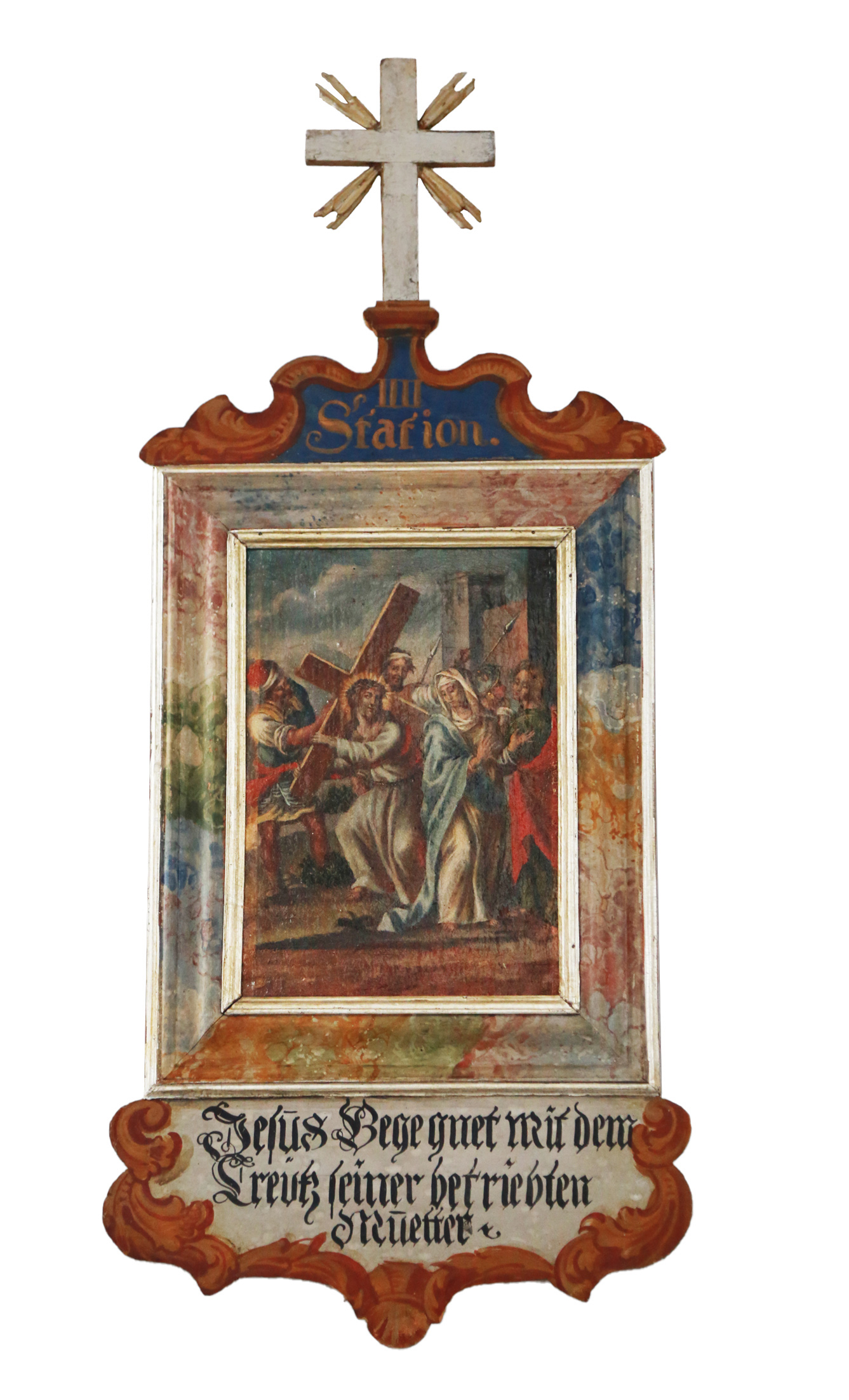
Kreuzwegstation 4
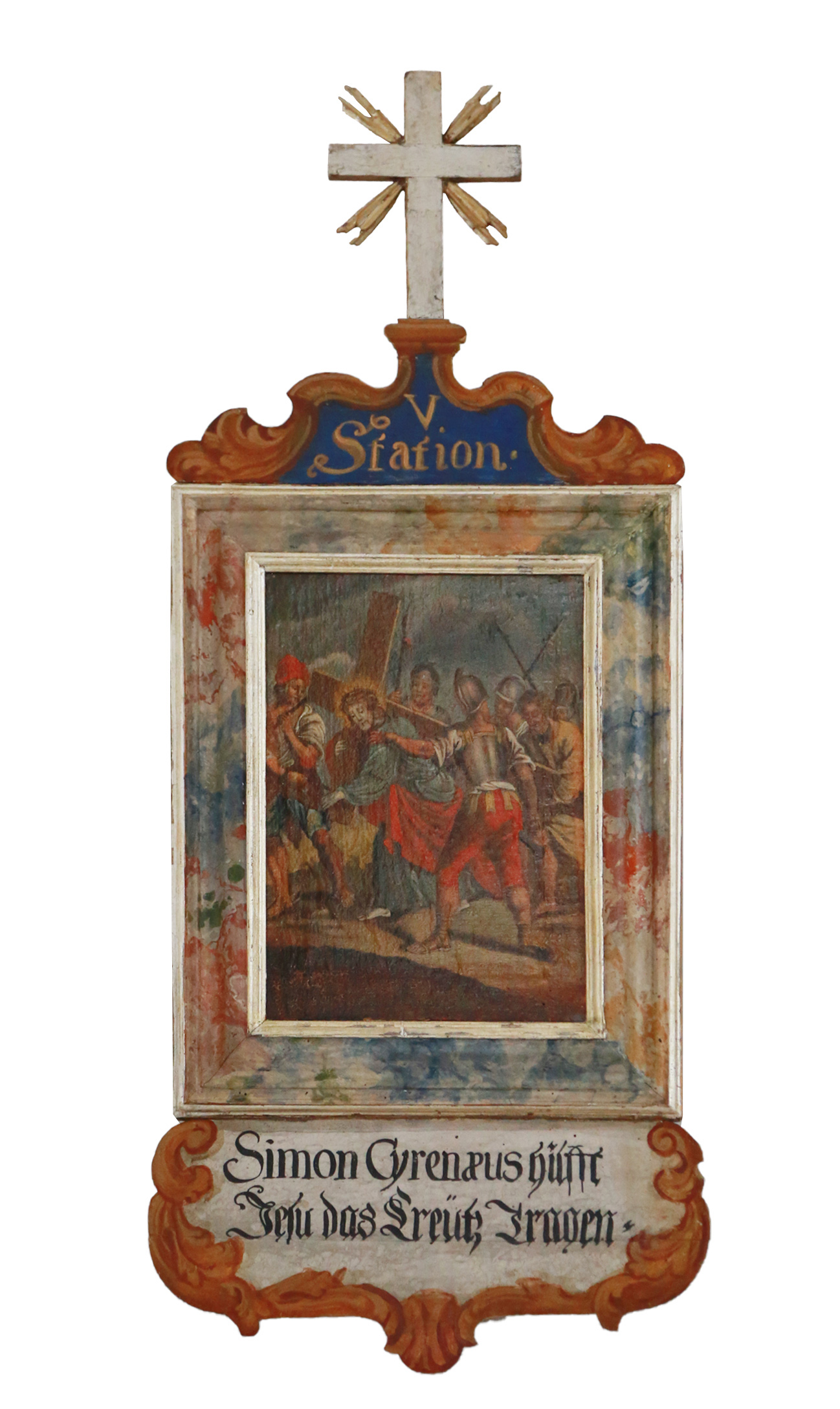
Kreuzwegstation 5
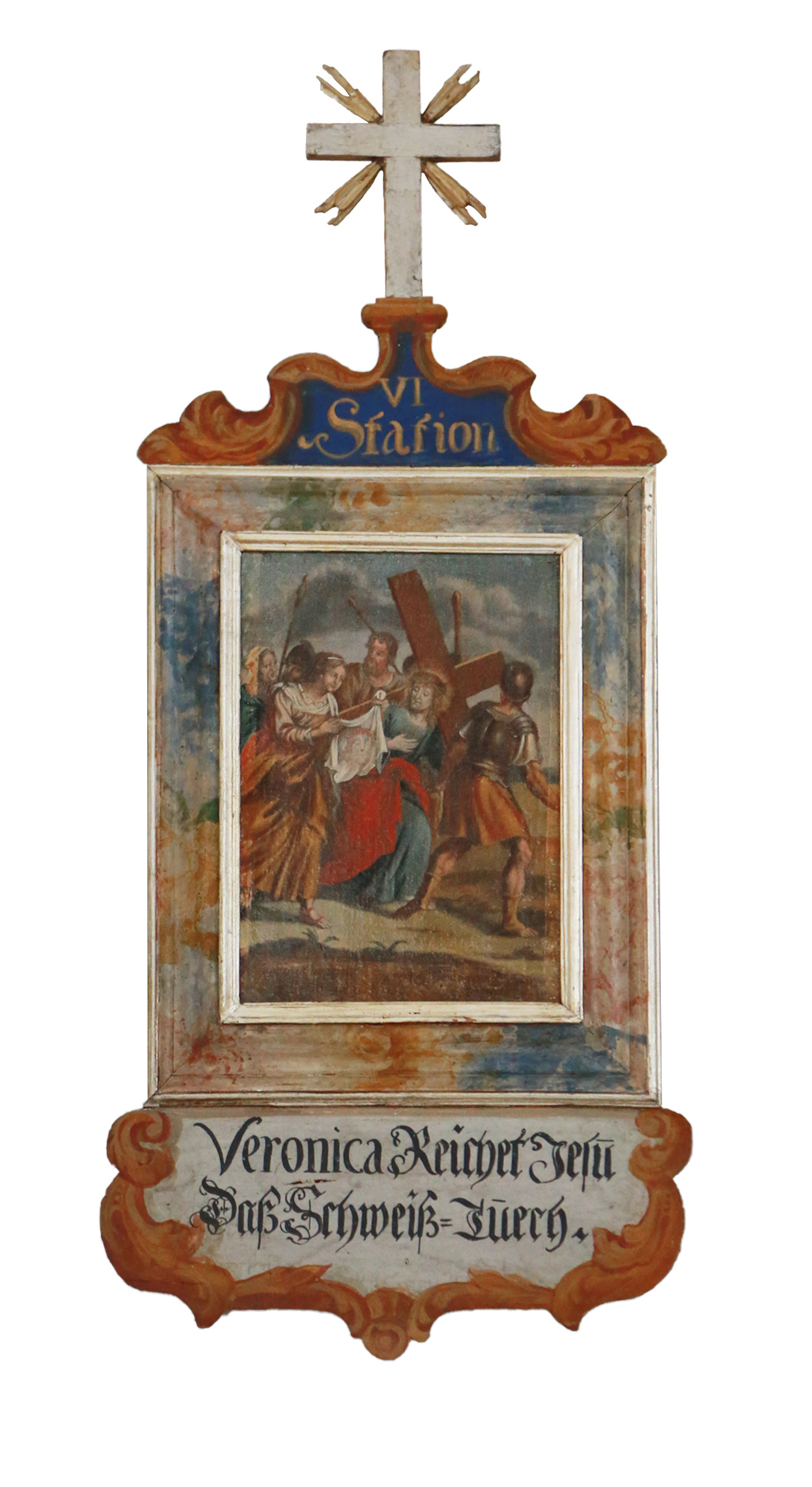
Kreuzwegstation 6
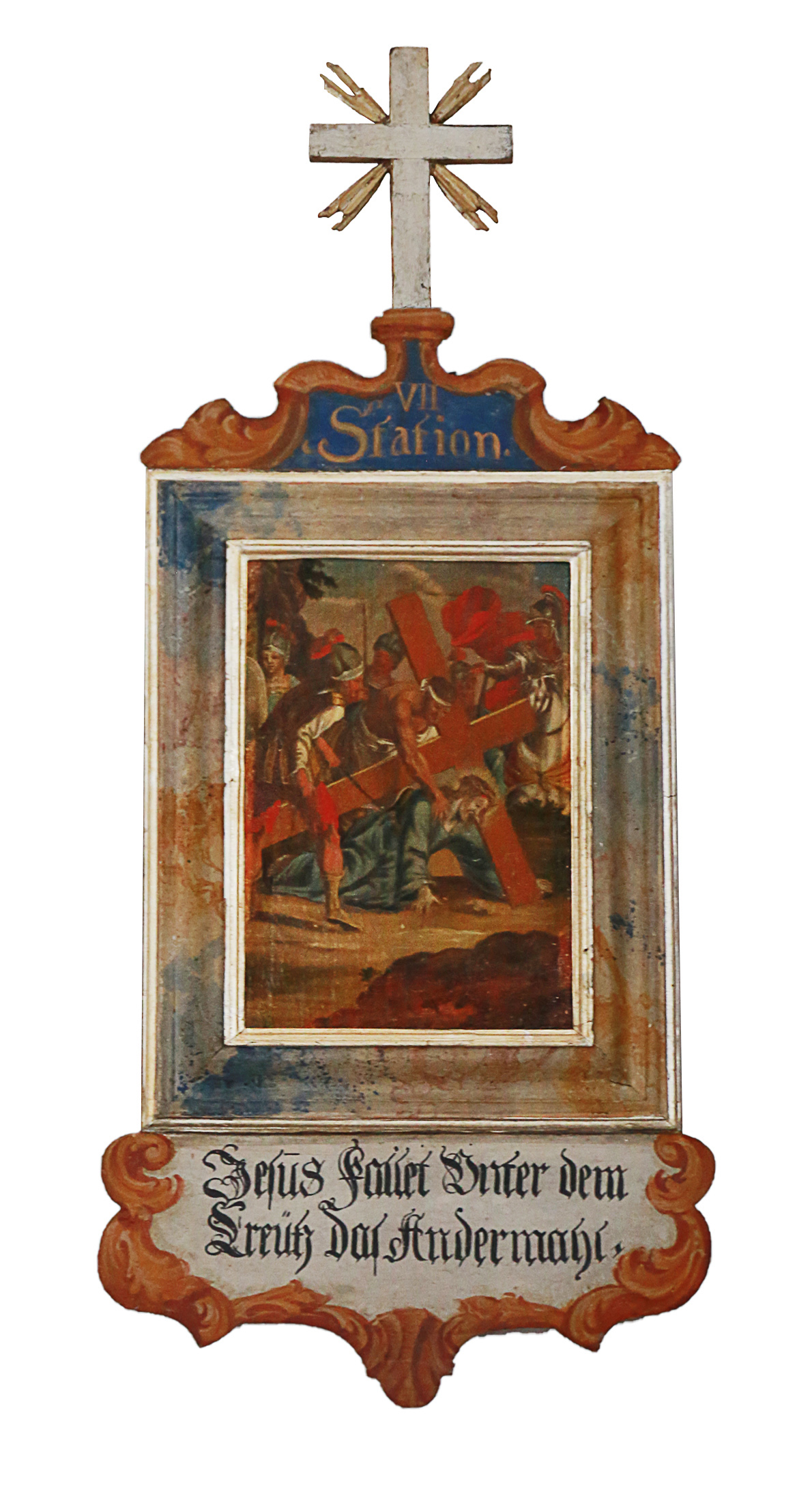
Kreuzwegstation 7
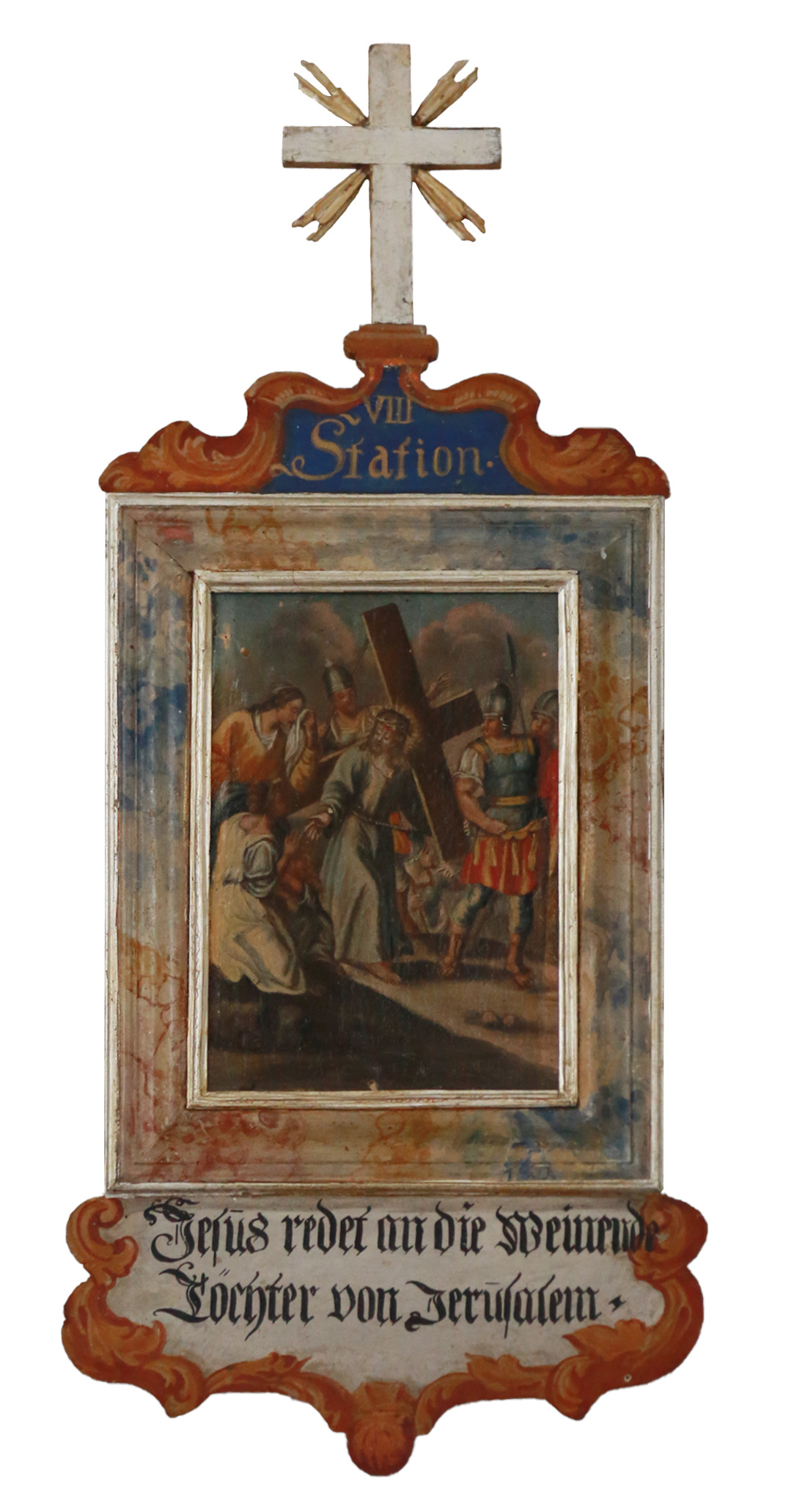
Kreuzwegstation 8
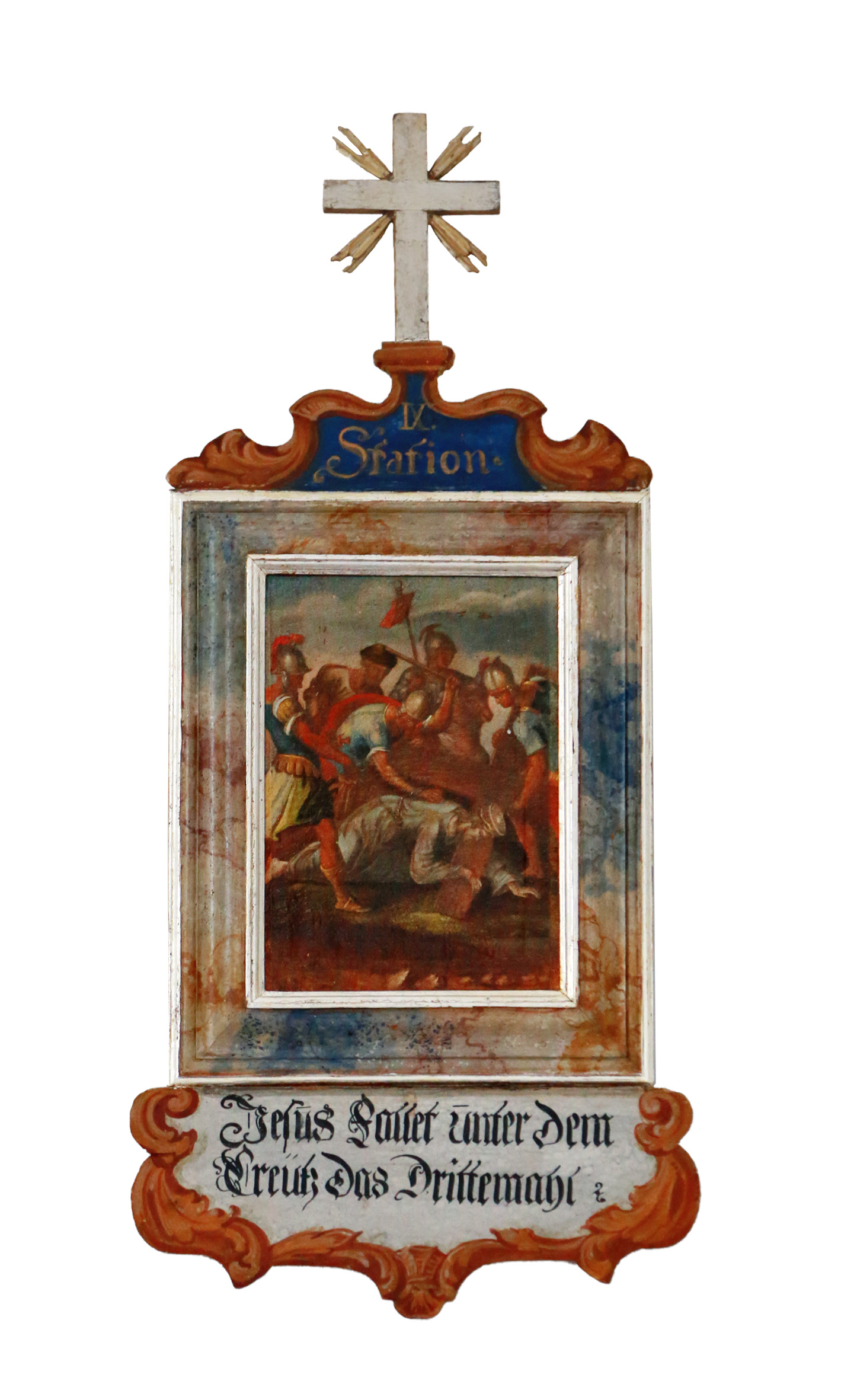
Kreuzwegstation 9
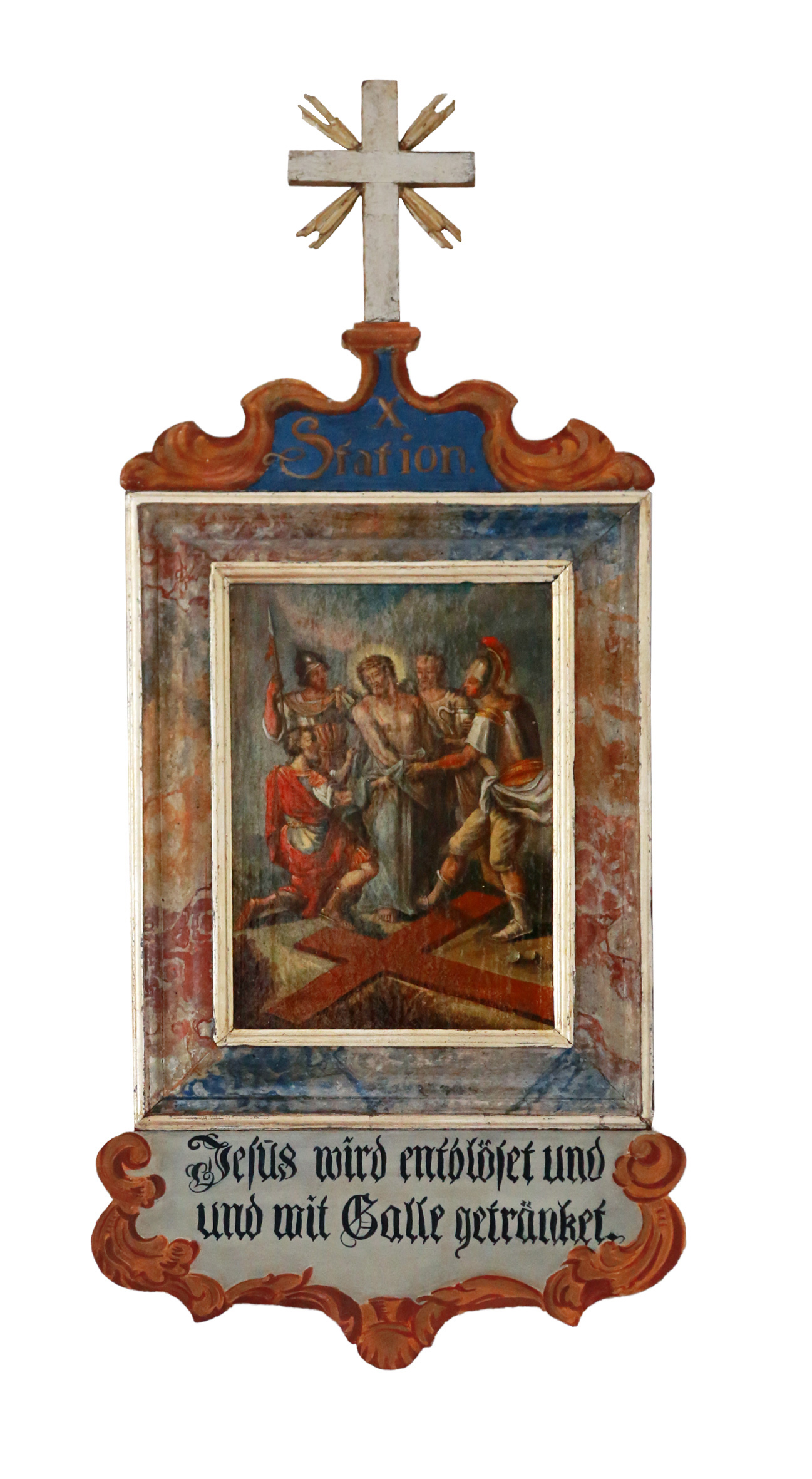
Kreuzwegstation 10
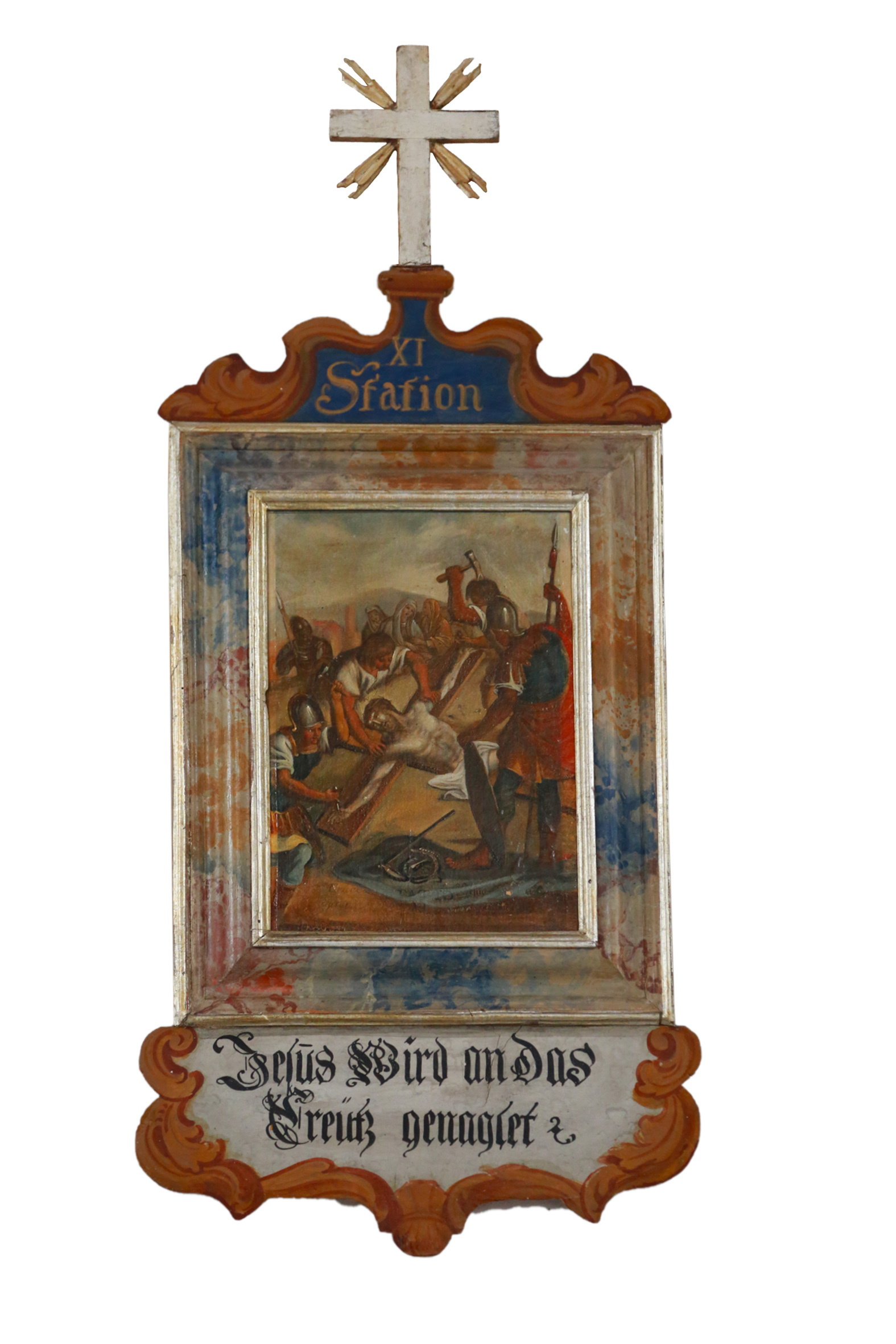
Kreuzwegstation 11
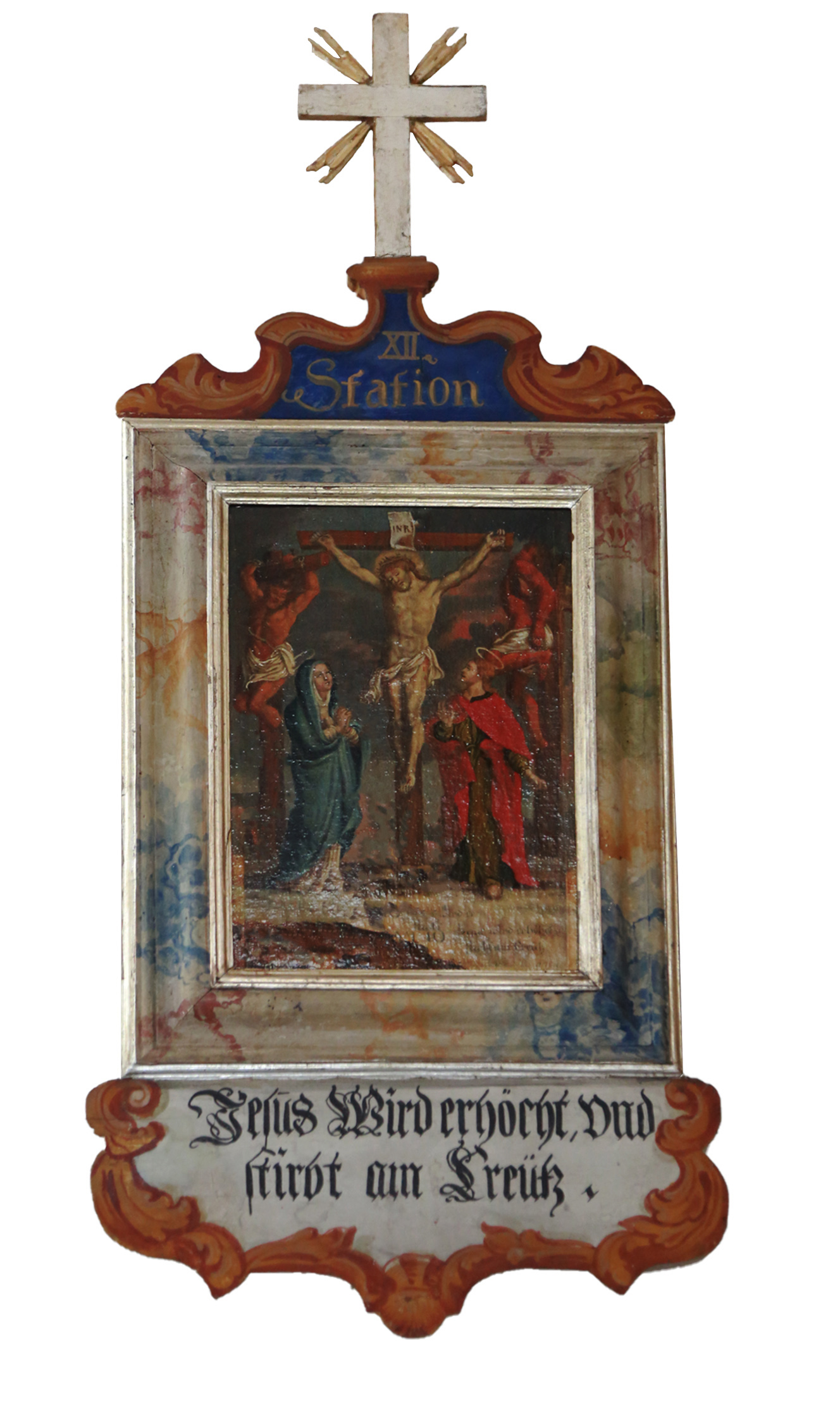
Kreuzwegstation 12
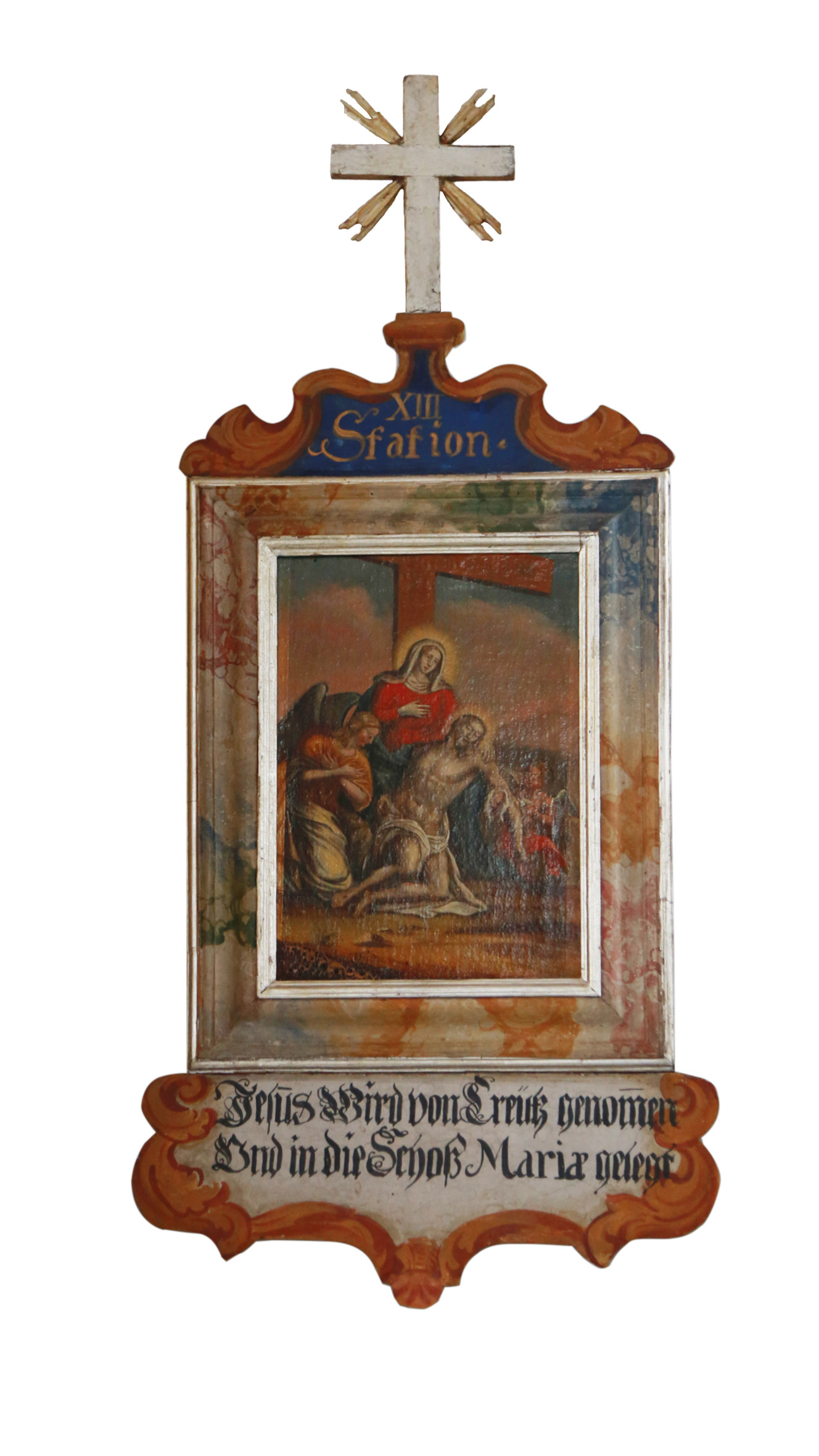
Kreuzwegstation 13
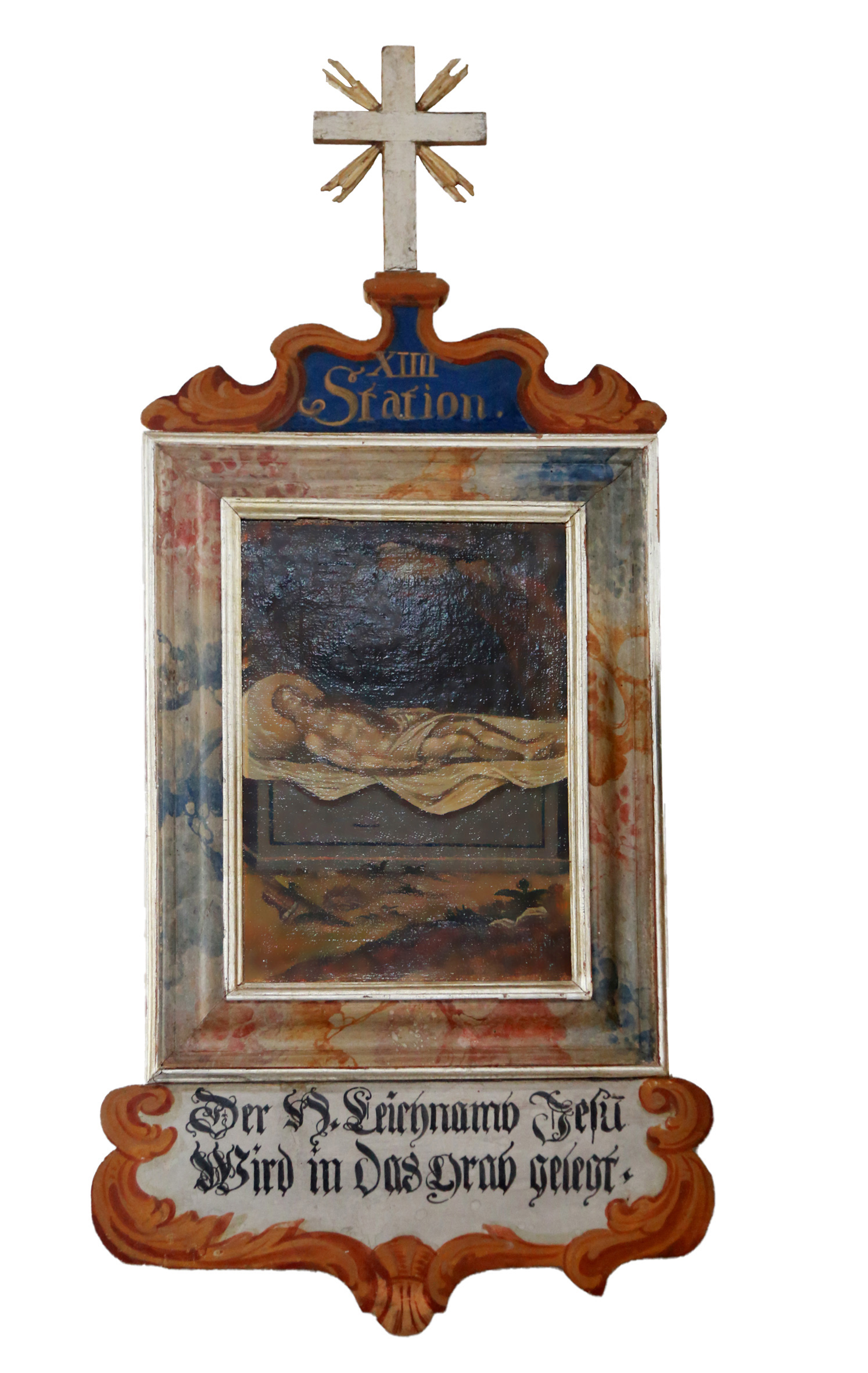
Kreuzwegstation 14

### Die Apostelzeichen
Im gesamten Kirchenraum verteilt befinden sich die Apostelzeichen, bestehend aus Stuck mit geschmiedeten Kerzenhaltern. Jedes Zeichen ist mit dem Brustbild einer der Apostel geschmückt.
Katholische Gotteshäuser werden bei der Weihe an zwölf Stellen gesalbt. Diese Stellen kennzeichnet man durch Apostelabbildungen oder Kreuze und Wandleuchter. Die Kerzen brennen am Jahrestag der Kirchweihe.

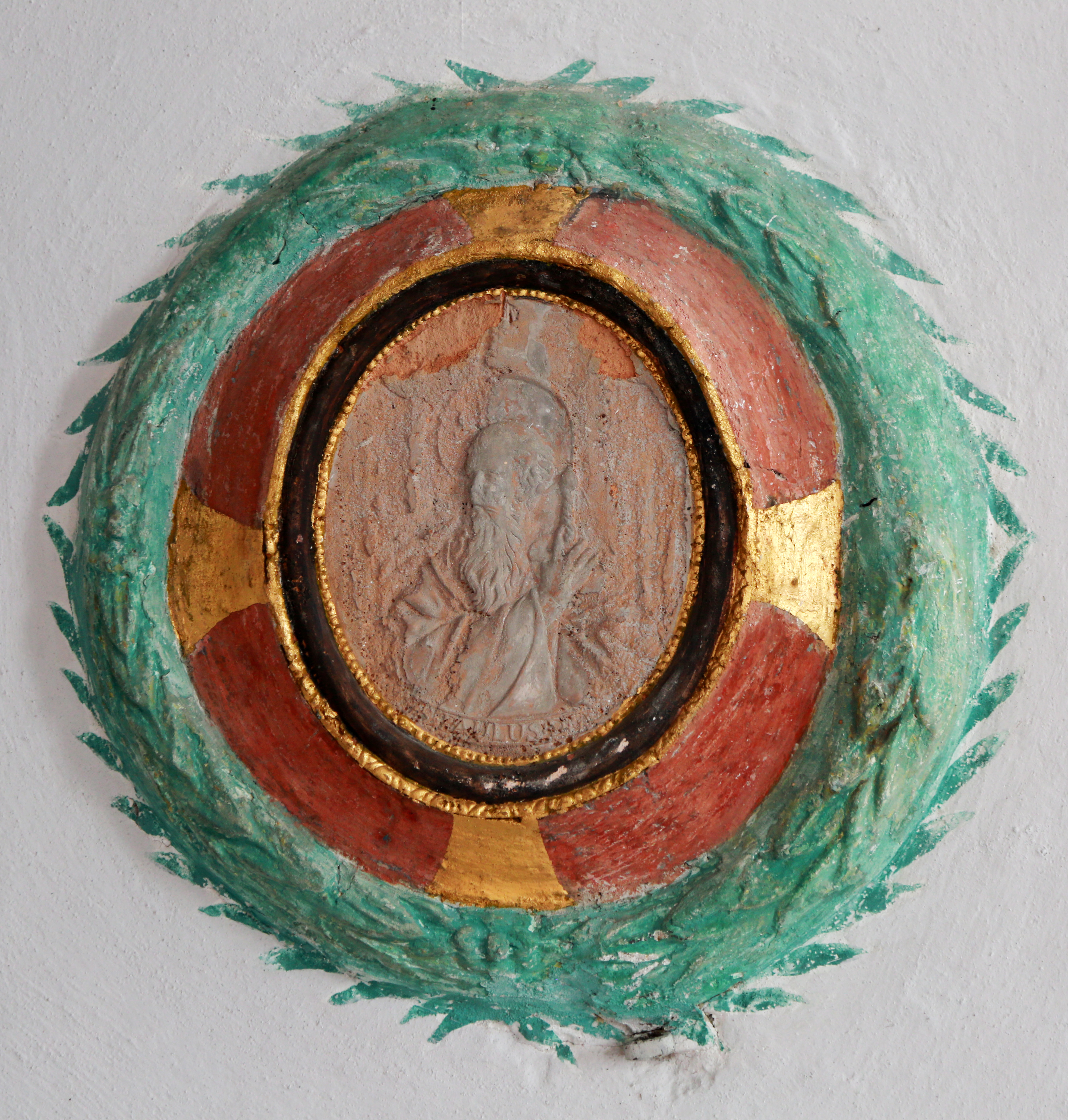
Paulus
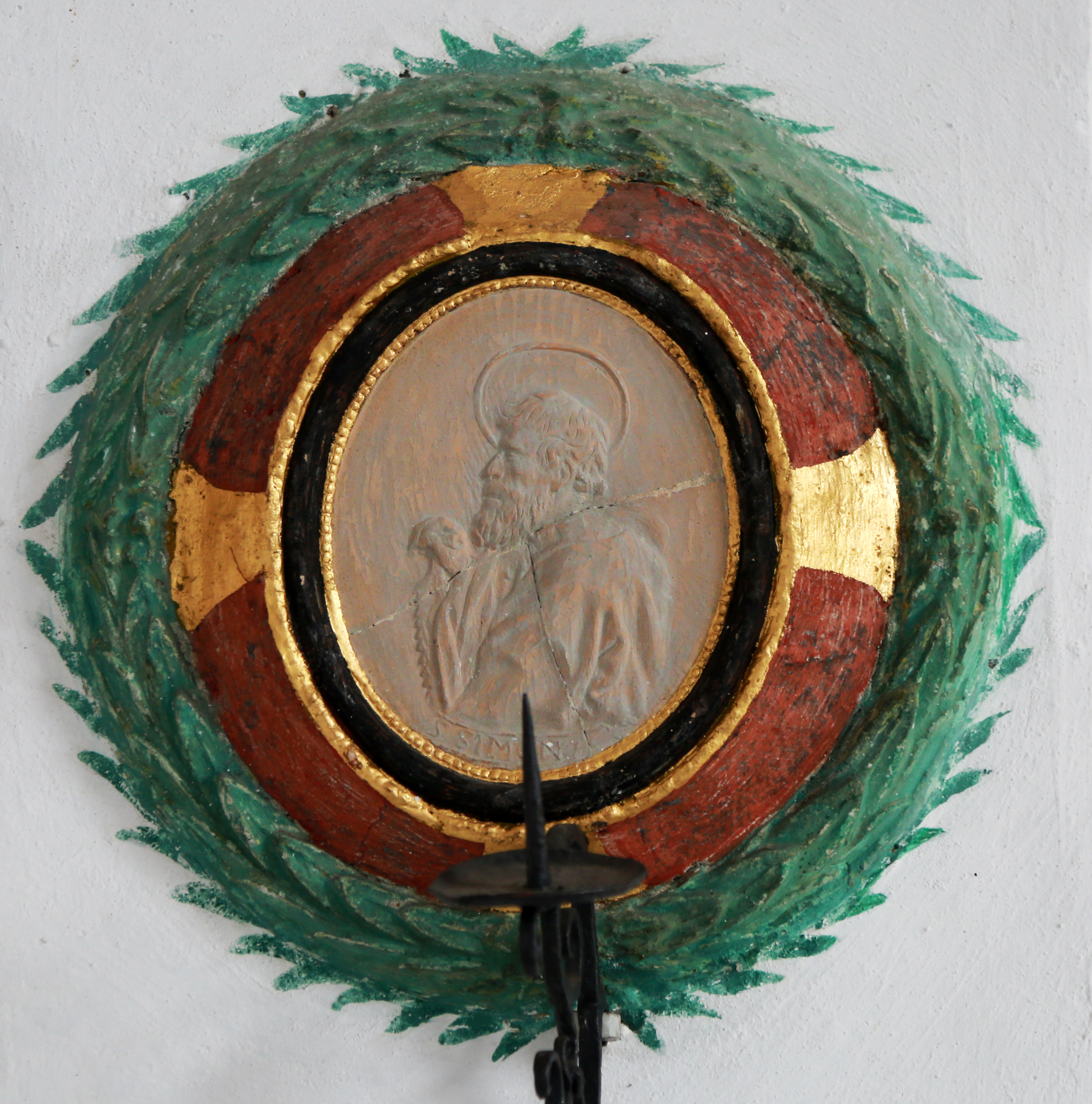
Simon
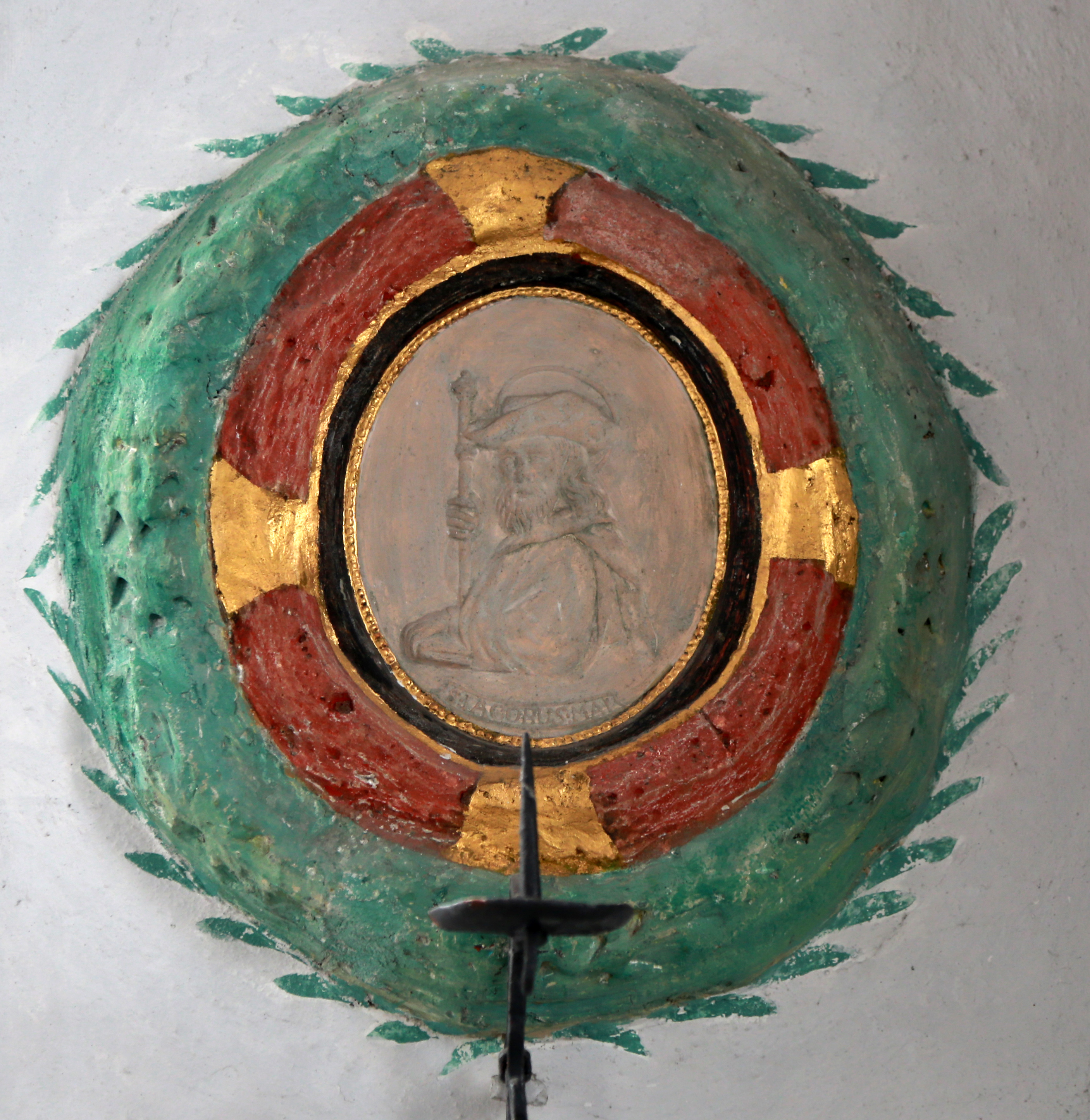
Jakobus der Ältere
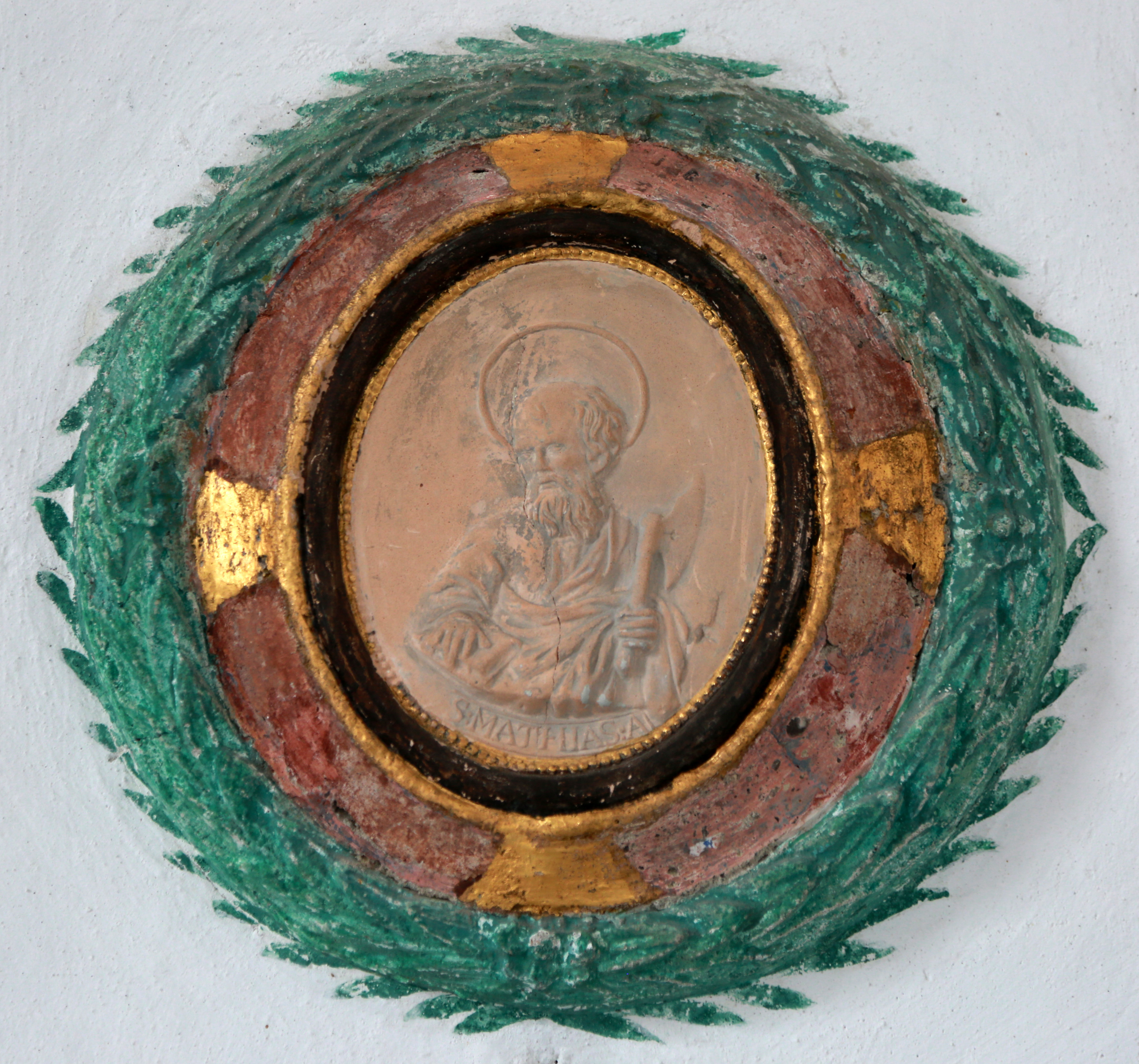
Matthias
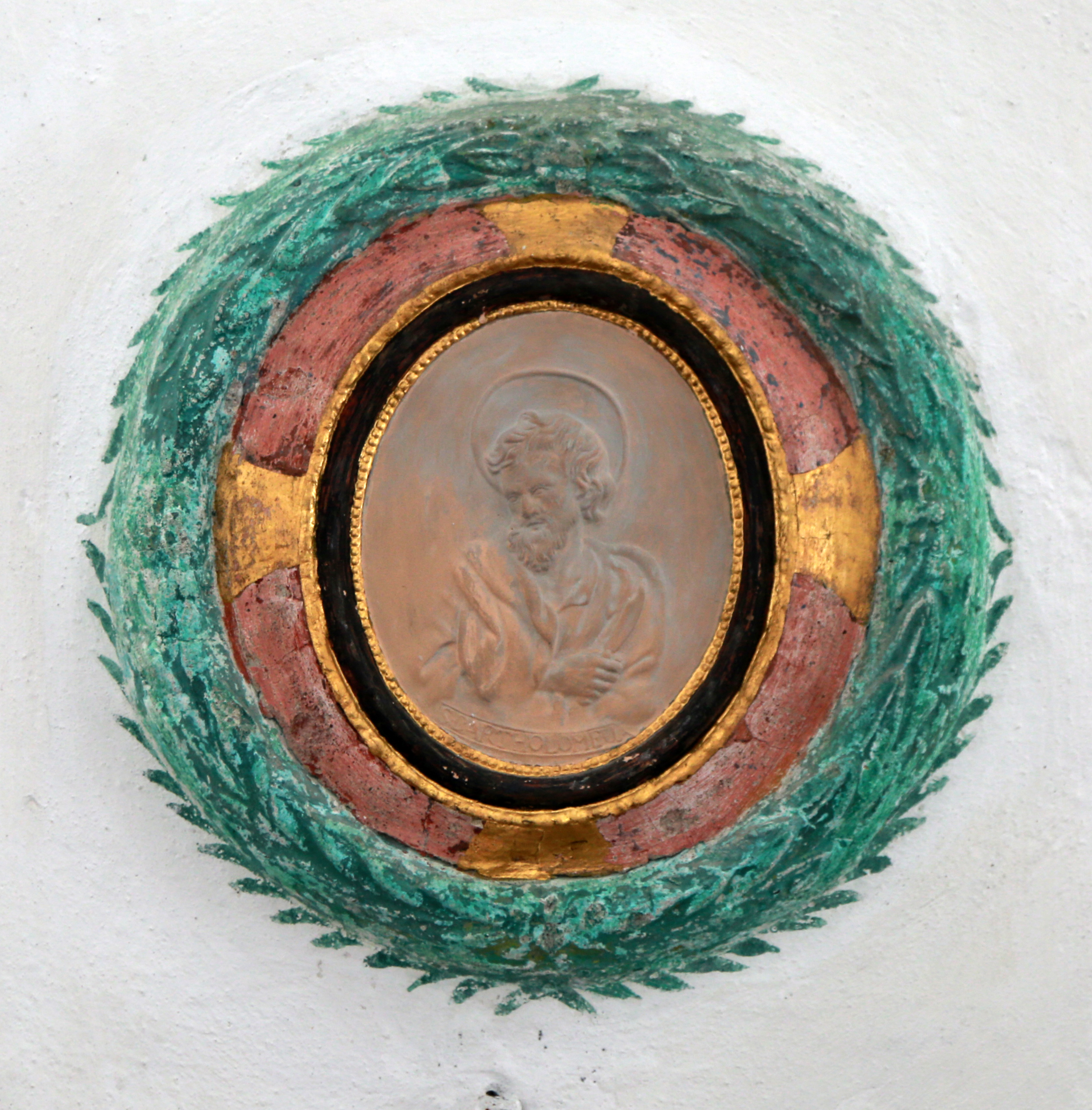
Bartholomäus
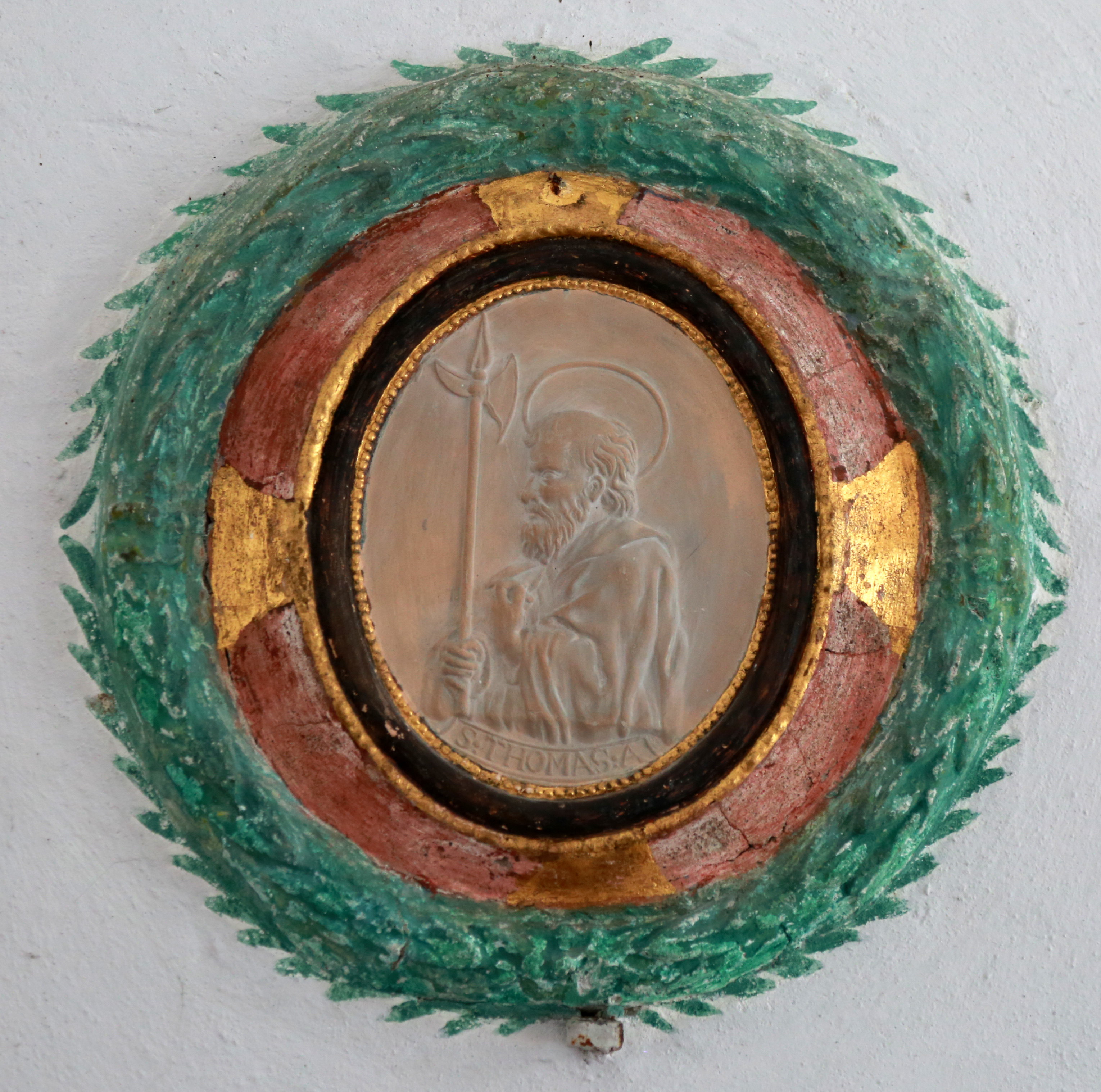
Thomas
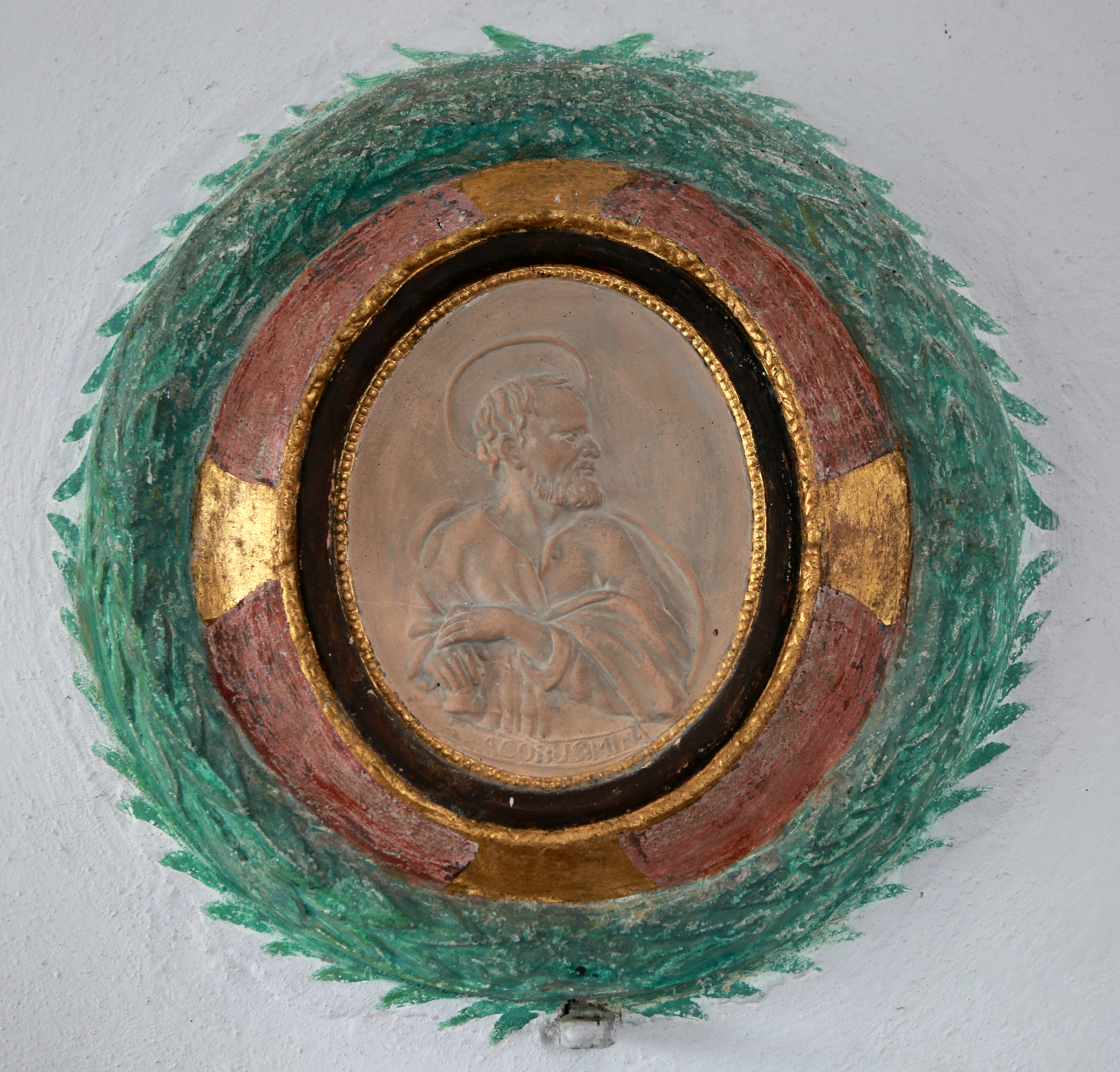
Jakobus der Jüngere
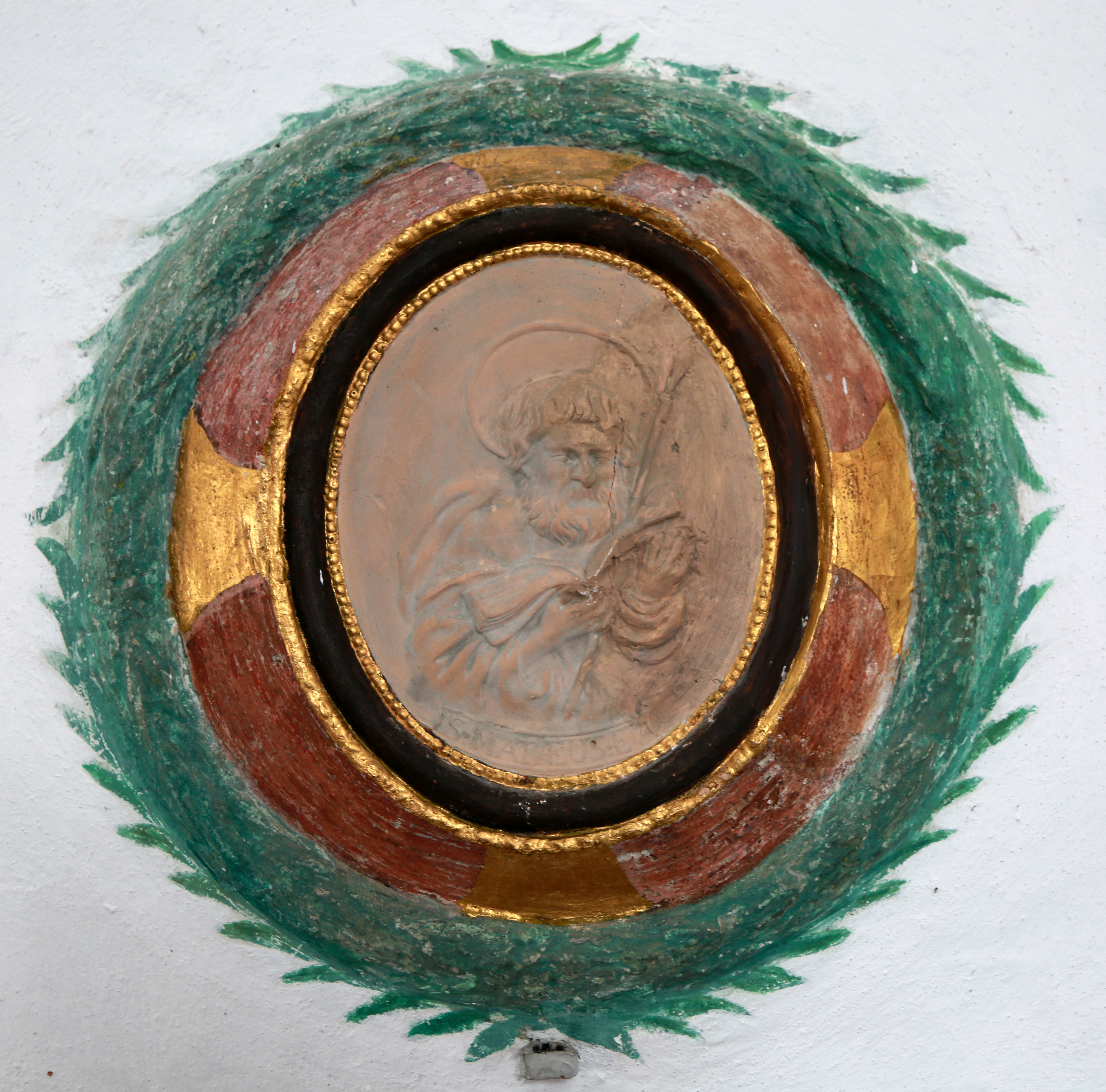
Matthäus
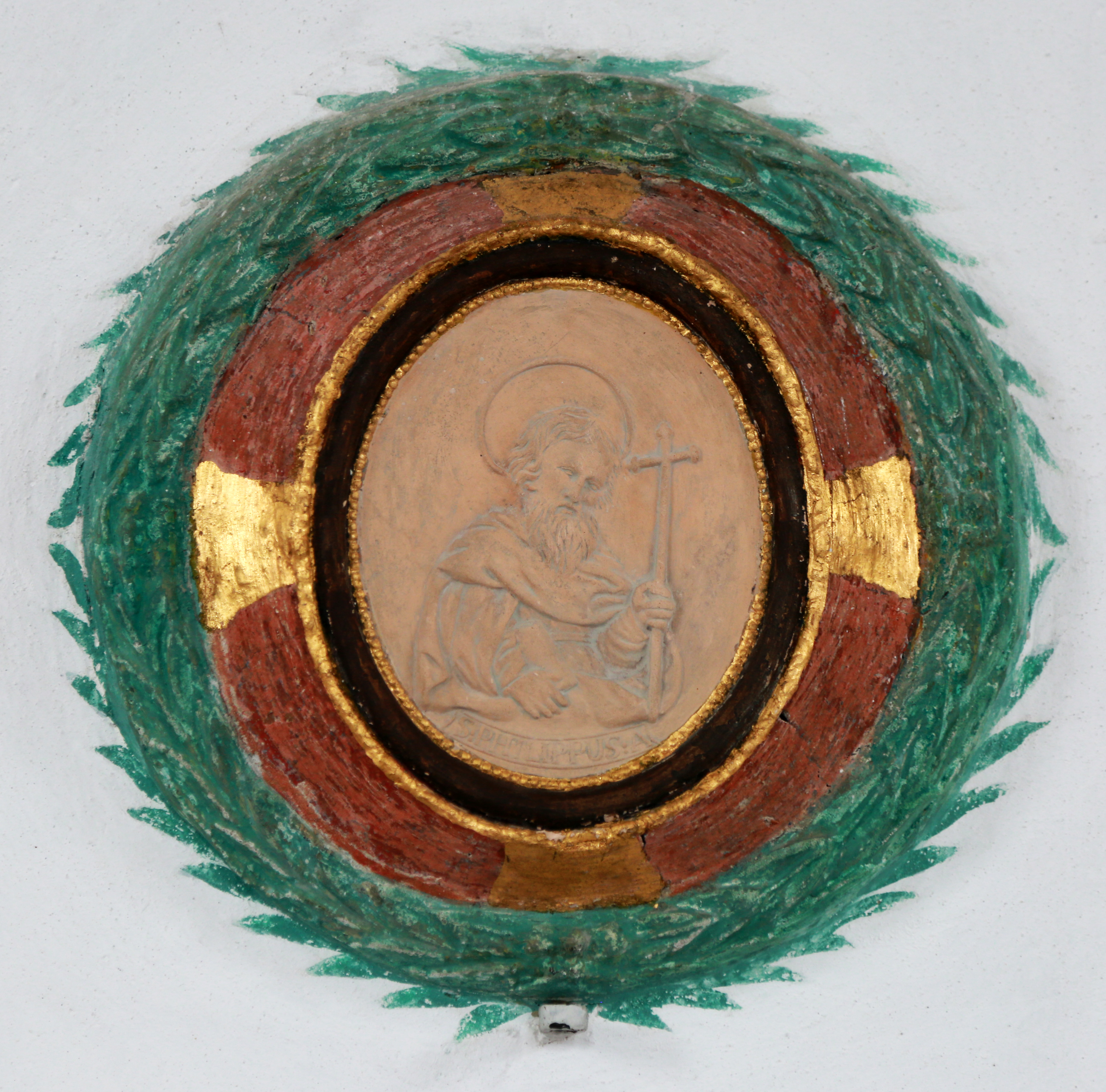
Philippus
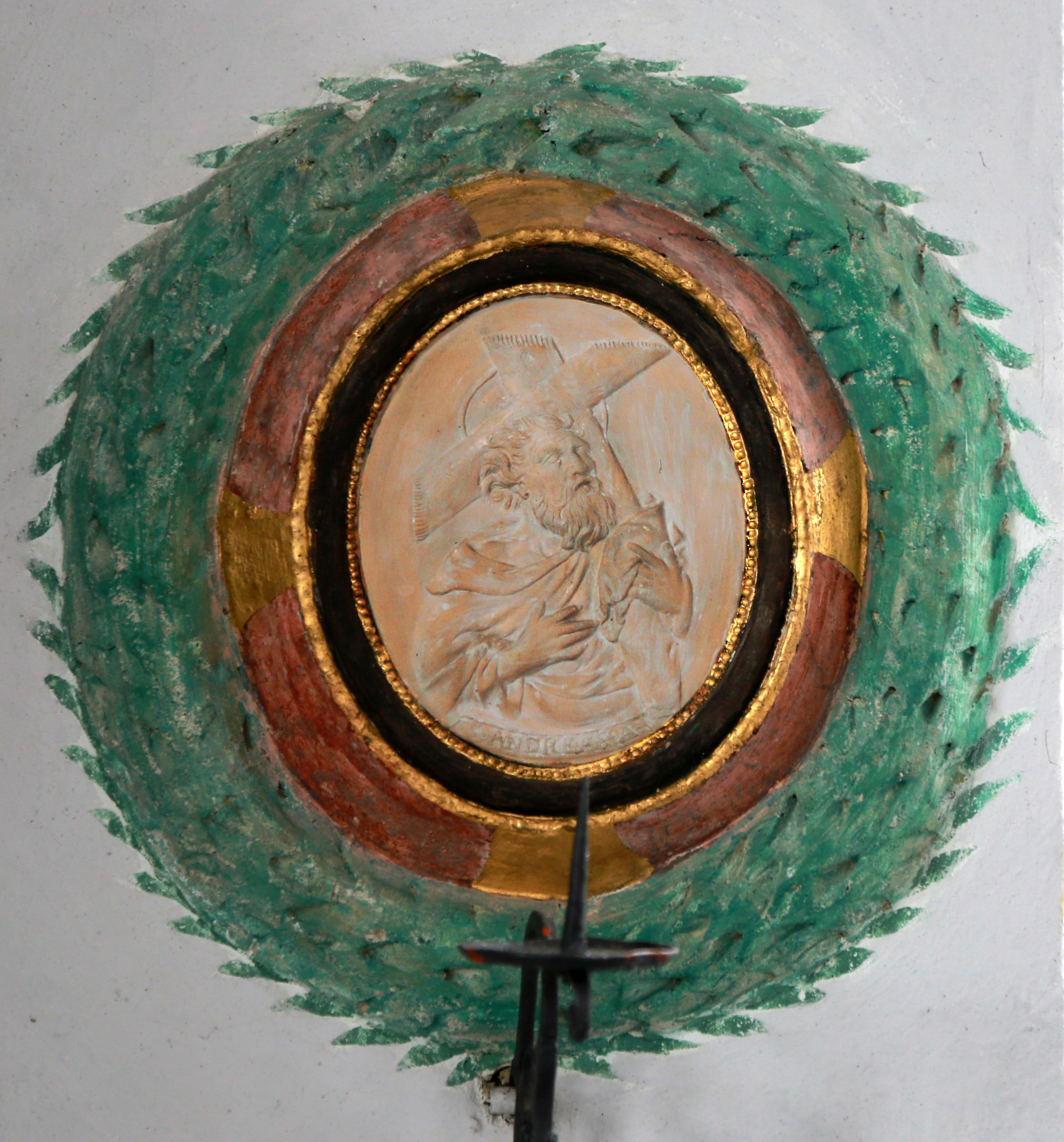
Andreas
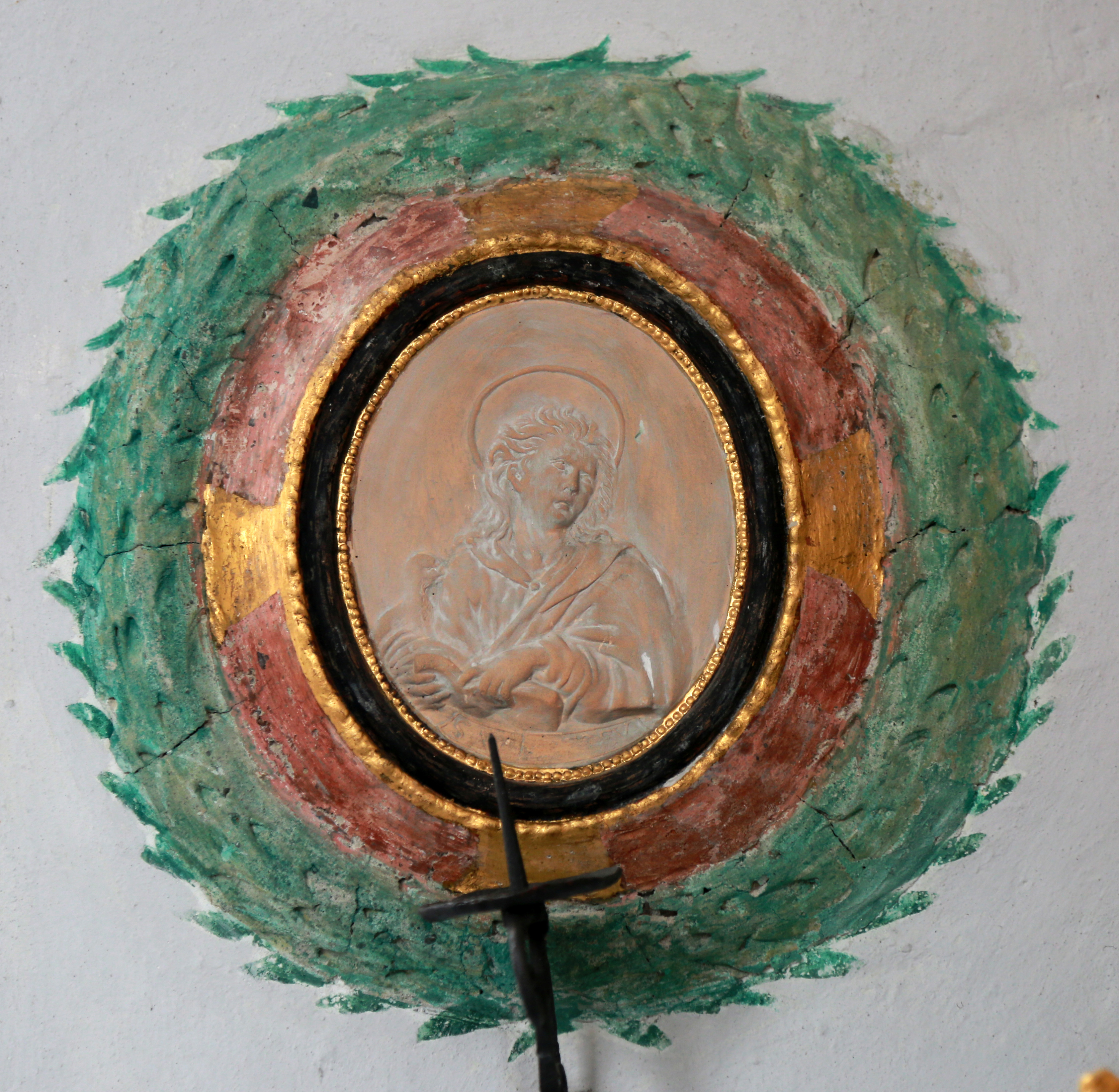
Johannes
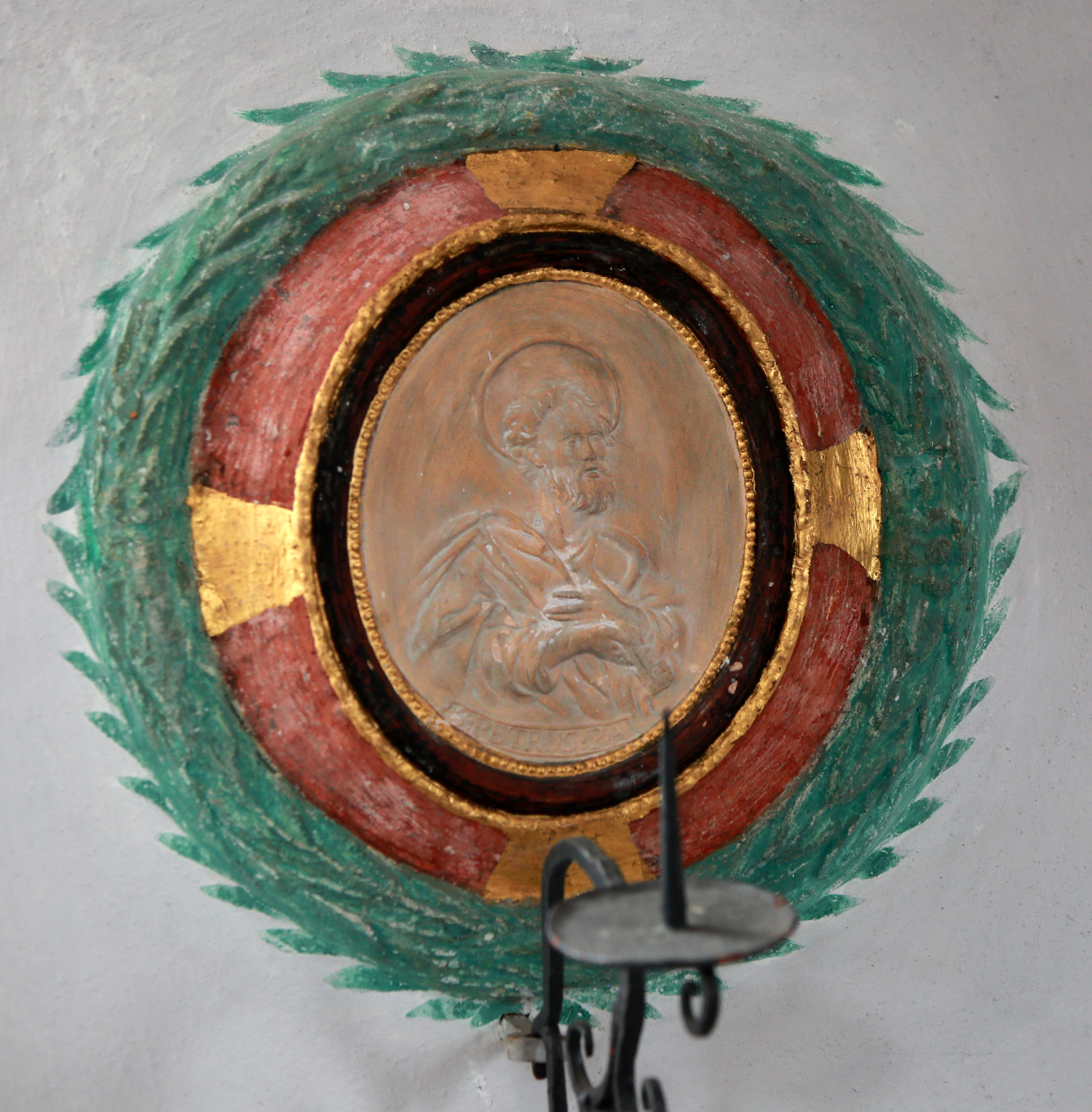
Petrus

## Künstler
- Josef Keil der Ältere – Maurermeister (Erweiterungsbau 1692)
- Andreas Thamasch – Bildhauer (Altäre)
- Johann Christoph Haffner – Kupferstecher (Kreuzwegstationen)
- Josef Schöpf – Maler  (Gemälde der heiligen Notburga und der heiligen Ursula)

## Restaurierungen
In den Kriegs- und Nachkriegsjahren des Zweiten Weltkrieges wurde die Kirche immer baufälliger. Von 1961 bis 1969 wurden der Sakralbau kostspielig restauriert. Die Initiatoren waren der Verein Heimatbund Hörtenberg und die Gemeinde Telfs, in Zusammenarbeit mit dem Bundesdenkmalamt. Die letzte Restaurierung begann 1996 und wurden mit einem Kirchweihfest am 5. Juli 1998 abgeschlossen.

## Legenden  um Birkenberg

### Legende von den Kirchenglocken
Eine Legende berichtet vom Oberhofer Bauern Jakob Mader, der angeblich für das neue Kirchlein zwei Glocken versprochen hatte. Nach der Fertigstellung der Kirche wollte Jakob allerdings nichts mehr von seinem Versprechen wissen, woraufhin er erblindete.
Als er nun abermals versprach, die Glocken zu spenden, wurde er wieder sehend. Aber auch dieses Mal hielt er sein Versprechen nicht ein und erblindete erneut. Jetzt anerkannte er seine Erblindung als Strafe Gottes und bestellte die Glocken bei Barthlmä Reinhart in Büchsenhausen in Innsbruck. So hoffte er, sein Augenlicht wieder zu erlangen. Aber er wurde nie mehr sehend.

Eine der Glocken, die bis 1916 in Birkenberg hingen (sie wurden im Ersten Weltkrieg eingeschmolzen), trugen die Inschrift Jakob Mader und Apolonia Plattnerin aus Oberhofen 1657, sowie die Signatur des Glockengießers BR.

### Legende von der heiligen Notburga
Notburga war eine Magd, im Dienste bei einem Bauern in Eben am Achensee. An einem Samstagabend zog ein schweres Gewitter. Da läuteten die Glocken zum Gebet. Notburga wollte zu Messe gehen, aber da die Ernte noch nicht eingebracht war, erlaubte ihr der Bauer das nicht, sondern befahl stattdessen, dass sie auf dem Feld weiterarbeiten musste. Notburga bat Gott um Rat. Da erhob sich ihre Sichel wie von selber und blieb, wie aufgehängt an einem Sonnenstrahl, in der Luft stehen. Von nun an wagte der Bauer nicht mehr, die Magd von der Andacht abzuhalten und ließ sie ziehen.

Sie kehrte wieder auf die Rottenburg in Buch bei Jenbach zu ihrem früheren Dienstgeber zurück. Vor ihrem Tod äußerste sie den Wunsch, dass man Leichnam auf einen Ochsenkarren legen sollte, und sie wolle dort begraben werden, wo die Ochsen mit dem Karren von selber stehen bleiben. So geschah es, dass nach ihrem Tod die Ochsen mit dem Karren von der Rottenburg, durch den Inn, der sich teilte, hinauf nach Eben zum Achensee gingen und just vor der Rupertikirche anhielten, wo die Heilige so oft gebetet hatte und wo sie nun begraben liegt.